# 新潟駅

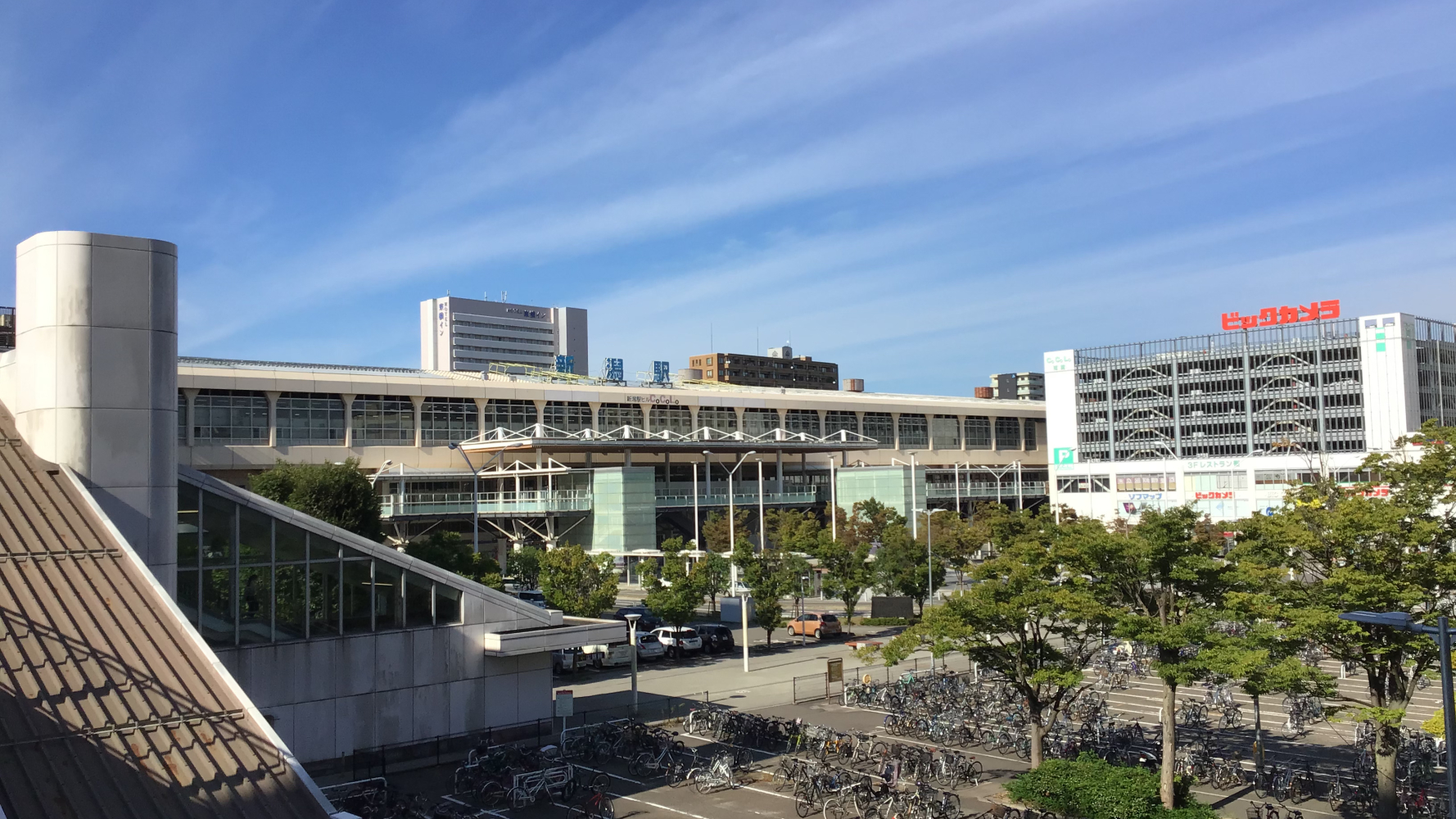
南口（2022年9月）

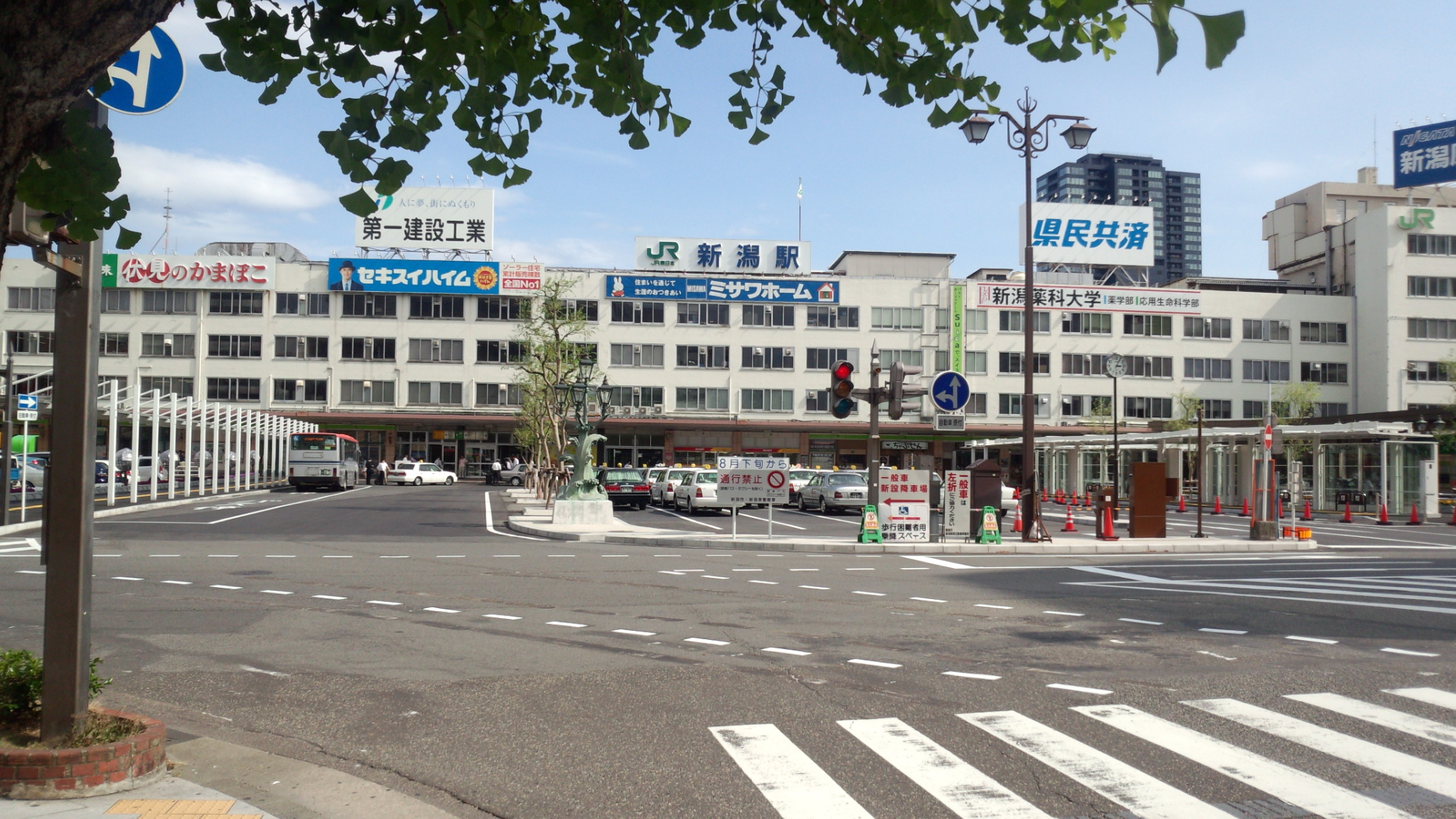
解体前の旧万代口駅舎（2015年6月）

新潟駅（にいがたえき）は、新潟県新潟市中央区花園一丁目にある、東日本旅客鉄道（JR東日本）の駅。
本州日本海側の都市において旅客数が最大の駅であり、上越新幹線や日本海縦貫線などの広域輸送から、新潟都市圏における地域輸送まで幅広く担っているターミナル駅である。

## 概要
東京駅から伸びる上越新幹線は当駅が終点で、首都圏から新潟駅まで新幹線で2時間程度の所要時間である。路線バスや高速バスなど鉄道以外の公共交通機関の拠点でもあり、万代地区に位置している万代シテイバスセンターとともに政令指定都市である新潟市の一大交通拠点となっている。
現在、駅舎周辺では在来線の連続立体交差化と、それに伴う周辺整備事業が進められている（詳細は後述）。

## 乗り入れ路線

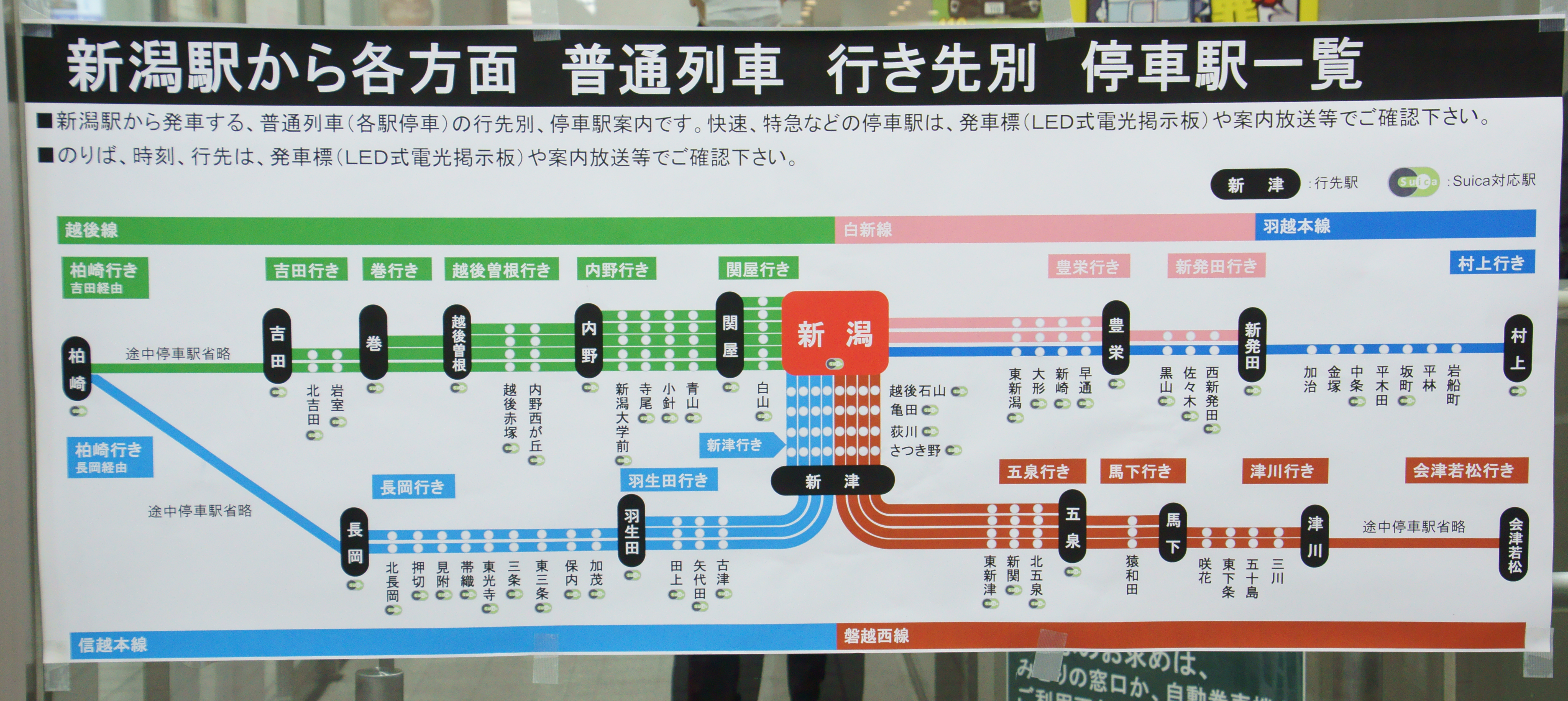
万代口改札に掲示されていた普通列車の案内図（2016年12月）

当駅が終着駅の上越新幹線と下記の在来線3路線が乗り入れており、いずれも当駅を起点もしくは終点としている。なお、JR東日本公式サイトでは信越本線の新潟駅 - 新津駅を共用する磐越西線も当駅の所属路線と表示していた。
- ■信越本線 - 在来線における当駅の所属線であり[2]、当駅を終点としている。また、新津駅から磐越西線へ直通する列車も乗り入れている。
- ■白新線 - 当駅を起点としている。終点の新発田駅からさらに羽越本線へ直通する列車もある。
- ■越後線 - 当駅を終点としている。

当駅をまたいで上記の3路線を相互に直通する列車もある。
事務管理コードは▲301150を使用している。

## 歴史

### 新潟駅設置に至るまで

新潟付近鉄道路線図。赤色が現在の路線・駅

現在の新潟市域で最初に開業した鉄道駅は、中蒲原郡沼垂町竜が島（現：新潟市中央区沼垂東・竜が島付近）に設けられた沼垂駅で、1897年（明治30年）11月20日に開設された。
当時、信濃川を挟んで左岸の新潟市と、右岸の沼垂町とは鉄道の敷設で壮絶な誘致合戦を繰り広げたが、当時の信濃川の川幅は約1 kmと広く、鉄橋の建設に莫大な資金がかかることがネックとなり、信濃川右岸の萬代橋東詰付近の沼垂町流作場（りゅうさくば。現在の新潟市中央区万代・弁天・八千代付近）に「新潟駅」を設けるという折衷案で一旦は合意した。
しかし、北越鉄道は地代が高いことを理由にこれを事実上拒否し、竜が島に設けた「沼垂駅」を終着駅とした。新潟市側ではこれに対する反対運動が起こったものの、政府の認可が下りたことから紛糾を極め、市側の「鉄道同志会」の構成員の一部が行動を過激化。沼垂駅を評価する人を襲撃する騒ぎを起こし、さらには同年11月16日の鉄道開業予定日を控えた11月11日の早朝、沼垂駅構内の機関庫と貨物庫、新栗ノ木川の鉄橋に爆弾を仕掛け、爆破する騒動にまで発展した。幸い損害は軽度で済み、開業が4日遅れただけで運行などには大きな支障はなかった。
その後も市民の鉄道誘致運動は続けられた。その結果、1904年（明治37年）5月3日に初代の新潟駅が開業した。新潟駅がかつてあった場所には弁天公園があり、明治40年3月6日にこの地に新潟市で初めて公衆電話が設置された場所として碑が建てられている。開業時の初代駅舎は和風建築だったが、小さな駅舎だったため、1910年（明治43年）に一部改築された。
1925年（昭和5年）に策定された「新潟市都市計画」では、架け替えを予定していた萬代橋を経由する路面電車（のちの新潟交通電車線にあたる）を駅前に乗り入れるという計画も盛り込まれた。
1935年（昭和10年）3月には和風建築の新駅舎の供用を開始したが、駅舎には3,000人を収容できる広い待合室が設けられた。

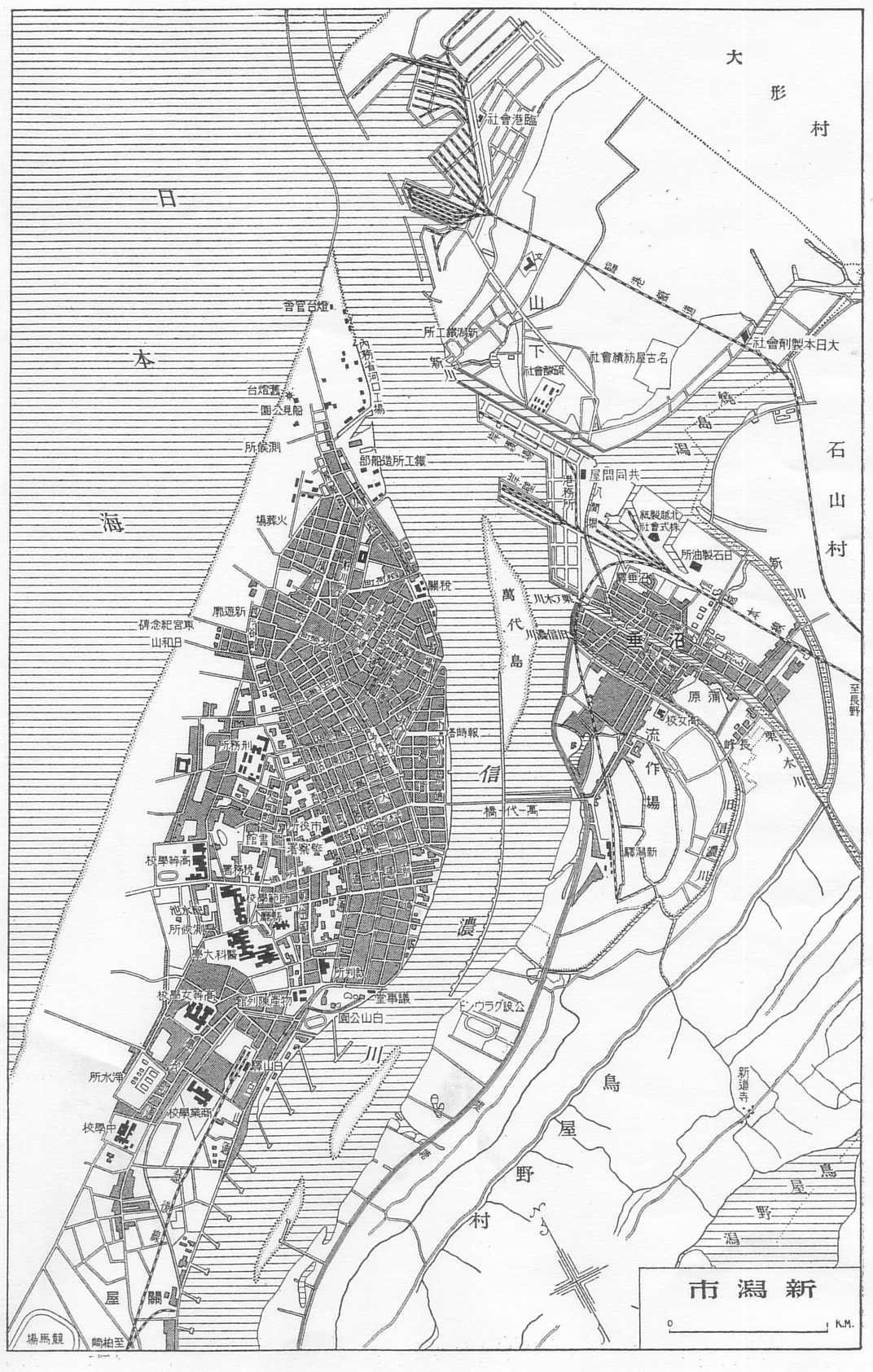
1930年頃の新潟市の地図 初代新潟駅の位置と当時の線路位置がわかる。 後に現在の越後線関屋駅 - 新潟駅間の線路となる貨物支線はまだない。
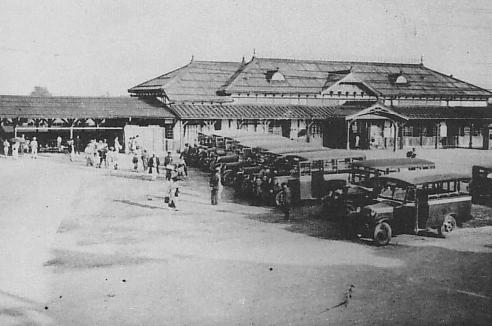
初代新潟駅舎と駅前広場。 昭和戦前期の撮影。
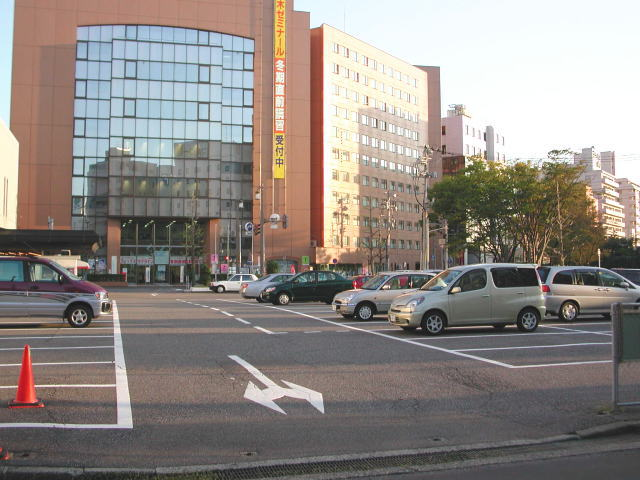
旧新潟駅所在地。現在の新潟東映ホテル、弁天公園などの付近にあたる。 （写真は新潟東映ホテル駐車場。後方は代々木ゼミナール新潟校）
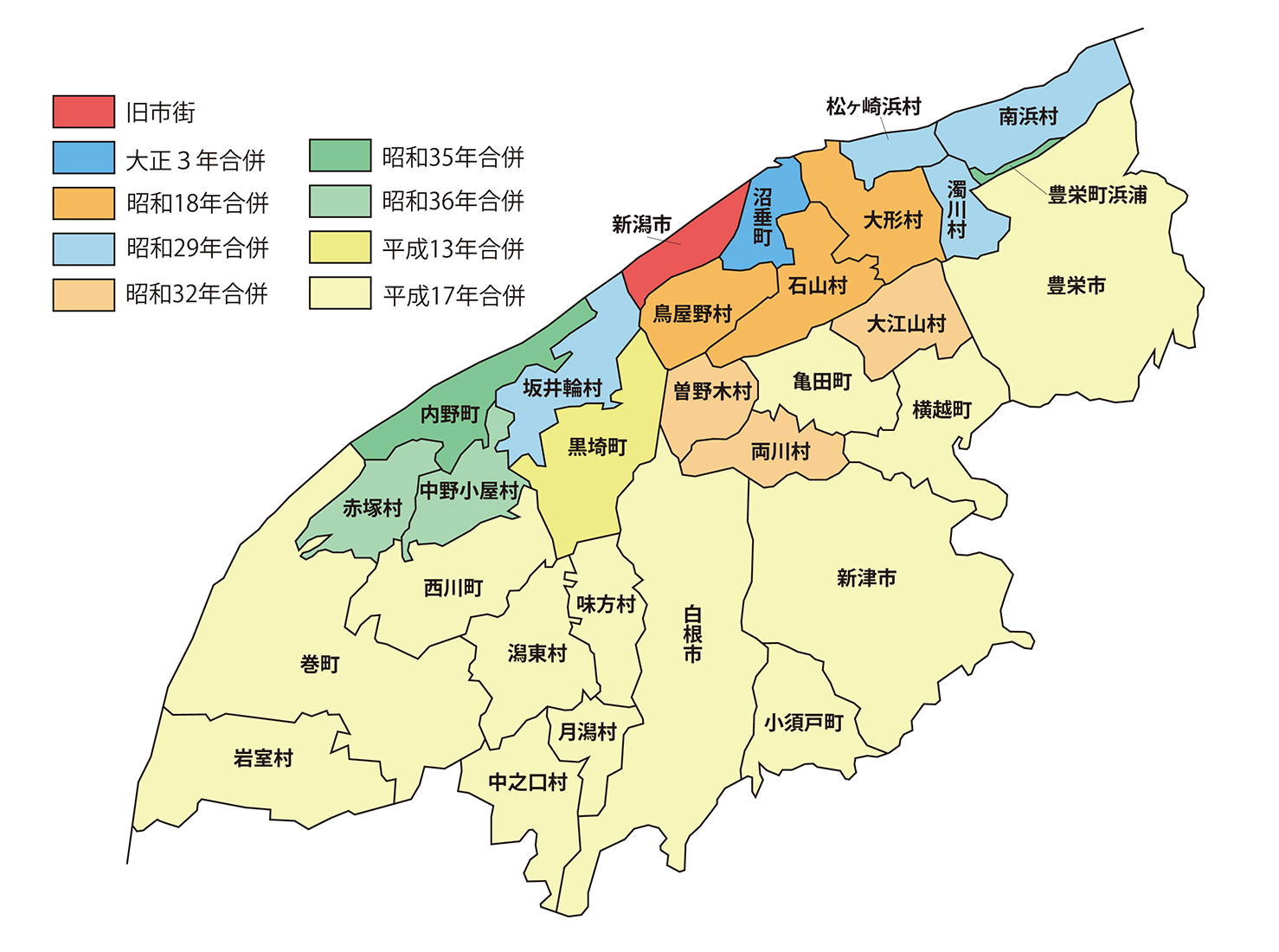
新潟市の変遷
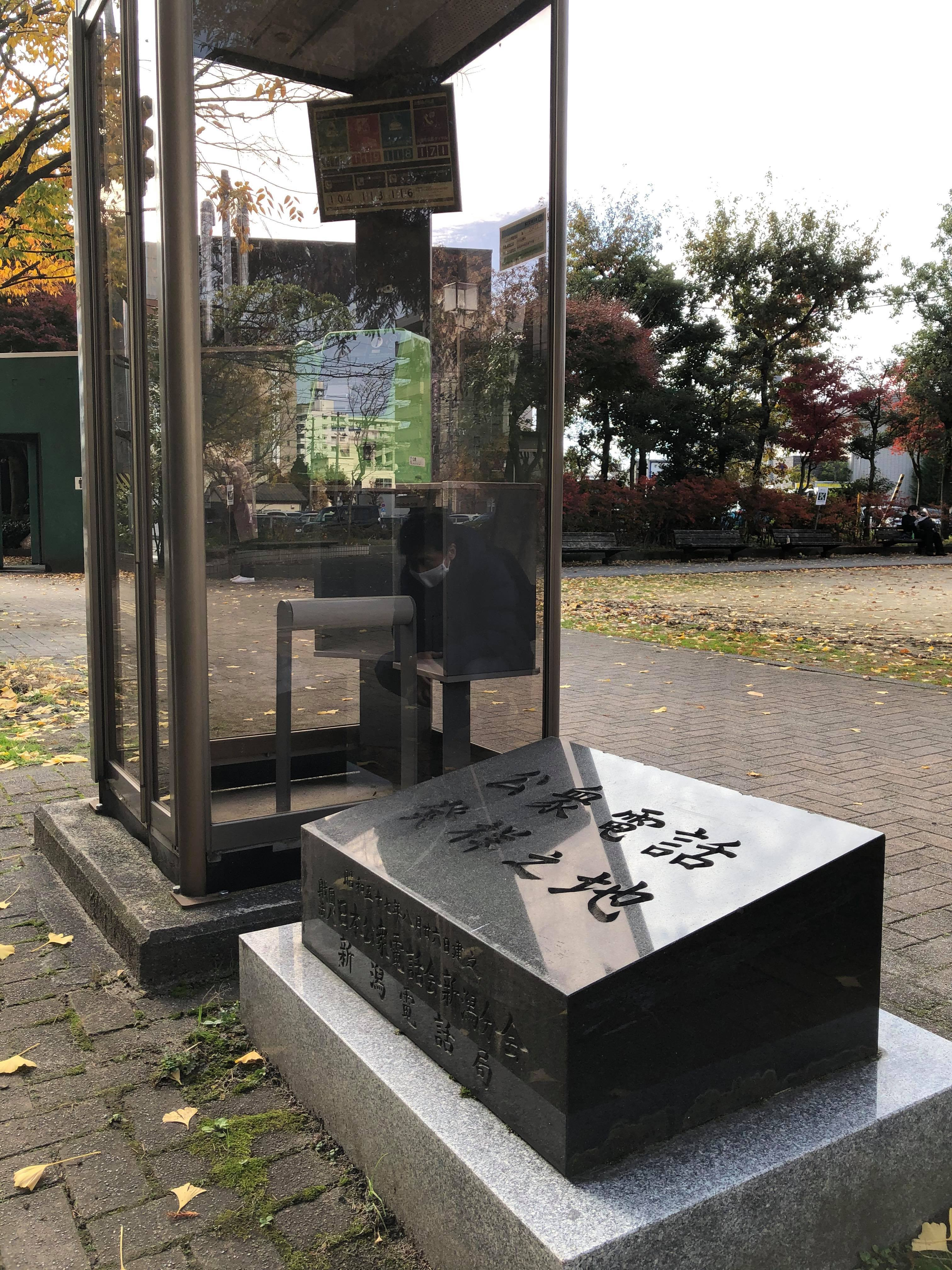
弁天公園内にある「公衆電話発祥之地」碑

### 現在地への移転

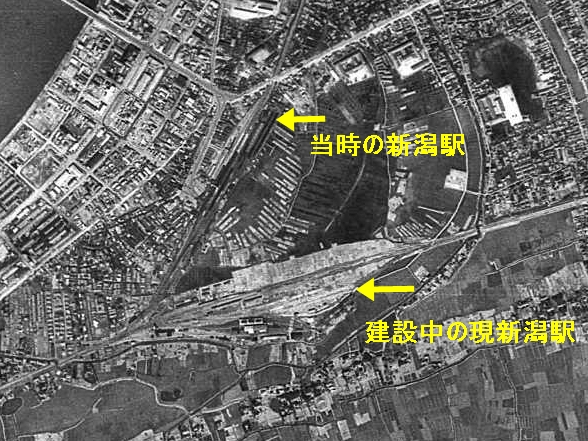
1952年（昭和27年）新潟駅の空中写真。黄文字で位置関係を図示。

1937年（昭和12年）に日中戦争が勃発し、1941年（昭和16年）には太平洋戦争が始まると「新潟市都市計画」も中断を余儀なくされ、萬代橋経由の路面電車線の建設計画も凍結された。戦時鉄道輸送の便を図るためもあり、1943年（昭和18年）には関屋駅 - 新潟駅間に貨物支線が建設されている。
新潟市は大規模な空襲を受けなかったため、新潟駅が戦災によって大きな被害を受けることはなかったが、この時期には駅舎の補修や軌道の整備などに大きな支障を生じている。終戦直後からしばらくは大陸からの引揚者や東京・大阪方面などからの買い出し者などで駅の利用者が大幅に増加し、駅構内は常に人であふれている状況であった。
第二次世界大戦後の混乱が落ち着いた頃、手狭になった新潟駅の移転新築と、新潟市内の鉄道路線網の整理が計画された。沼垂駅を出発した新津・新発田方面からの列車は、沼垂の市街地を南西に大きく迂回（うかい）して新潟駅に到着するという、線形の悪さによる時間ロスの大きさが、かねてから問題となっていたためである。また当時、越後線は信濃川対岸の白山駅が終端の終着駅であり、越後線の線路そのものは上述の貨物支線によって関屋駅より分岐して新潟駅につながっていたが、この間の旅客営業は行われておらず、この支線を経由した越後線の新潟駅乗り入れが強く望まれていた。
そのため、当時の新潟駅のすぐ南側で信越本線と越後線を結んでいた支線（信越本線上沼垂駅 - 関屋駅間貨物支線）上に新しい駅舎を建設し、信越本線・越後線・白新線の3路線をこの新駅に統合することとなった。駅舎は地上2階・地下1階、広さは旧駅の約6倍、地下商店街も設置されるというもので、当時としては大規模な計画だった。
1951年（昭和26年）6月には関屋駅 - 新潟駅間の旅客営業が開始され、同年12月には白山駅が移転、それまでの関屋駅 - 白山駅間は廃線となり、旧白山駅も廃止された。
新しい新潟駅の駅舎は1956年（昭和31年）1月10日に着工。建設地は水田などに近い湿地帯だったため、施工は慎重を期して行われ、工事費4億円、2年の工期を経て、1958年（昭和33年）4月29日に3代目駅舎が完成した。なお、初代駅舎時代に計画されていた新潟交通の路面電車路線は、戦後はトロリーバスの計画に転換するなどして駅舎が現在地に移転したこの1958年（昭和33年）まで工事申請を更新し続けたものの、以降は再申請がなされず、同年10月をもって軌道特許が失効し、結局実現には至ることはなく計画は消滅し、2015年（平成27年）の萬代橋ライン開業まで複数の系統の路線バスが入り乱れる状況が続いた。
新駅舎は当時の日本海側有数の大規模駅舎として開業したが、度重なる災害に襲われ、1961年（昭和36年）には駅舎内にあった国鉄新潟支社の仮庁舎から出火し、支社部分をほぼ全焼するという火災に見舞われた。これを機に駅舎は1964年（昭和39年）に開催される新潟春季国体に合わせ、地上4階建・一部6階建に増築されることとなり、改築工事は1963年（昭和38年）に竣工した。これが2020年（令和2年）まで運用された万代口駅舎の原型である。
1964年（昭和39年）、国体が終了して間もない6月16日に新潟地震が発生。元々水田だった新潟駅付近では液状化現象が発生し、駅舎・ホームが損壊。さらに駅東側の道路に掛かる笹口跨線橋（現:東跨線橋）が倒壊し、橋の下にいたキハユニ17形気動車を押し潰した。駅構内が使用不能となったため笹口地区に仮設ホームを設置し、19日から営業を再開している。周辺の白山駅や万代駅などでも、路盤陥没や駅舎の破損、津波による冠水などの被害を受けて、数日間にわたって路線網が寸断された。
新潟駅を中心とする路線網は徐々に整備され1982年（昭和57年）に上越新幹線が開業。新潟駅を起終点とする在来線3路線も1984年（昭和59年）までに全て電化され、駅構内の設備・店舗なども徐々に充実した。

### 専用線の撤去
1982年（昭和57年）ごろまで、日本軽金属（日軽金）新潟工場、東洋瓦斯化学工業の専用鉄道（専用線）が存在した。
この専用線は越後線の白山駅 - 新潟駅間に並走する形で敷設され、信濃川橋梁の右岸東詰側（新潟方）手前付近から分岐し、信濃川に沿って日本軽金属新潟工場の敷地を通り、現在の平成大橋付近まで敷設されていた。東洋瓦斯化学、次いで日軽金が1980年（昭和55年）までに操業を停止したため廃止された。
また、1960年代中頃（昭和30年代後半）には上記専用線の下所島（現:中央区下所島）付近から、上所島（現:中央区上所三丁目）地内の新潟市中央卸売市場 構内へと分岐する引き込み線が建設され、1964年（昭和39年）末より 青果市場への鉄道輸送用として使用されたが、専用線の廃止に伴ってこの引き込み線の運用も停止され、線路も撤去された。
日軽金の跡地には新潟県庁舎が新築移転することになり、線路跡は周辺整備の一環で新潟市が道路として整備を進め、関屋分水路と信濃川の分岐部までは新潟市道信濃川右岸線として整備され、それより先は「美咲こもれびのみち」として遊歩道として整備されている。越後線との分岐部の築堤は線路の撤去後も残っていたが、周辺の再開発に伴って順次整地され、前述の右岸線のほか、新潟市道上所新和線（東港線）、市の都市公園「上所島公園」、県の交流拠点施設「新潟ユニゾンプラザ」など道路や公共施設の建設用地として整備が進捗し、さらに後述の連続立体交差化事業に伴い新上所島・上所島の両跨線橋も複線化のため大規模な改修が行われており、往時の遺構は現存しない。
その他、越後線の白山方約1 kmの留置線の終端には小型の電動式転車台（ターンテーブル）が設置されており、使用されなくなった後も長年残存していたが、2010年（平成22年）、連続立体交差化事業に伴う留置線の高架化工事のために解体撤去され、既に現存しない。

### 南口の開発

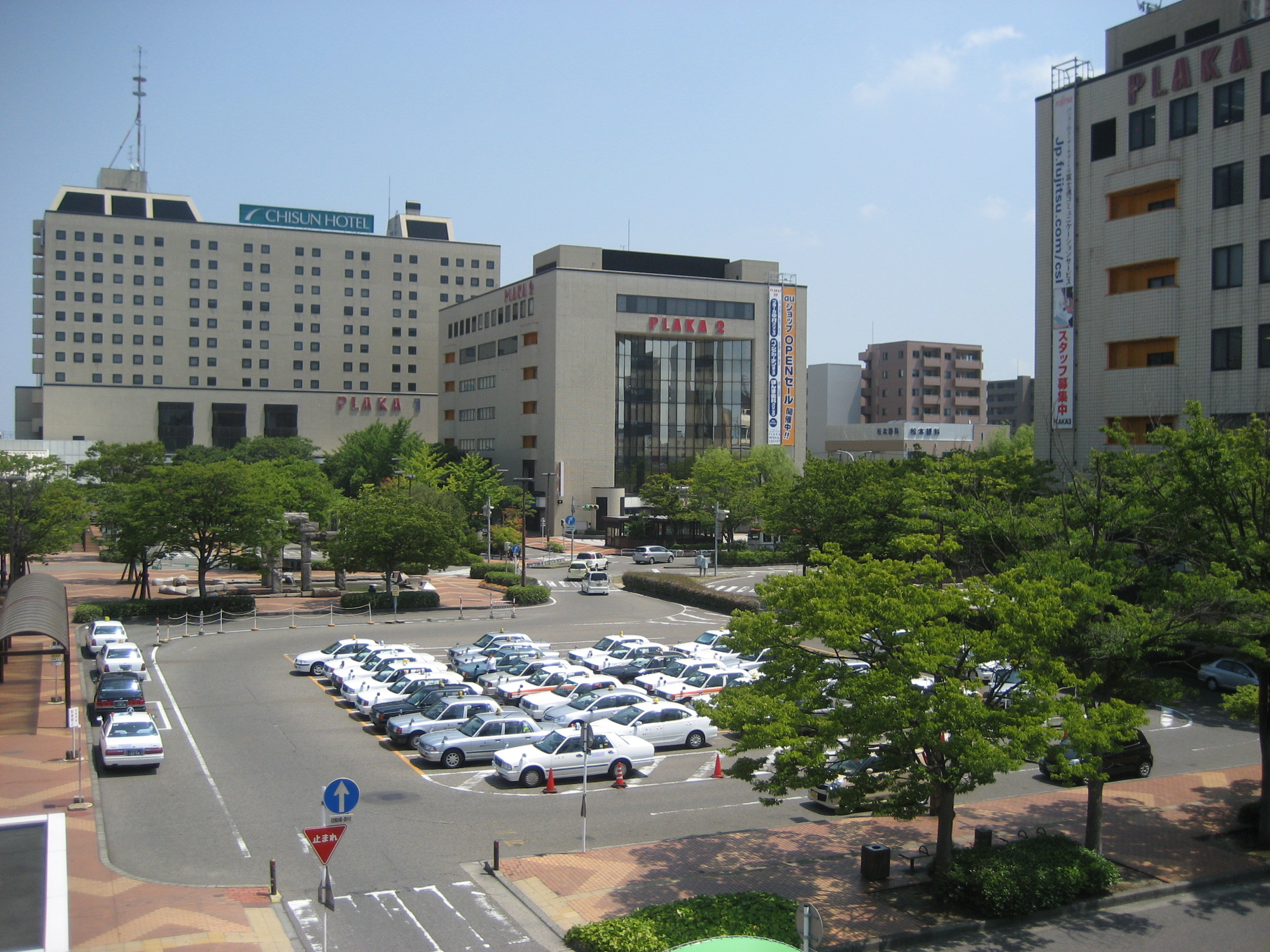
駅舎から大きく離れた場所にあった南口の旧広場（2008年8月）

かつて南口側には駅舎は無く、駅裏側には国鉄新潟鉄道管理局時代からの車両基地である「新潟運転所」が存在していた。その後、上越新幹線の建設開始と併せて南口駅舎の新設が決定したのに伴い、1974年（昭和49年）に電車・客車の車両基地機能は上沼垂運転区（現：新潟車両センター）へ移転したが、気動車の基地は移転の目途が立たず、新幹線開通に間に合わない状況となった。やむを得ず運転所を挟んだ位置に駅前広場を設け、2本の連絡通路を順次開設して駅舎へのアクセスを確保したものの、南口駅舎と駅前広場の間にはこの基地が長らく残ったため、利用者からは不便を訴える声が絶えなかった。1991年（平成3年）に新津運転所（現：新津運輸区）が開設され、ようやく全ての車両基地が撤去されたものの、跡地はその後、日本国有鉄道清算事業団に所有権が移り、一時遊休地となった後、駐車場として長らく暫定的に供用され、駅前広場も従来の位置のままであった。
南口側には駅舎へ徒歩で直接アクセスできる出入口がなかったことから、利用者からは改善を求める意見がたびたび寄せられていた。JR東日本新潟支社などはこれに呼応して2000年（令和2年）6月30日、南口駅舎から南口駅前広場に直通する「南中央口」の暫定供用を開始した。南口駅舎の中央部に設けられた中央口は、東口改札から階段・エスカレーターで1階につながっており、管理用道路を横断した先から、南口側の駐車場を挟んで駅前広場へと通じていた。

### 駅舎の問題点
新潟駅は、施設上の諸問題を長らく抱え続けていた。元々の出入口で市内中心部側に位置する万代口駅舎は国鉄民営化以降の駅舎建て替えラッシュに取り残され、老朽化が目立つようになり、バリアフリー対策の立ち遅れも目立ち、各ホームへのエスカレーターおよびエレベーターの設置が一応の完了を見たのは2010年代になってのことであった。特に、特急「いなほ」が発着する6・7番線は駅再整備計画によって廃止される予定とされたため、最後までエレベーターが設置されていなかった（ただしエスカレータが設置されており、車椅子の利用者には駅社員が昇降を介助していた）。
駅前広場は万代口側・南口側とも使い勝手が非常に悪く、万代口側は敷地が狭いため歩行者の動線が煩雑化している上に車両が乗り入れにくく、バスターミナルも遠いうえにスイッチバック式のため駐車作業中は周辺道路の交通を阻害してしまっていた。また、バスの発着地は一箇所にまとまっておらず、系統も複雑で分かりにくかった。南口側には新潟運転所の施設が長らく残ったため駅舎から遠く、運転所移転後の跡地が日本国有鉄道清算事業団（当時）に所有権が移り南口の再整備が開始された後も計画が流動的になる、南口に直結できなかったプラーカ新潟が苦戦するなど、駅周辺の環境に関しては問題が山積し、その間に万代シテイやロードサイド店舗が発展して新潟駅前の開発は停滞するようになる。
平成になっても、戦後混乱期の不法占有に由来する地権の問題が解消せず、大規模再開発を成功させた仙台駅と対照的に衰退が進んだ。

### 駅周辺整備事業・連続立体交差化
2000年代後半から連続立体交差事業を含む駅周辺整備事業が始まり、2018年（平成30年）に駅舎および線路の一部が高架開業。2022年（令和4年）に全面開業した。
1980年代に新幹線の駅舎および線路が高架で建設されたものの、在来線は長きにわたり地上に駅舎および線路が位置していた。このため駅周辺は鉄道路線を境に南北の市街地が分断され、踏切や跨線橋など鉄道を横断する道路施設において渋滞や狭さに起因する問題が発生していたほか、南北市街地の発展に不均衡が生じていた。また、前述の通り駅舎や駅前広場は施設上の問題を多く抱えており、陸の玄関口として相応しい施設の整備も求められていた。
これらの問題を解決するため新潟県・新潟市は、新潟駅周辺の再整備に関する調査を1992年度（平成4年度）から開始。1994年（平成6年）からは在来線の連続立体交差化を目指し本格的な調査に移行した。また、市は1997年（平成9年）、再整備構想の一環として南口側の国鉄清算事業団所有地（約3 ha）を先行取得し、駐車場として仮供用を開始。同年には「新潟駅周辺整備検討委員会」が発足した。さらに市では1999年（平成11年）、市民有志とともに市民意見交換会「わいわいガヤガヤ駅サイト」を開催し、市民の意向を反映させた計画づくりにも着手。以降、県・市・JR新潟支社は本格的な計画の立案を進めた。
そして新潟駅周辺の在来線約2.5 kmを高架化する「新潟駅連続立体交差事業」と、それに伴う駅周辺の環境整備を目的とした「新潟駅周辺整備事業」の具体案が2003年（平成15年）に発表され、2006年（平成18年）1月に都市計画が決定、同年7月に国土交通省より各事業の事業認可が順次下り、2007年（平成19年）から各工程が順次着手されている。
事業着手当初、市・JR新潟支社などは在来線高架部分について一部供用開始を2013年（平成25年）、全線供用を2015年（平成27年）、さらに全事業完了を2027年と目標を設定していたが、これは北陸新幹線の金沢駅開業が2014年度（平成26年度）末の見込みであることから、それを見越した理想的な工程として設定したものだった 上、実際の工程や用地買収が遅れたため、各工程の竣工は当初の見込みより大幅に遅延することが判明した。こうした事態を受けて市とJRが工程の見直し作業を進めた結果、在来線立体交差化の全線供用目標を当初より6年遅れの2021年度中とする旨を3月29日、篠田昭新潟市長が記者会見の中で明らかにした。
両事業では、大きく分けて3段階の手順を経て都市施設を整備することとなった。事業主体は当初新潟県であったが、新潟市が2007年（平成19年）4月1日に政令指定都市へ移行したのに伴い、事業主体は市に継承されている。

### 第1期工事（南口の整備）
第1期（2007年〈平成19年〉- 2009年〈平成21年〉）においては、南口側の先行整備を実施。2009年（平成21年）9月に新潟県内で開催される「トキめき新潟国体・トキめき新潟大会」に備え、南口周辺の都市基盤整備を実施し、南口駅舎の改修や、バスターミナルを含む南口駅前広場の整備が行われた。また、南口から南方向へ伸びる都市計画道路弁天線の新潟駅南口交差点（新潟県道51号新潟黒埼インター笹口線＝笹出線交点）周辺部の拡幅も完工した。
2009年（平成21年）2月20日には南口ペデストリアンデッキが供用開始（東側通路と南口正面部の間を暫定供用。西側通路側は今後施工予定）。これに直結する駅前広場は拡張やロータリーの移設などの改修が行われ、このうち東側ロータリーのバスターミナルは同年3月30日から、西側ロータリーのタクシー待機場・送迎者自動車整理場は同年7月1日からそれぞれ供用を開始し、両ロータリーを挟んで駅舎中央部に設けられた「南口中央広場」は同年9月に完成。これにより、プラーカ1横にあった旧南口バスターミナルは一部を駐輪場に改修の上貸切バス用の停車場となり、広場中央にあった噴水モニュメント「水の神殿（みずのしんでん）」は新潟市東区の下山スポーツセンター屋外広場に移築されている。
このほか、駅ビルや駅舎の整備も行われ、2009年（平成21年）1月には新駅ビル「CoCoLo南館」が竣工し、同月末からデッキ供用開始の2月20日にかけて各テナントがオープンした。さらに9月19日には南口駅舎1階の改修が完工し、東改札・西改札それぞれへ通じる出入口が増設され、前出の駅ビルの新フロア「CoLoLo中央」と「あいぺこっと」がオープンした。

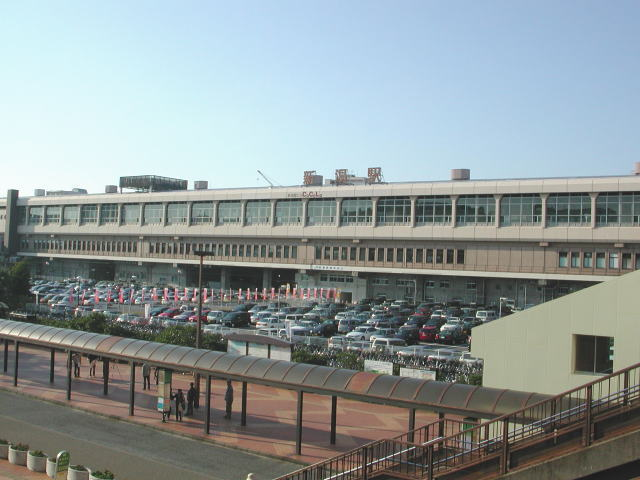
第1期整備事業以前の状態 新幹線ホーム屋上の駅名標は、南口開業時に設置された略字体のもの。南口駅舎と駅前広場の間は、長らく駐車場となっていた。手前側は（旧）南口バスターミナル。 （2004年10月）
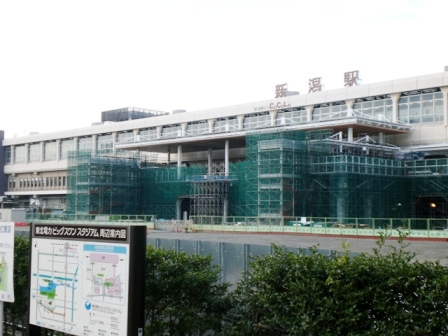
第1期整備事業開始後 南口駅舎の大規模改修が開始され、エレベーターおよび階段室（コネクターキューブ）の建設工事などが進んでいる。 （2008年11月）
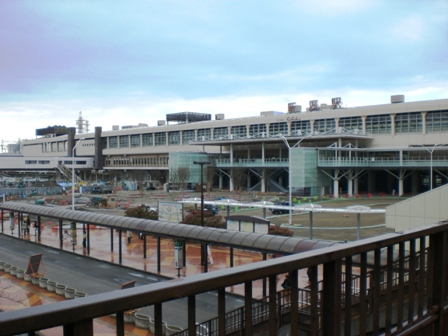
新バスターミナル使用直前の状況 歩道部にシェルターが架設され、路盤部でも進入路や信号機の設置などの工事が進められている。 （2009年3月）
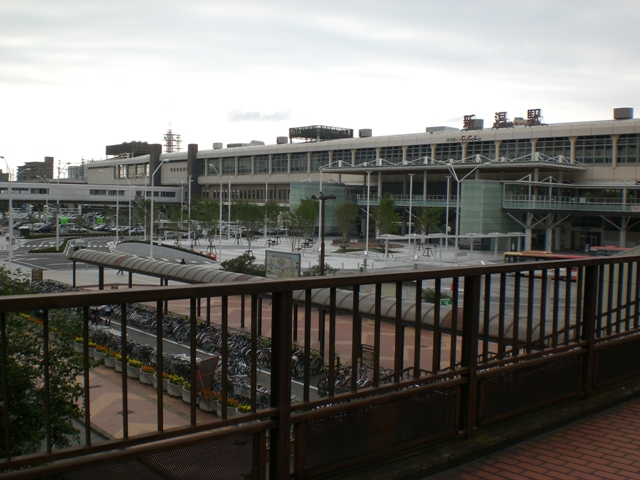
第1期整備がほぼ完了した状態 バスターミナルは移動し、手前側の旧バスターミナルの一部は駐輪場となっている。 （2009年9月）
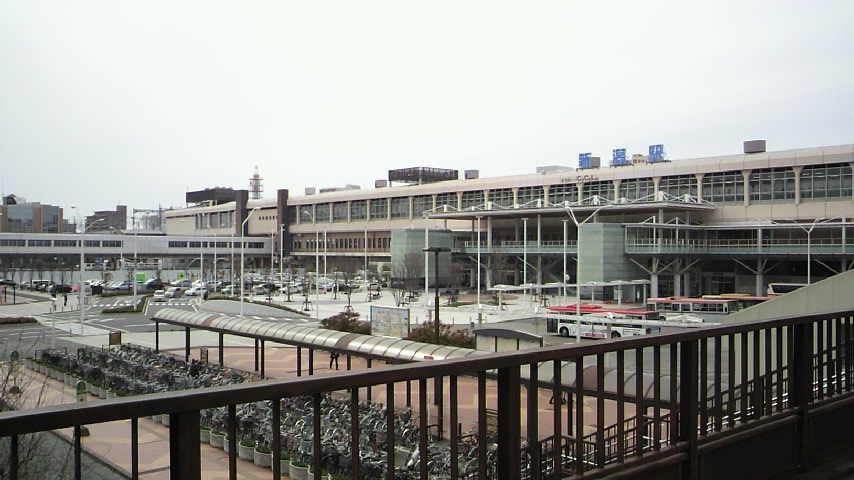
第1期整備完了から3年が経過した状況 駅名標は2011年春、青地のゴシック体のものに置き換えられた。夜間照明は白色LEDの自光式。 西側連絡通路沿い（駅舎中央寄り）では「ホテルメッツ新潟」の建設が進められている。 （2012年4月）

### 第2期工事（連続立体交差化）
第2期（2009年〈平成21年〉- 2021年〈令和3年〉）においては、在来線の連続立体交差化を実施。在来線ホームは新幹線ホームと同じ3階に移設され、3面5線の高架ホームとなる。ホーム本数が減少するのに伴って、信越・白新線の新潟駅 - 上沼垂信号場間には留置線が1本増設される。越後線・新潟 - 白山間は信濃川橋梁の新潟方手前までが複線化され、西跨線橋の新潟方手前の高架上に留置線が4本新設される。また白山駅も改築され、ホーム下に駅舎を移設して南北間の自由通路を設け、ホームを1本増設して2面3線とするなど輸送力の増強が図られる。
2011年（平成23年）10月から翌年11月にかけて複数回の線路切り替え工事が行われ、信越線・白新線の仮線化および1面2線の仮設ホーム（8・9番線）の設置が行われた（ホームの変遷については#のりばを参照）。また、越後線側では上所島・新上所島両跨道橋の複線桁への架け替えが行われ、2013年（平成25年）には白山駅の3線化が竣工した（詳細は白山駅 (新潟県)#白山駅周辺整備事業を参照）。仮線への切り替え後は従来の線路を一部撤去したうえで高架線の建設が本格的に進められ、2018年（平成30年）4月15日に信越線・白新線の高架線2本、越後線の高架複線および留置線、当駅の高架ホーム2面4線（2 - 5番線）が開業した。この開業は高架暫定開業または高架駅第一期開業と呼ばれる。
その後、信越線・白新線の残る高架線2本および高架ホーム1番線の施工が進められ、2022年（令和4年）6月5日に完成した。
また、駅舎東西には都市計画道路「新潟駅東線」「新潟駅西線」、越後線の白山方には都市計画道路「新潟鳥屋野線」（新潟市道新潟鳥屋野線、現在の八千代橋と北越高校通りの各一部）など、駅南北を縦貫する幹線道路が新たに整備される。また既存の道路においても高架化完了後には、新潟市道明石紫竹山線（都市計画道路明石紫竹山線、東跨線橋通り）は跨線橋を撤去して在来線との交差部が平面化されるほか、現在進められている国道7号・栗ノ木バイパスの一部連続立体交差化事業（栗ノ木道路・紫竹山道路）の一環として、同バイパスでは在来線アンダーパス部の路盤嵩上げなどの改良工事が実施される（詳細は栗ノ木バイパス#栗ノ木道路・紫竹山道路を参照）。

#### 万代口駅前広場の部分整備
万代口駅前広場の整備事業は立体交差化完了後に予定されていたが、前述の2012年（平成24年）の工程見直しの際に前倒しでの着手が決定し、2015年（平成27年）のBRT萬代橋ライン運行開始時開始に合わせて部分的な整備が行われた。噴水、時計台などを撤去し、タクシープールおよび自家用車整理場を縮小したうえで歩道空間が広げられた。これに伴い、2015年（平成27年）7月からロータリー内への一般車の乗り入れが禁止された。

#### 上越新幹線と特急「いなほ」の対面乗り換え
連続立体交差事業の当初段階の設計においては、在来線ホームは万代口側から相対式の1番線、島式の2・3番線、4・5番線となっていた。だが、上越新幹線と白新線・羽越本線方面の特急列車「いなほ」との乗換えの利便性を高めるため設計が変更され、万代口側から島式の1・2番線、3・4番線とし、さらに新幹線ホーム11番線の万代口側に島式ホームを設置して、それぞれ在来線側に5番線、新幹線側に10番線が設けられ、同じホームでの乗換の便がはかられることになった。この設計変更は、現在計画が進められている羽越本線高速化の一環として行われたものである。なお、検討段階では11番線を在来線用に転換する案もあったがシステム改修費などを理由に現案に落ち着いた。
対面乗り換えは2018年（平成30年）4月15日の高架化第一期開業にあわせて開始され、当日はJR東日本の新潟支社長や米山隆一新潟県知事（当時）、篠田昭新潟市長（当時）らがテープカットを行い、多くの地元メディアが取材を行うなどし、新潟駅のリニューアルを広く報道した。

#### 万代口駅舎撤去

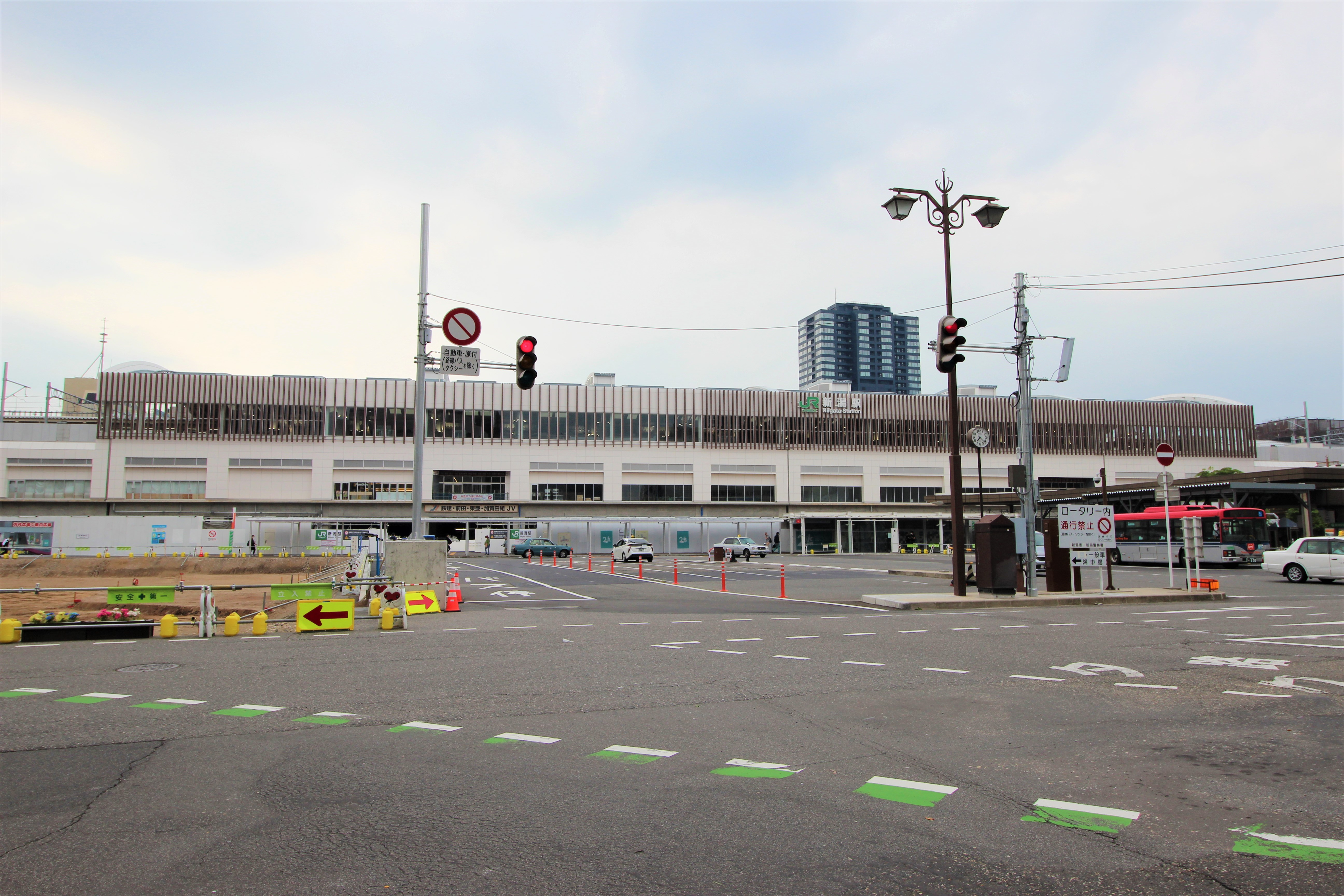
万代口駅舎撤去後の2022年6月。エントランス部分は整備中。

2020年（令和2年）10月9日に万代口駅舎が閉鎖され、解体工事に着手している。
万代口旧駅舎の撤去工事に合わせて、2020年（令和2年）8月7日に、新潟市とJR東日本が、惜別イベント「ありがとう万代口駅舎惜別プロモーション」を同年9月上旬 - 10月末日に実施することを発表した。イベント内容は、「新潟駅思い出写真展」、「新潟駅ありがとうメッセージの掲出」、「“最後の新潟駅万代口駅舎”惜別イベントの実施」、「新潟駅周辺整備事業PRコーナーの設置」の4つに分けて構成された。
2020年（令和2年）8月28日には、惜別イベントの実施開始日を同年9月7日とするほか、「新潟駅思い出写真展」「新潟駅ありがとうメッセージの掲出」についての詳細が発表された。前者は万代口駅舎の歴史に関する写真展やInstagramを活用した新潟駅に関する写真の募集しての掲出、後者は新潟駅で勤務するJR東日本グループ社員によるメッセージの掲出といった内容であった。その後、2020年（令和2年）9月18日には、「“最後の新潟駅万代口駅舎”惜別イベントの実施」についての詳細が発表された。具体的には、万代口駅舎内の見学ツアーや新潟駅周辺整備事業PR・ペーパークラフト教室（2020年10月3日開催）のほか、絵描きワークショップ、有人改札の体験、メディアステーションbananaの限定復活、工場見学（同年10月11日開催）の実施といった内容であった。そして、2020年（令和2年）11月5日には、惜別イベントの実施期間を同年11月11日まで延長するほか、万代口駅舎と『機動警察パトレイバー』がコラボした記念グッズの先行販売と、新潟市マンガ・アニメ情報館にて開催中の企画展とタイアップしたポスター掲出の実施について発表された。なお、万代口駅舎屋上に掲げられている駅名標の夜間点灯は、2020年（令和2年）11月11日をもって終了となった。

### 第3期工事
第3期（2021年〈令和3年〉以降）には高架化完了後、駅舎の全面改築などを実施。高架化の際に撤去した万代口駅舎を改築するほか、ペデストリアンデッキの設置など南北駅前広場の再整備をはじめ、南北のバスターミナルを駅舎東側の高架下に設ける「交通広場」へ一元化する。また駅南北を縦貫する前掲の道路整備をはじめ、市内中心部の環状道路網の整備を引き続き進めるほか、都市計画道路「出来島上木戸線」の一部区間（笹出線・米山交差点 - 笹口交差点間1.2 kmなど）で拡幅などを行う。また、現在笹出線に集中している南口側の東西方向の自動車交通を分散させるため、都市計画道路駅南線（新潟市道、愛称「けやき通り」）を西側へ延伸して新潟鳥屋野線と接続させる。その他の詳細については今後検討が進められる。

### 年表

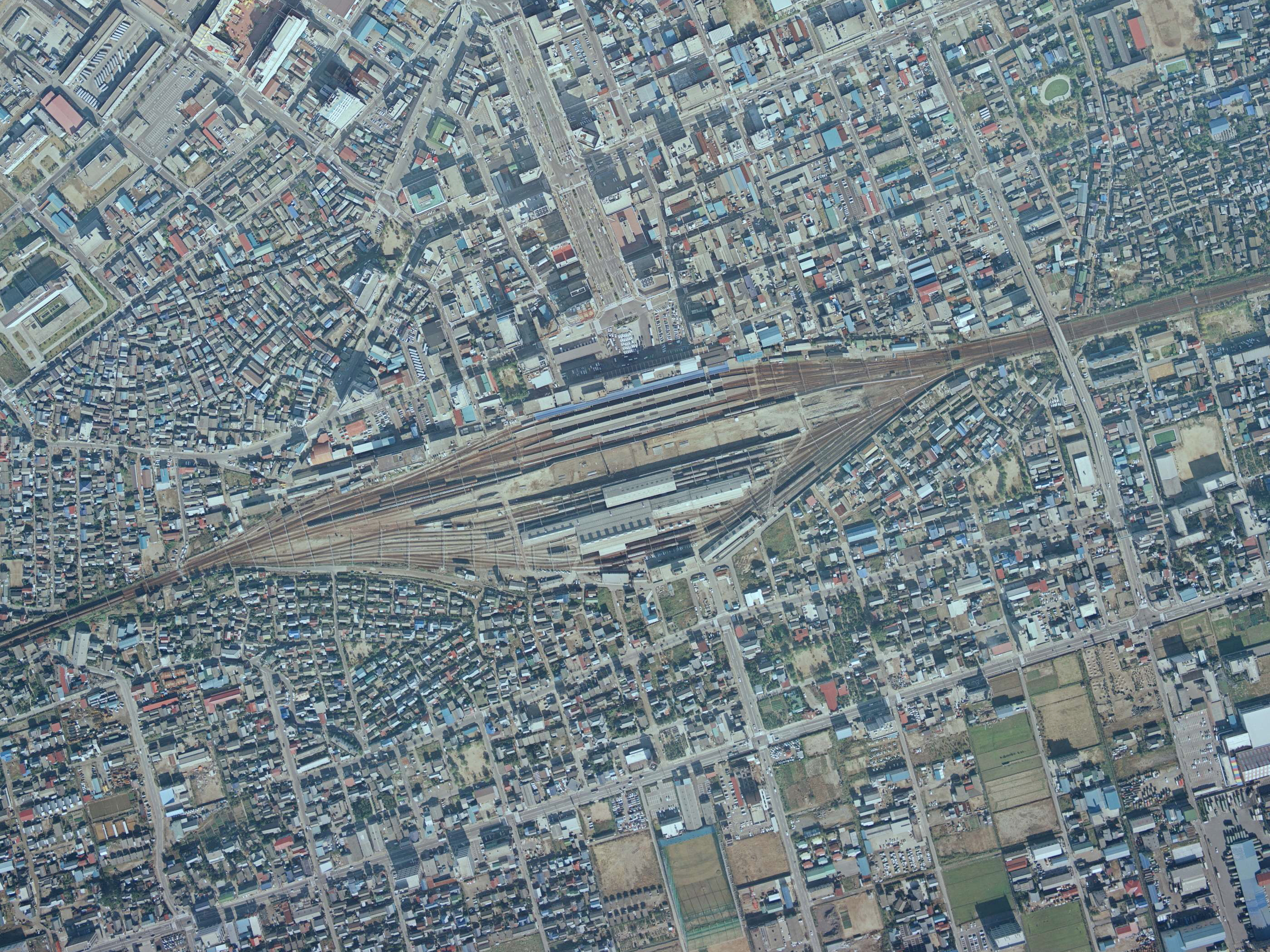
新潟駅周辺の空中写真（1975年11月撮影）

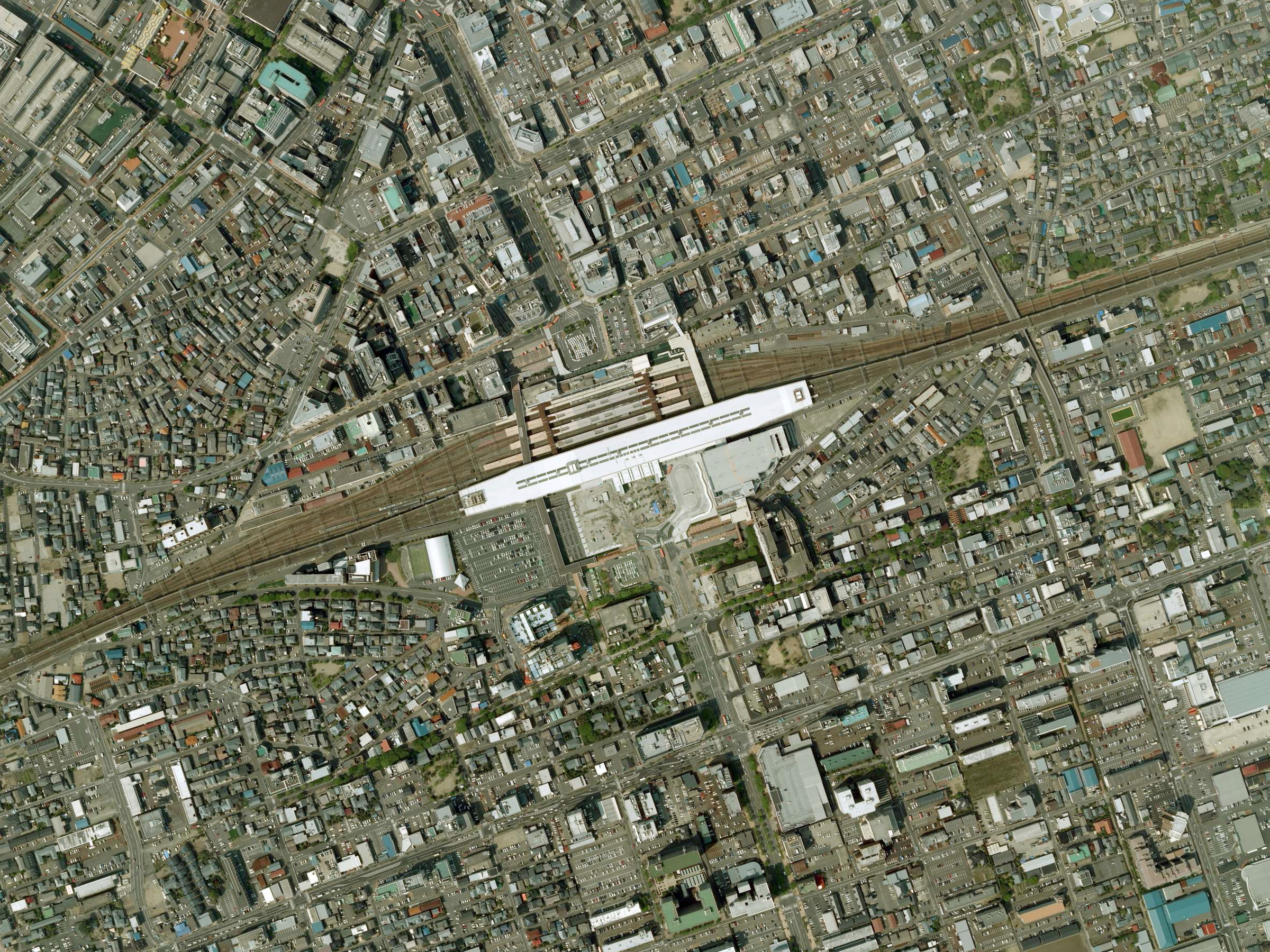
新潟駅周辺の空中写真（2009年4月撮影）

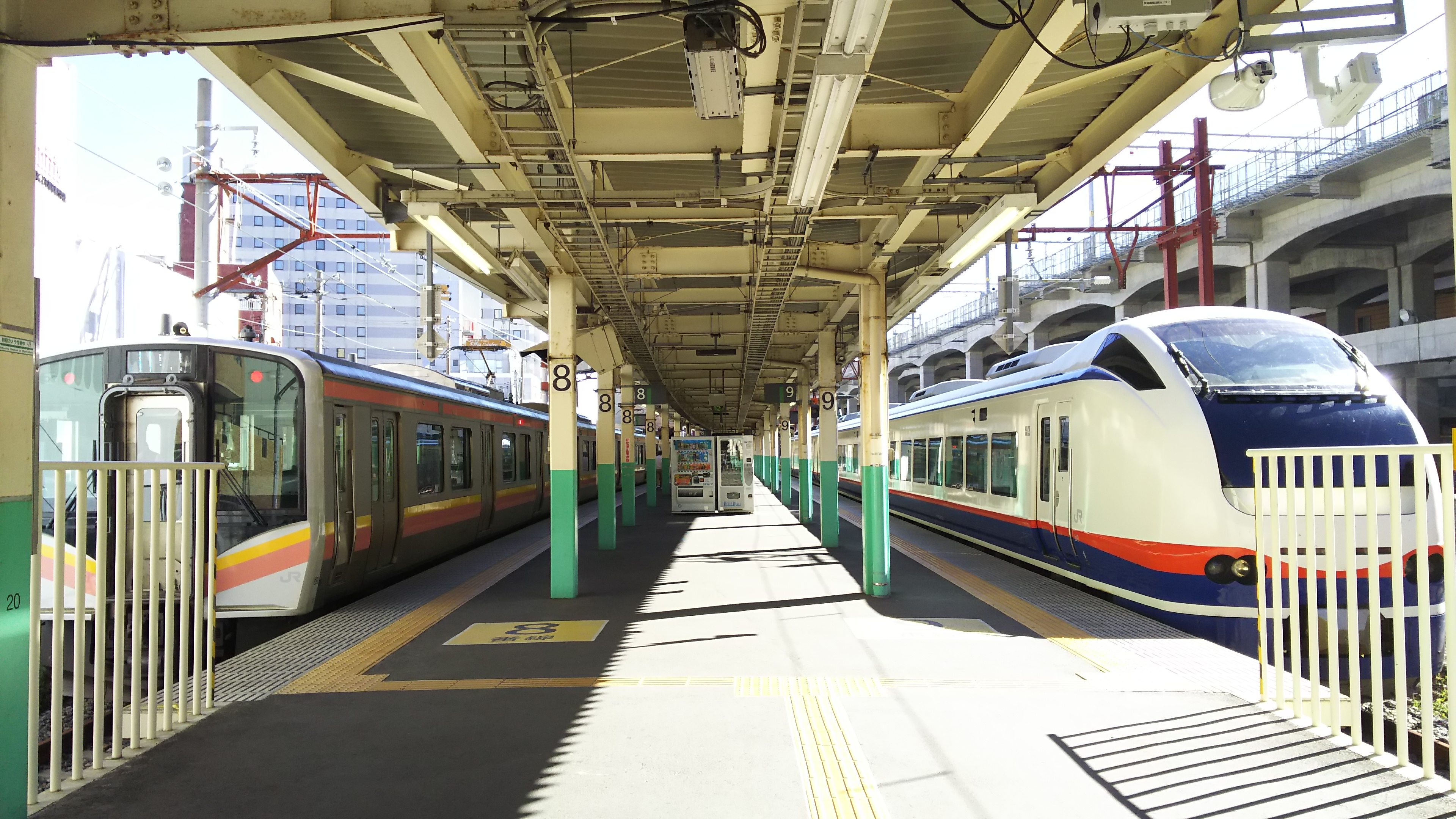
2022年6月まで営業していた8、9番線（2018年10月）

- 1904年（明治37年）5月3日[j 8]：北越鉄道 沼垂駅 - 新潟駅間延伸開業時に開業。
- 1907年（明治40年）8月1日：北越鉄道が国有化し、国有鉄道の駅となる[1]。
- 1910年（明治43年）：駅舎の一部を改築[6][注 10]。
- 1935年（昭和10年）4月1日：2代目駅舎に改築[1][注 11]。
- 1943年（昭和18年）11月1日：信越本線貨物支線が関屋駅まで開業[1]。
- 1947年（昭和22年）10月8日：新潟市に昭和天皇の戦後巡幸。軽井沢駅発、新潟駅着のお召し列車が運行[17]。
- 1951年（昭和26年）
  - 4月5日：信越本線貨物支線 亀田駅 - 万代駅間が開業。
  - 6月25日：新潟駅 - 関屋駅間の旅客営業を開始[1]。
- 1956年（昭和31年）
  - 4月15日：白新線が開業。
  - 12月5日：新駅の起工式を挙行[18]。
- 1958年（昭和33年）4月29日：新潟付近を現在のルートに変更、現在地に移転開業[1]。3代目駅舎の供用を開始[1][注 12]。
- 1961年（昭和36年）
  - 1月14日：国鉄新潟支社仮庁舎が火災により焼失[1]。
  - 12月22日：駅舎部分の増築が完了し、4階建てとなる[1]。
- 1962年（昭和37年）5月20日：構内が電化[1]。
- 1964年（昭和39年）6月16日：新潟地震で被災、駅舎・ホームが一部損壊[1]。
- 1965年（昭和40年）8月20日：万代駅までの信越本線貨物支線が廃止[1]。
- 1969年（昭和44年）12月5日：自動券売機10台を新設[19]。
- 1977年（昭和52年）11月11日：盲人用誘導チャイムを設置[20]。
- 1979年（昭和54年）4月8日：小荷物取扱所が移転[21]。
- 1980年（昭和55年）8月27日：切符売り場が移転[22]。
- 1982年（昭和57年）
  - 4月1日：専用線発着の車扱貨物の取り扱いを廃止[1]。
  - 5月20日：南口駅舎の供用を開始し、同時に東側連絡通路が開通[1]。
  - 11月15日：上越新幹線が開業[1]。
- 1984年（昭和59年）2月21日：コンピューター・トラベル・ガイド（旅コン博士）を設置[23]。
- 1985年（昭和60年）3月14日：直営店「ハローにいがた1号店・2号店」が開店[24]。
- 1986年（昭和61年）
  - 8月1日：直営クレープ専門店「エルフィン」が開店[25]。
  - 10月1日：直営「スナック&パブR」が開店。昼は軽食喫茶店、夜は居酒屋[26]。
  - 11月1日：情報ステーション「ホットポット」開設および直営ドーナツショップ「チャオ」が開店[27]。
- 1987年（昭和62年）
  - 4月1日：国鉄分割民営化により、東日本旅客鉄道（JR東日本）の駅となる。
  - 10月5日：直営のそば店「やなぎ庵」と海産物専門店が開店[28]。
- 1988年（昭和63年）9月：構内改良（ポイント整備工事）が完成、これにより白新線と信越本線の同時入線が可能となる[29]。
- 1989年（平成元年）3月30日：西側連絡通路が開通し、歩行者・自転車の駅の南北往来が24時間可能となる。
- 1991年（平成3年）11月：新潟運転所が閉鎖[1]、新津駅構内の新津運輸区へ移転。
- 1992年（平成4年）3月14日：指定券自動券売機を設置（3台）[30]。
- 1993年（平成5年）
  - 2月8日：「びゅうプラザ新潟」を開設[31]。
  - 3月18日：構内分煙化[32]。
- 1998年（平成10年）12月16日：新幹線で自動改札機の供用を開始[33][34]。
- 1999年（平成11年）
  - 7月27日：駅ビル「PATIO東」がオープン[35]。
  - 12月17日：ISO9001認証取得。
- 2000年（平成12年）
  - 6月30日：南口駅舎で南中央口の暫定供用を開始[8]。
  - 12月22日：駅ビル「PATIO万代」がオープン[36]。
- 2001年（平成13年）10月1日：万代口待合室が改装、「メディアステーションbanana」開設[1]。
- 2004年（平成16年）
  - 10月1日：駅ビルの愛称を「CoCoLo（ココロ）」に統一[1]。
  - 11月27日：在来線で自動改札機の供用を開始[j 9]。
- 2006年（平成18年）1月21日：ICカード「Suica」の利用が可能となる[j 10]（同月28日より首都圏・仙台都市圏と併せてモバイルSuicaの運用も開始）。
- 2008年（平成20年）3月15日：「モバイルSuica特急券」のサービスを開始[j 11]。
- 2009年（平成21年）
  - 2月20日：南口駅舎2階のペデストリアンデッキを供用開始[g 10]、駅ビル「CoCoLo南館」がグランドオープン。
  - 3月14日：上越新幹線でSuica FREX定期券の利用が可能となる[j 12]。
  - 9月19日：南口駅舎1階・駅前広場の改修が完工、駅ビル「CoCoLo中央」がグランドオープン[1]。
- 2011年（平成23年）9月13日：万代口コインロッカー前にて、不審物騒動。新潟県警察により万代口が2時間以上閉鎖される。
- 2012年（平成24年）11月4日：駅構内にて仮設線への切り替え工事を施行。前日11月3日の終電をもって廃止した6・7番線に代わり、1番線東側（東新潟・越後石山方面）に開設した仮設ホーム（8・9番線）の運用を開始[g 15]。
- 2013年（平成25年）
  - 3月15日：当日の終電車をもって5番線の定期運用を廃止し、4月上旬に施設を撤去。
  - 4月8日：南口・西側連絡通路沿いに「ホテルメッツ新潟」と駅ビル「CoCoLo西館」（9階建）がオープン。
  - 6月25日：西側連絡通路の在来線ホーム架設部を仮通路へ切り替え。
  - 10月27日：東側連絡通路の在来線ホーム架設部を仮通路へ切り替え。
- 2015年（平成27年）9月5日：新バスシステム開業に伴い、万代口広場においてBRT萬代橋ライン専用乗り場の運用を開始。
- 2017年（平成29年）4月28日：万代口の待合室に新潟・庄内エリアについて発信する観光情報センターを設置[j 13]。
- 2018年（平成30年）
  - 4月15日：高架駅第一期開業[j 14]。これにより、地上の1番線 - 4番線が廃止となり、高架の2番線 - 5番線の供用を開始する。また、高架2 - 5番線および信越線・白新線の上沼垂信号場 - 高架ホーム間、越後線の信濃川橋梁付近 - 高架ホーム間の保安装置がATS-Pとなる。なお、地上の8・9番線は引き続き使用。保安装置はATS-Psのまま。新幹線11番線と在来線5番線で対面乗り換えを開始。CoCoLo西N＋（5店舗）が開業する。
  - 10月：新潟支社ビルの建設工事に着手[j 15]。
  - 11月1日：びゅうプラザが平日の営業終了時間を1時間繰り上げ。
  - 12月22日：新幹線の待合室をリニューアル[37][j 16]。
- 2019年（令和元年）
  - 11月1日：びゅうプラザが平日の営業終了時間を1時間繰り上げ。これにより、平日・休日共に営業時間が統一される。
  - 12月7日：在来線の待合室をリニューアル[j 17]。
- 2020年（令和2年）
  - 3月14日：新幹線eチケットサービスを開始[j 18]。
  - 3月22日：JR東日本新潟支社ビル撤去工事の着手に伴い、駅ビル「CoCoLo 万代」（地下1階、1階）が閉店[j 19]。
  - 4月1日：びゅうプラザの運営がびゅうトラベルサービスに移管される。
  - 6月16日：新潟支社ビル（現 万代口駅舎）の撤去工事に着手。
  - 9月16日：CoCoLo南館1階に、複合型シェアスペース「MOYORe:」がオープン[j 20][j 21]。
  - 10月1日：複合型シェアスペース「MOYORe:」にて、駅ナカシェアオフィス「STATION WORK」が利用可能となる（事前予約制）[j 21]。
  - 10月9日：万代口改札が移転[j 3]。万代口駅舎閉鎖[j 3]。
- 2021年（令和3年）
  - 2月12日：駅ナカシェアオフィス「STATION WORK」のブース型「STATION BOOTH」が開業[38][j 22]。
  - 2月17日：「ホテルメッツ新潟」にて、駅ナカシェアオフィス「STATION WORK」が利用可能となる（事前予約制）[39][j 22]。
  - 3月12日：KIOSK新幹線ホーム2号店、3号店が閉店。乗り換えホームにあったKIOSKも閉店。
  - 3月13日：タッチでGo!新幹線のサービスを開始[j 23]。
  - 3月22日：駅構内店舗「Sta.N.d life store（スタンド ライフ ストア）」がオープン[j 24][j 25]。
- 2022年（令和4年）
  - 1月31日：駅周辺整備事業のため一般車用駐車場の利用停止[40]。
  - 2月28日：びゅうプラザの営業を終了[j 26]。
  - 4月1日：駅たびコンシェルジュが開業[j 27]。
  - 5月31日：万代口のみどりの窓口の営業を終了[j 28]。
  - 6月5日：1番線が高架化し高架ホーム全面開業（周辺整備も含めた事業全体の竣工は2020年代を予定）[j 29][41]。8・9番線、万代口改札口を廃止[j 29][41]。在来東改札口の供用開始[j 29]。商業施設「CoLoLo新潟」第I期開業[j 30]。
  - 9月25日：「CoCoLo新潟」（本館・東・中央）が閉店[42]。
- 2023年（令和5年）
  - 2月23日：「CoCoLo新潟」第II期開業。
  - 3月25日：駅直下バスターミナル歩道の供用を開始し東側連絡通路を閉鎖。これにより階段を使わずに万代口と南口間の行き来が可能となる。
- 2024年（令和6年）
  - 3月1日：新潟市観光案内センターがオープン。
  - 3月27日：「CoCoLo新潟」第III期開業[j 31]。
  - 3月31日：高架下交通広場の供用によりバスターミナルが南北一体化。同時に西側連絡通路が閉鎖。
  - 4月25日：「CoLoLo新潟」第IV期開業に伴い、「CoLoLo新潟」がグランドオープン[j 32][j 33]。ガタリウム（吹き抜けスペース）がオープン。
  - 5月29日：「CoLoLo新潟」第IV期のエキナンキッチン開業[j 32][j 33]。
- 2025年（令和7年）度中：万代口広場の整備完了予定[j 4]。

## 駅構造

### 管理駅
直営駅（駅長・助役配置）で、周辺駅を統括管理する地区管理駅を兼ねており、信越本線のさつき野駅 - 越後石山駅間、白新線の東新潟駅 - 西新発田駅間、越後線の越後曽根駅 - 白山駅間の各駅 を管理する。

### 駅設備
在来線の改札口として、在来東改札、在来西改札、新幹線の改札口として、新幹線東改札、新幹線西改札があり、それぞれの改札口付近にみどりの窓口および指定席券売機が設置されている。また、在来線と新幹線ののりかえ改札が、2階コンコースに1箇所、のりかえホームと5番線のホーム上に2箇所（ホーム東改札、ホーム西改札）の、計3箇所設置されている。
全ての改札口にSuica対応の自動改札機が設置されている。在来線改札では全通路でSuica（相互利用可能なカード含む）が使用可能。新幹線改札では新幹線eチケットサービスやタッチでGo!新幹線のほか、長岡駅 - 新潟駅間のSuica定期券が利用できる。

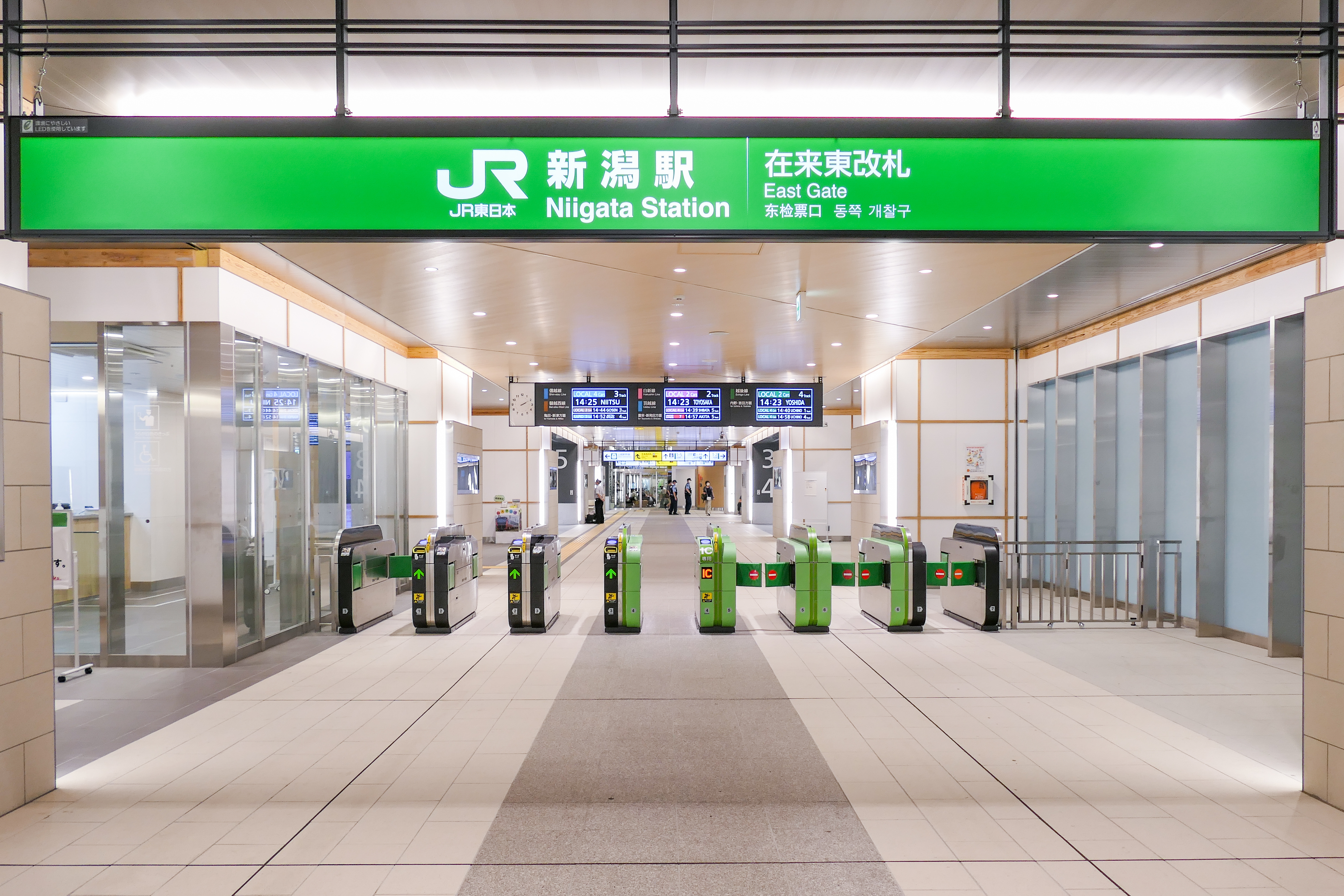
在来東改札（2022年7月）
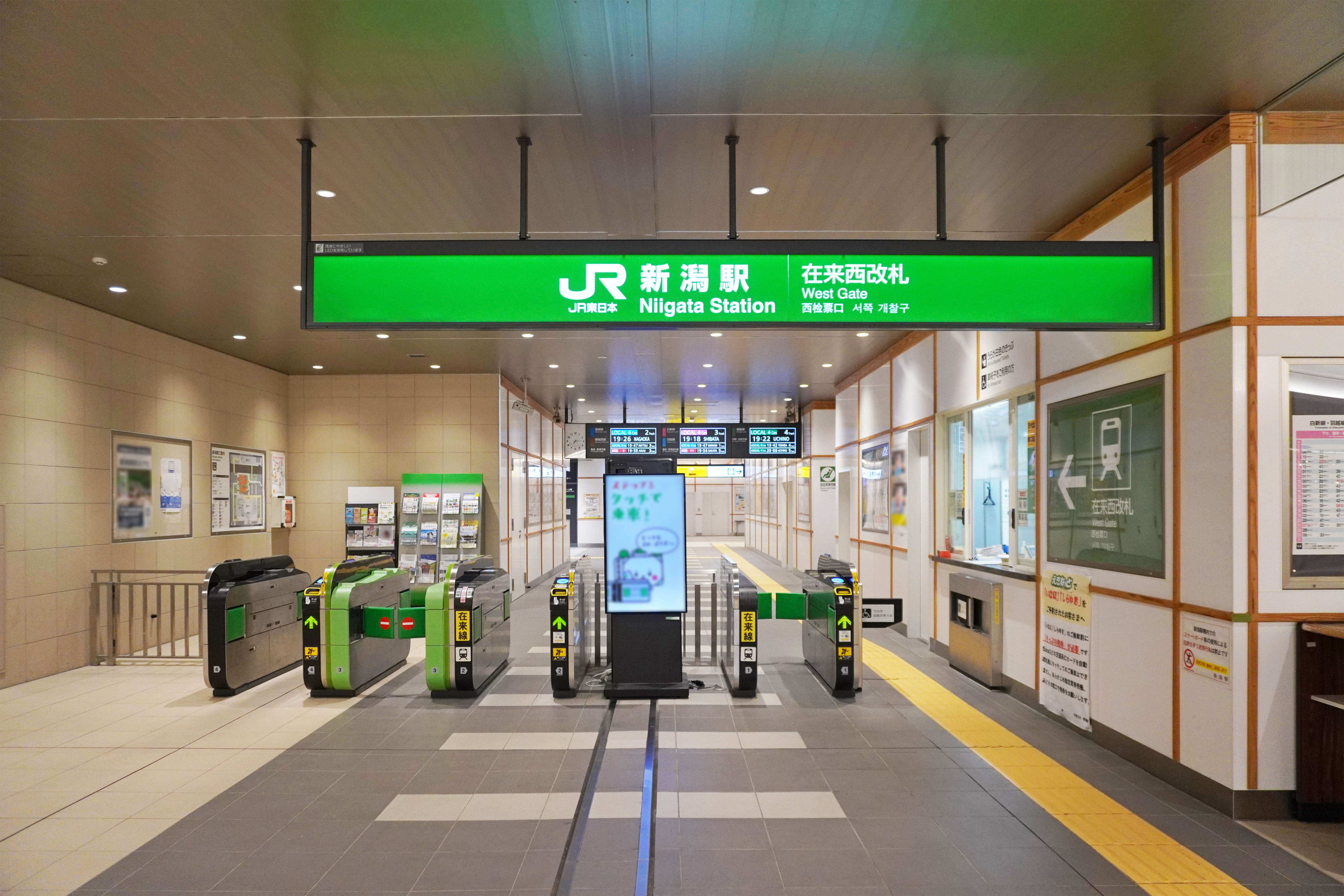
在来西改札（2023年7月）
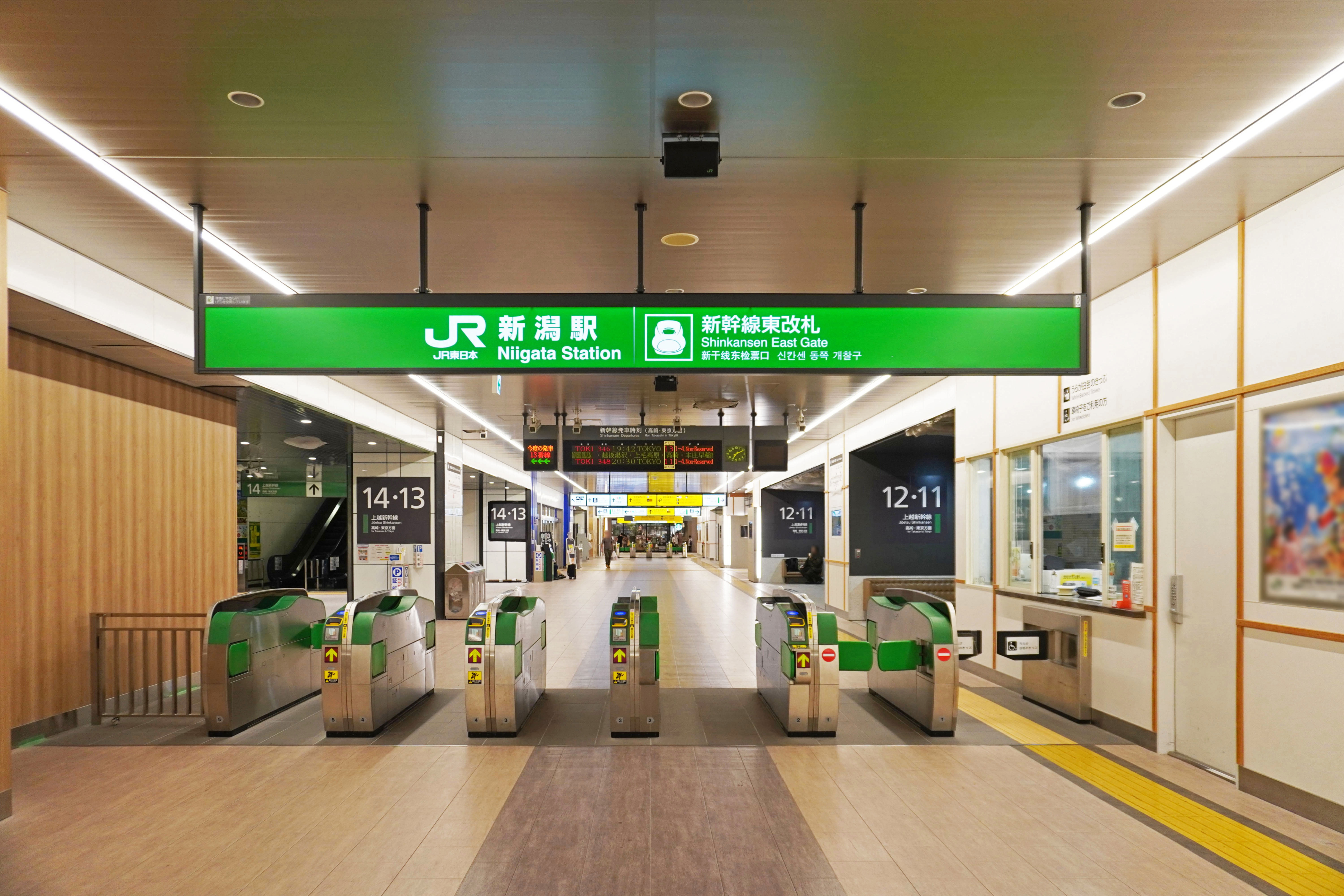
新幹線東改札（2023年7月）
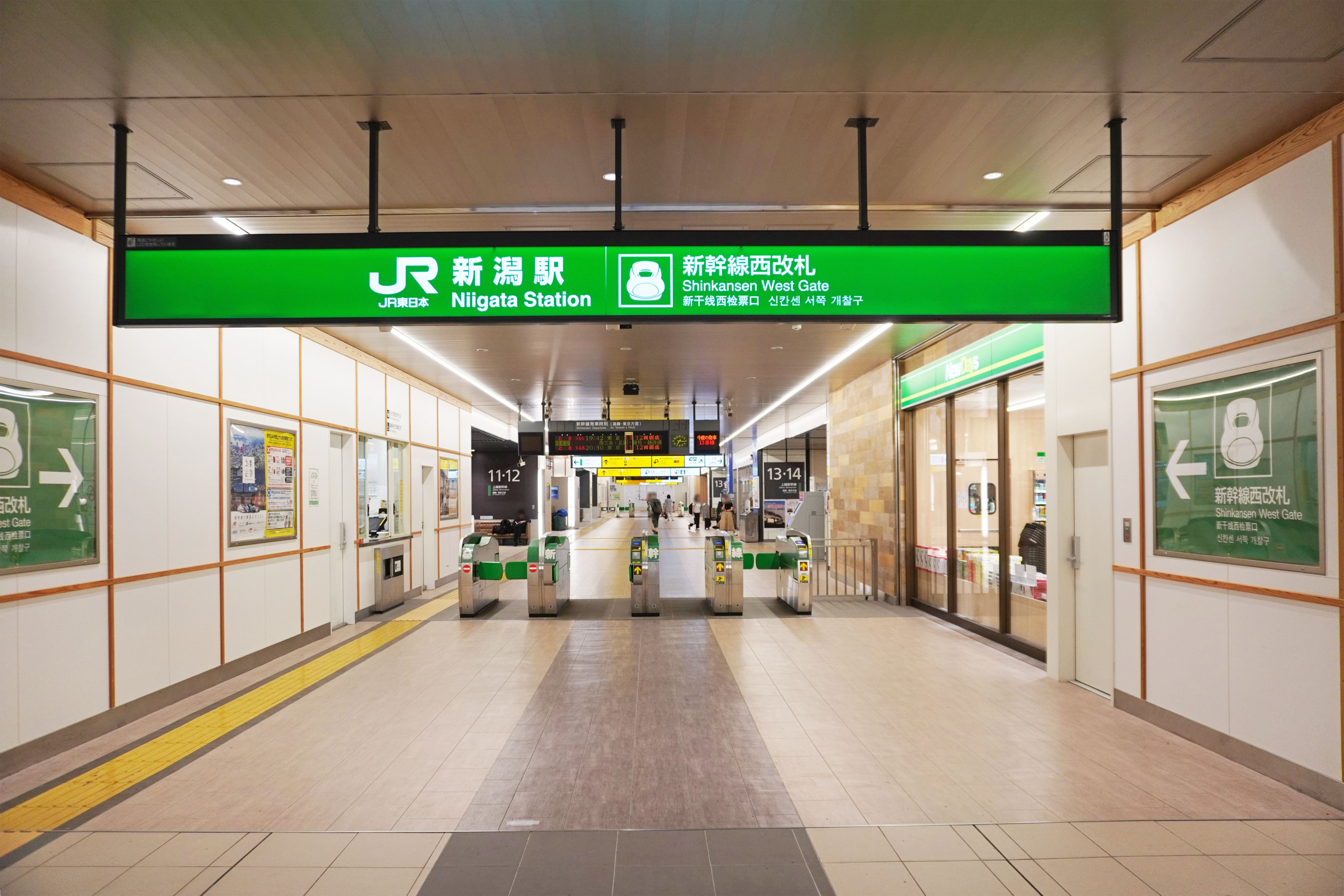
新幹線西改札（2023年7月）
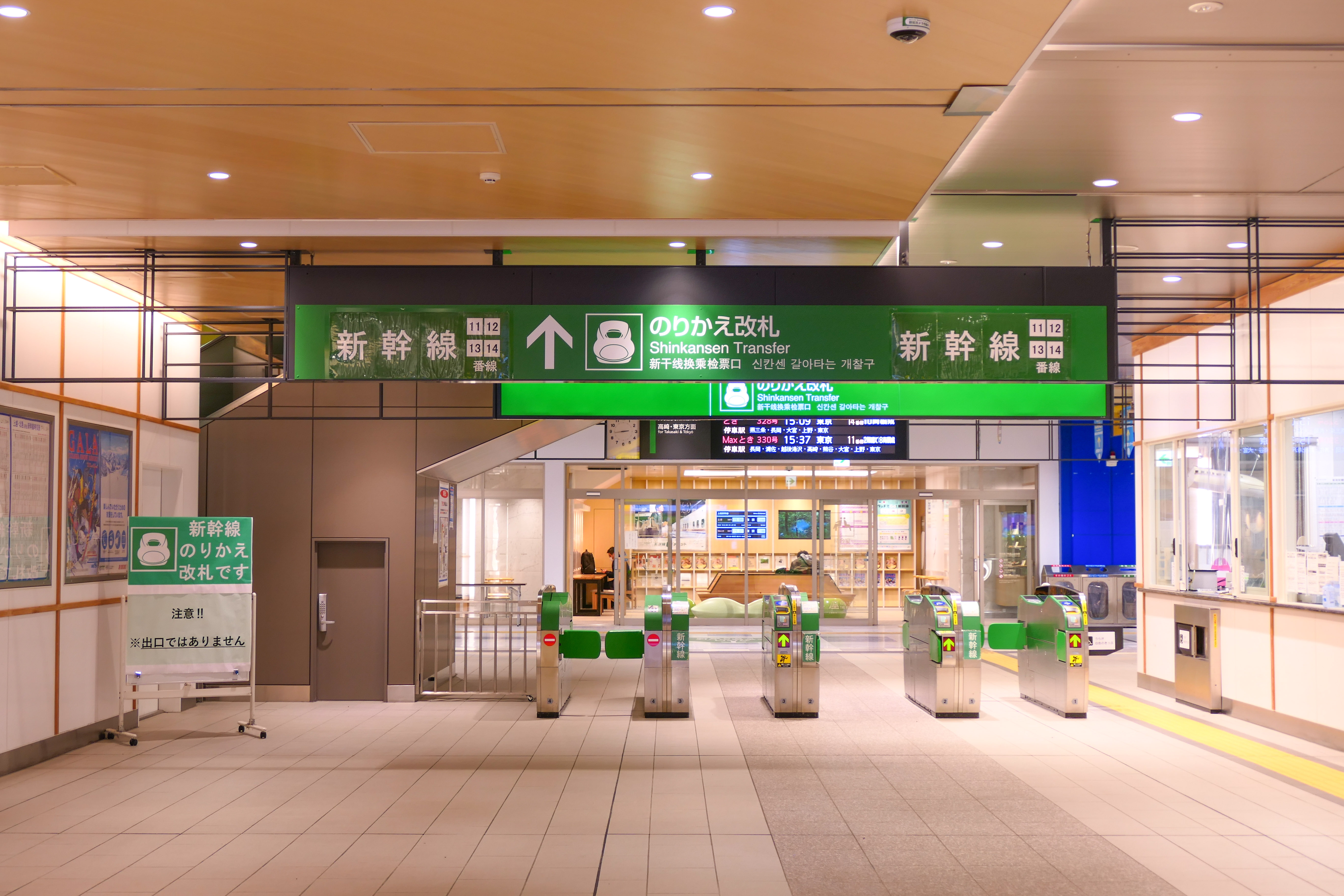
2階コンコースののりかえ改札（2021年1月）
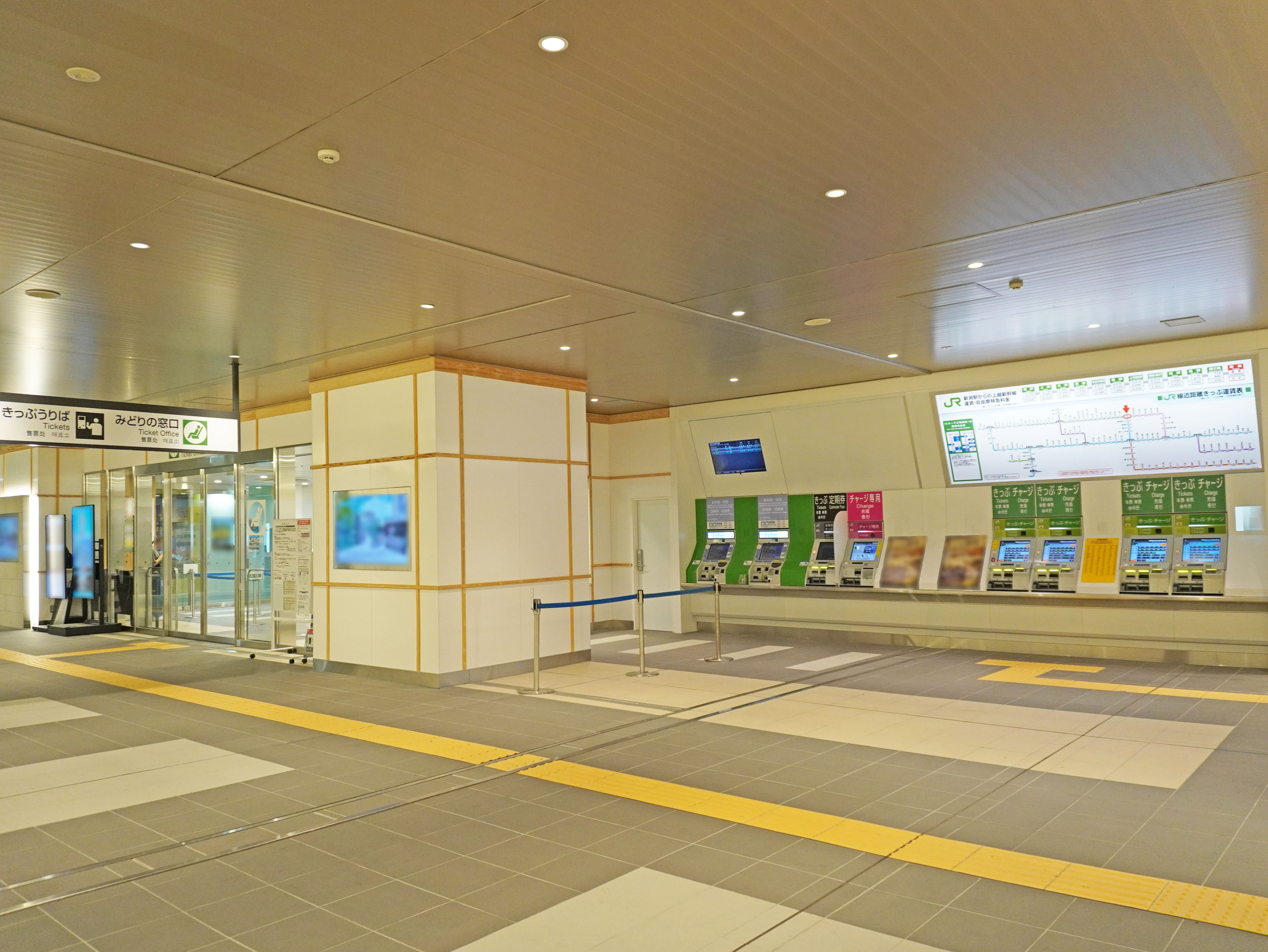
東側切符売り場（2022年9月）
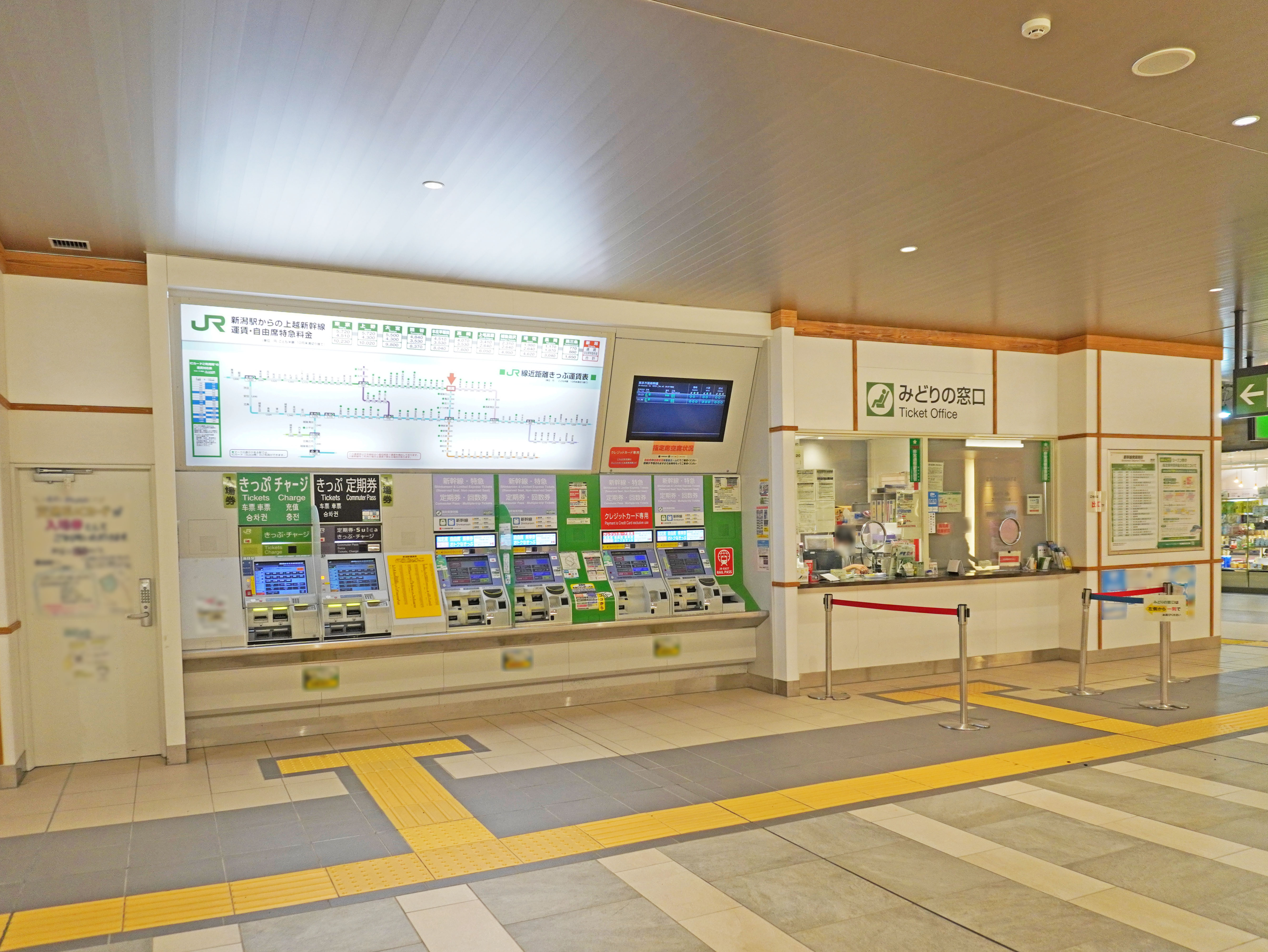
西側切符売り場（2022年9月）

### 在来線ホーム
在来線ホームは、高架上の1番線から5番線が設置されている。
在来線高架ホームにおいては、きらきらと舞い降りる雪と輝く海をイメージしたオリジナルの発車メロディ（曲名『冬』） が使用されているほか、戸閉自動放送が導入されており、ホーム上に発車標が設置されている。
在来線ホームにはホーム上の柱などに非常停止用赤旗が設置されている。
かつての在来線ホームは万代口駅舎と南口駅舎の間の地上部にあり、2012年（平成24年）11月4日に仮ホーム（8・9番線）の使用が開始されるまでは単式ホーム1面1線（1番線）島式ホーム3面6線（2番線 - 7番線）を有していた。これら地上ホームは廃止に至るまで発車メロディー、自動放送の導入およびホーム上の発車標設置は実施されていなかった。仮ホーム（8・9番線）も同様である。
高架化工事中の仮ホームとして設けられていた8・9番線は頭端式構造で、旧1番線東側を切欠いて設置されたものである。第一期高架開業後から廃止までは、高架ホームと8・9番線ホームは万代口への連絡通路を兼ねる1本の跨線橋で連絡していた。
普通列車に関してはホームを効率的に運用するため、高架開業後の現在に至るまで方面別の振り分けは特に決まっていない。

### 新幹線ホーム
新幹線ホームは高架部3階にあり、島式ホーム2面4線と「のりかえホーム」1面を持つ。11 - 14番線ホームは16両編成の列車に対応している。上越新幹線の終点で全列車停車を前提としているため熊谷駅以北の駅で唯一、通過本線を持たない。11・13・14番線ホーム頭上に電光式の乗車位置案内表示機が設置されている。2018年4月の在来線高架化第1期開業時に、11番線の線路を挟んだ反対側にホームが新設され、在来線の5番線ホームと2ヶ所の乗り換え改札を介して対面（同一平面上）での乗り換えが可能になった。このホームは「のりかえホーム」と称し、独立したホーム番号を持たず、新幹線コンコースに直接出入りすることができない。のりかえホームは現在運用されている最長編成である12両編成分のみ確保されている。なお、11番線ホーム（12番線との島式ホーム）も継続して使用されており、11番線は「両側のドアが開く」新幹線ホームとなっており、新幹線駅では日本唯一である。。のりかえホームの新幹線側には上越新幹線では唯一の可動式安全柵（ホームドア）が設置されている。下り列車到着時は11番線側のドアが先に開き、のりかえホーム側のドアが後で開く。上り列車発車時はのりかえホーム側のドアは発車の2分前に閉められる。
駅弁が販売されている。売店での販売で、在来線ホーム・新幹線ホームとも通常は立売りを行わない。

### のりば
以下、2022年（令和4年）6月5日からの表記である。
| 番線                    | 路線                            | 方向 | 行先             |
| ----------------------- | ------------------------------- | ---- | ---------------- |
| 在来線ホーム            |                                 |      |                  |
| 1 - 5                   | ■信越本線 （■磐越西線直通含む） | 上り | 新津方面         |
| 1 - 5                   | ■白新線 （■羽越本線直通）       | 下り | 豊栄・新発田方面 |
| 1 - 5                   | ■越後線                         | 上り | 内野・吉田方面   |
| 新幹線ホーム            |                                 |      |                  |
| のりかえホーム・11 - 14 | 上越新幹線                      | 上り | 高崎・東京方面   |

- 5番線と11番線（のりかえホーム）は対面乗換が可能である。
- 上記以外にも、新津駅から磐越西線へ直通する列車が発着している。

「新潟駅付近連続立体交差事業」の進捗に伴って、在来線ホームのうち4号ホーム（6・7番線）は2012年（平成24年）11月3日新潟駅発の終電をもって廃止となり、11月4日未明から昼にかけて実施した仮設線切り替え工事の終了後、新たに1番線東側（新津・新発田方）を切り欠く形で設けられた頭端式の仮設ホーム（8・9番線）の供用を開始し、最大7両編成の列車が発着可能となった（現在は廃止）。また、2013年（平成25年）3月16日のダイヤ改正に合わせ、3号ホーム（4・5番線）のうち5番線の定期列車の発着を取りやめ、4月6日の車両展示イベントを最後に運用を終了し、同年9月30日をもって連絡地下道の4番線側が閉鎖された。さらに、2018年（平成30年）4月15日から在来線高架ホームの一部開業（2 - 5番線）に伴い、在来線ホーム旧1 - 旧4番線が同年4月14日をもって使用停止され、連続立体交差事業の工事が進められる。その後高架ホーム1番線が2022年（令和4年）6月5日に使用を開始し、8・9番線は6月3日の終電をもって廃止された。
上越新幹線は当駅より更に南東側へ、白新線にほぼ並行しながら高架橋が続いており、終端部には新潟新幹線車両センターが設けられている。

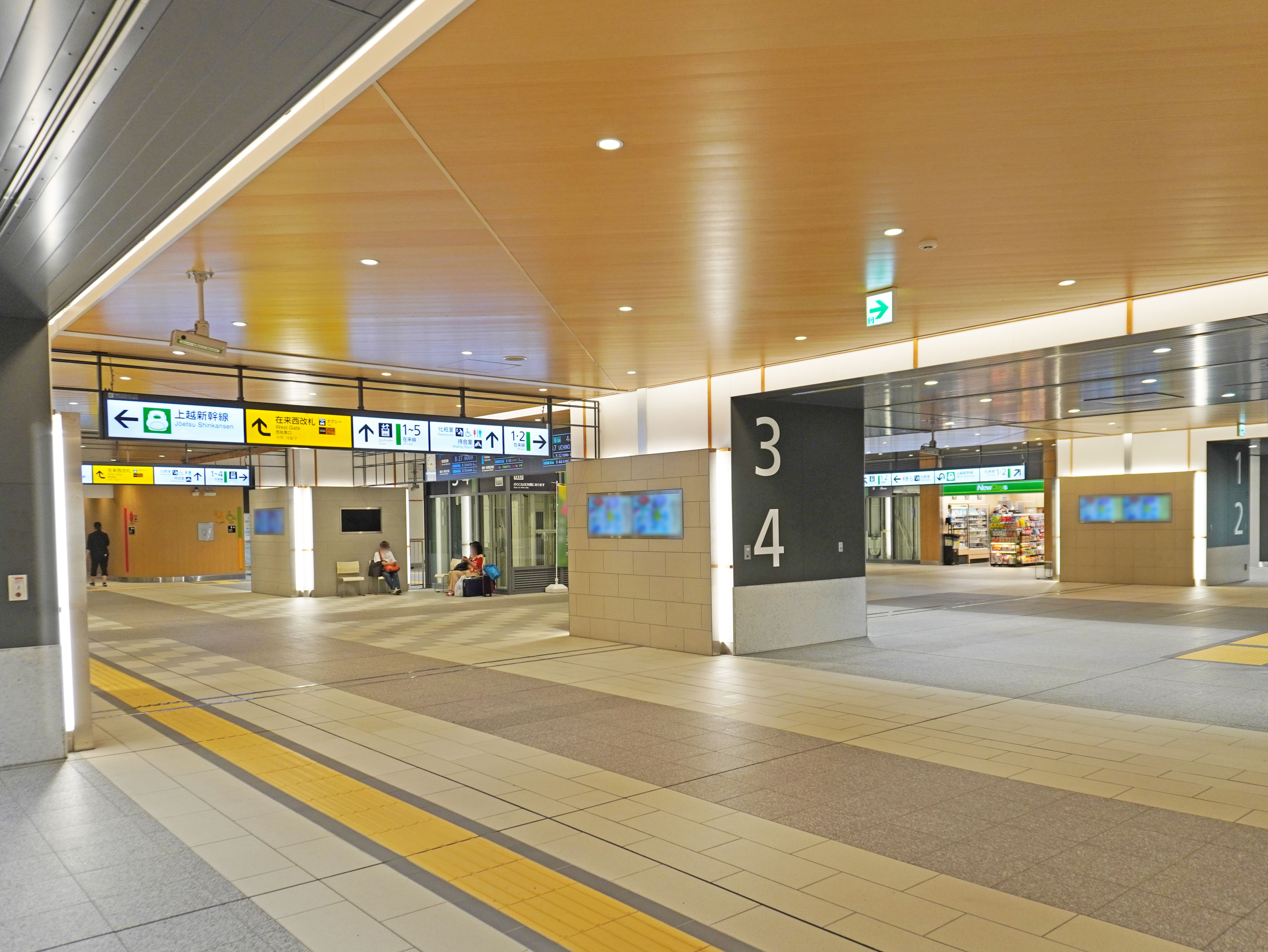
在来線コンコース（2022年9月）
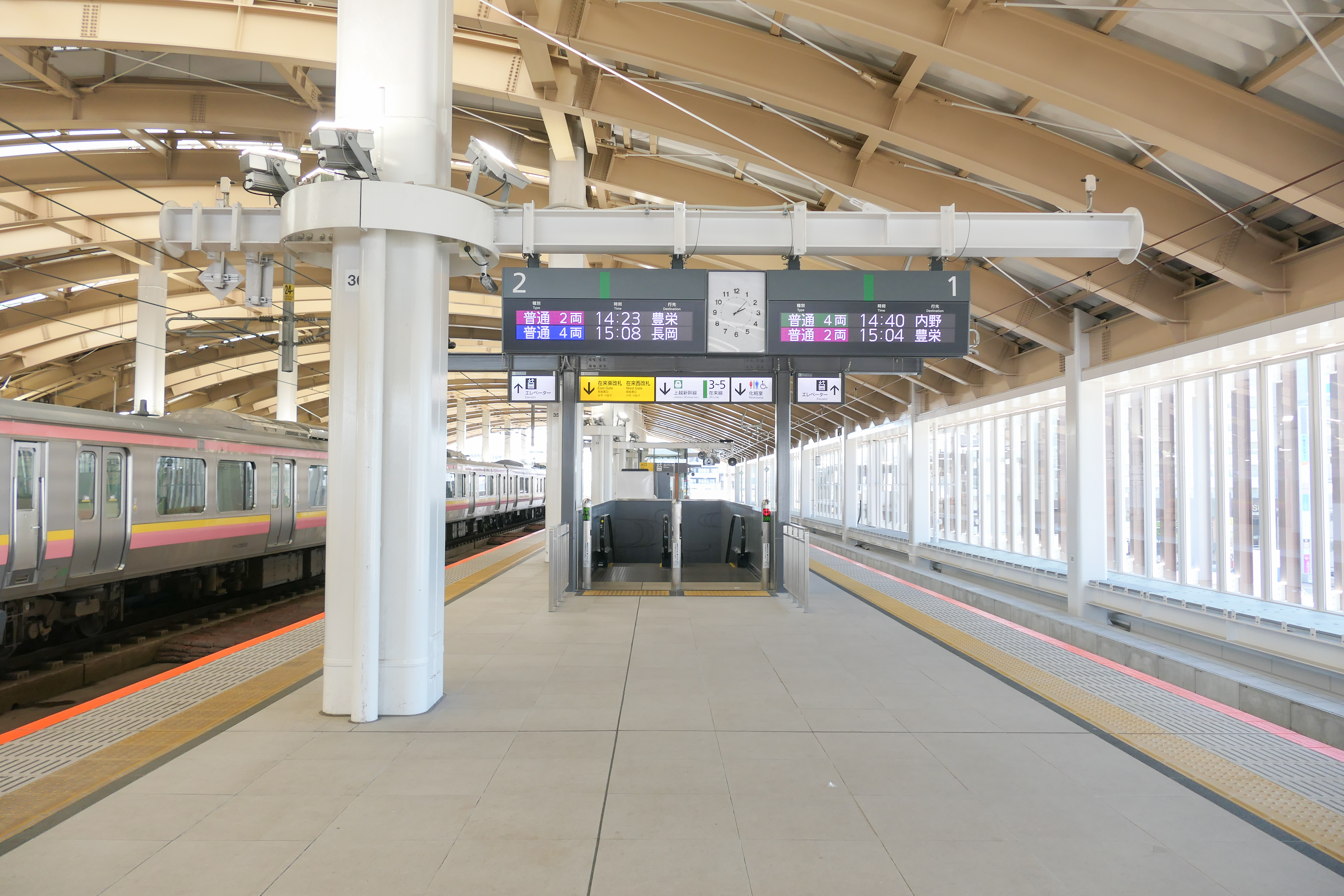
在来線1・2番線ホーム（2022年7月）
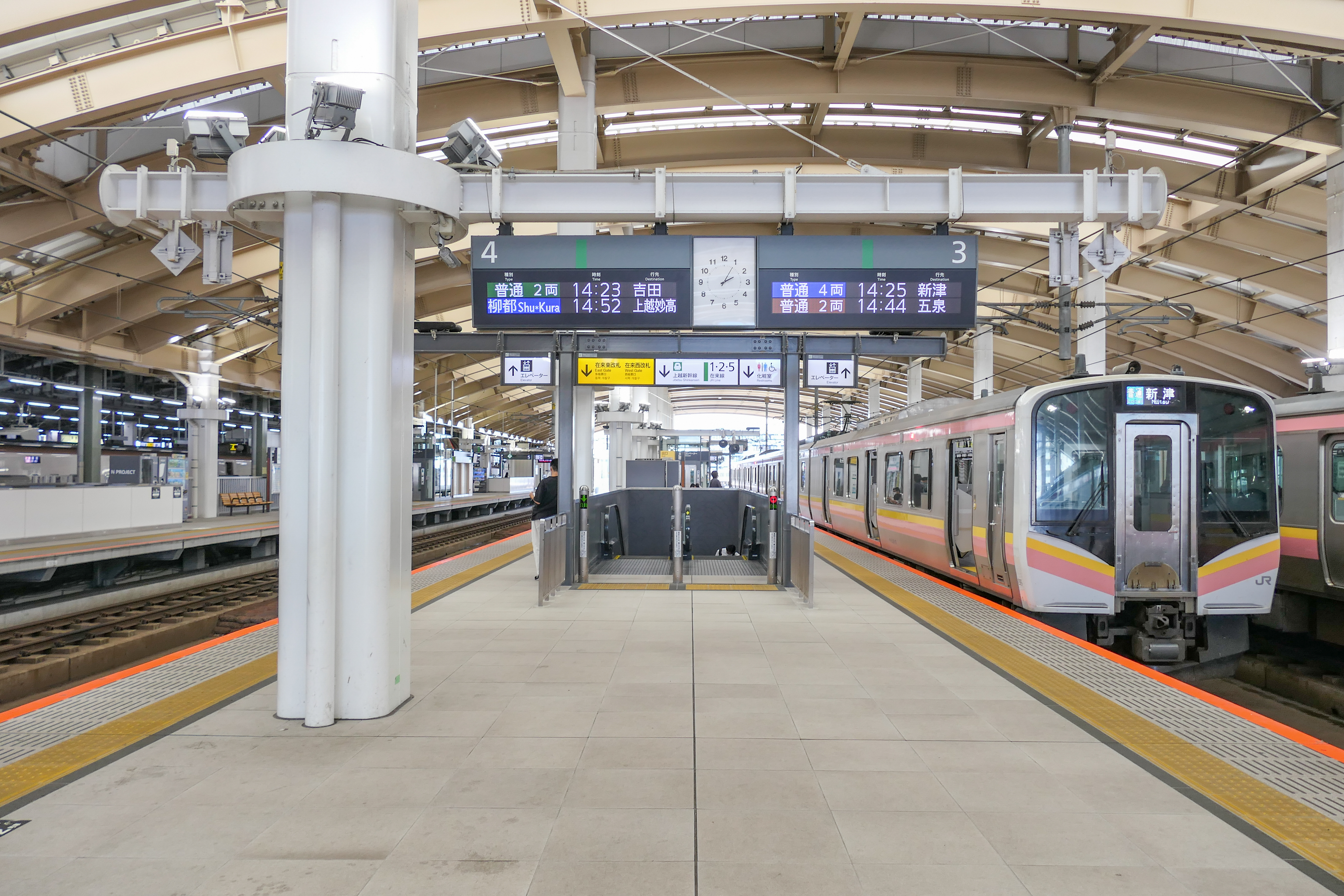
在来線3・4番線ホーム（2022年7月）
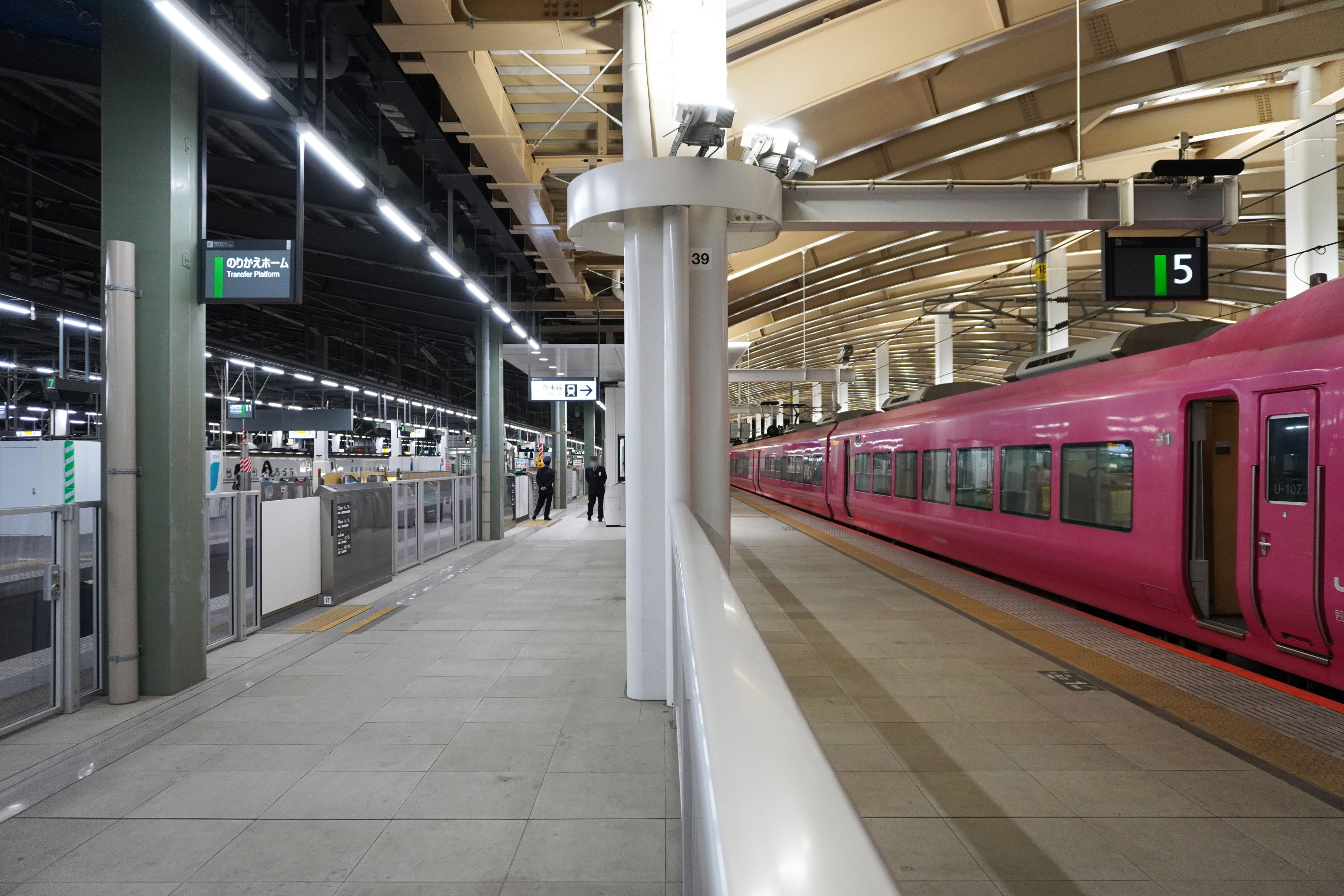
在来線5番線ホームとのりかえホーム（2023年3月）
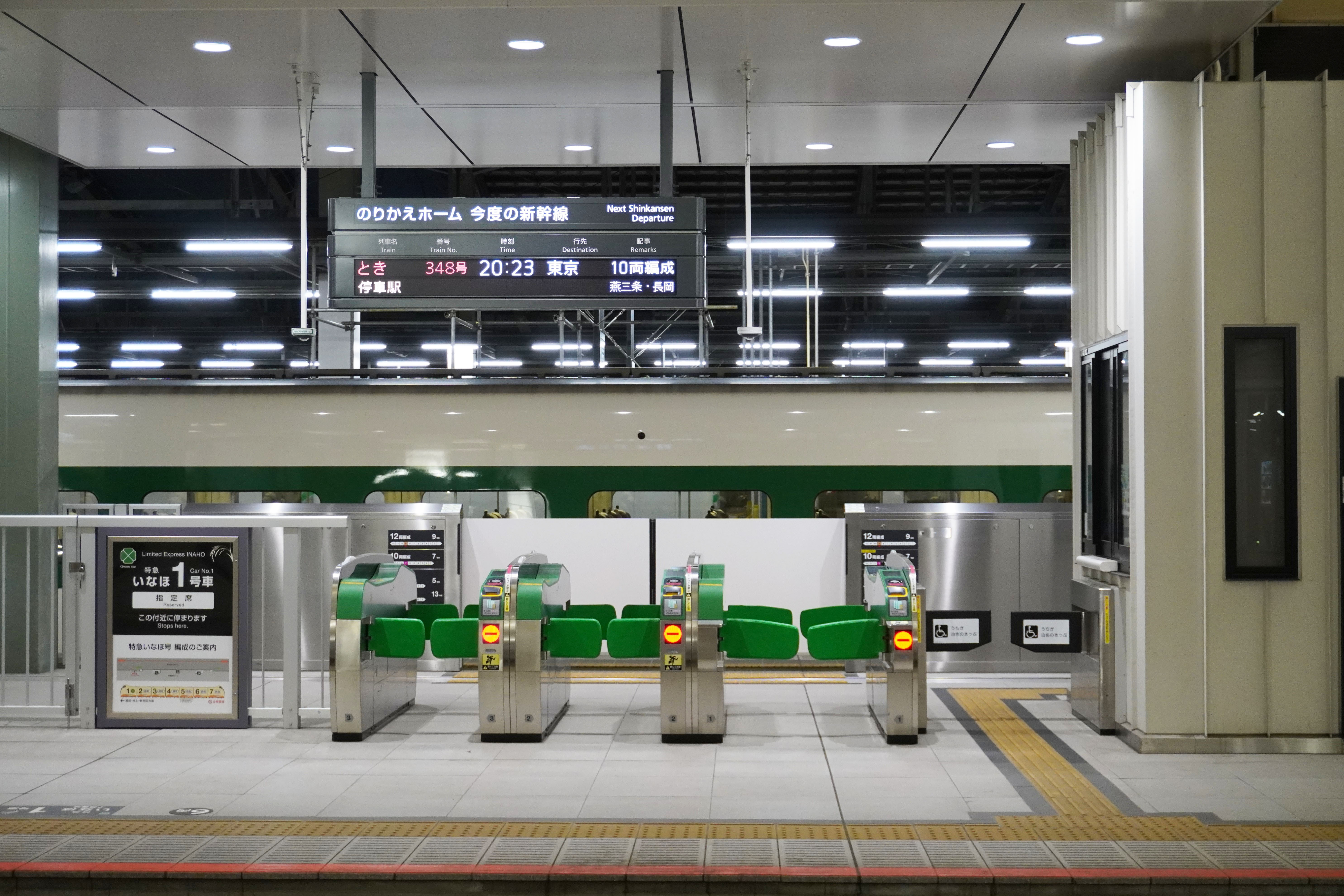
ホーム東改札（2023年3月）
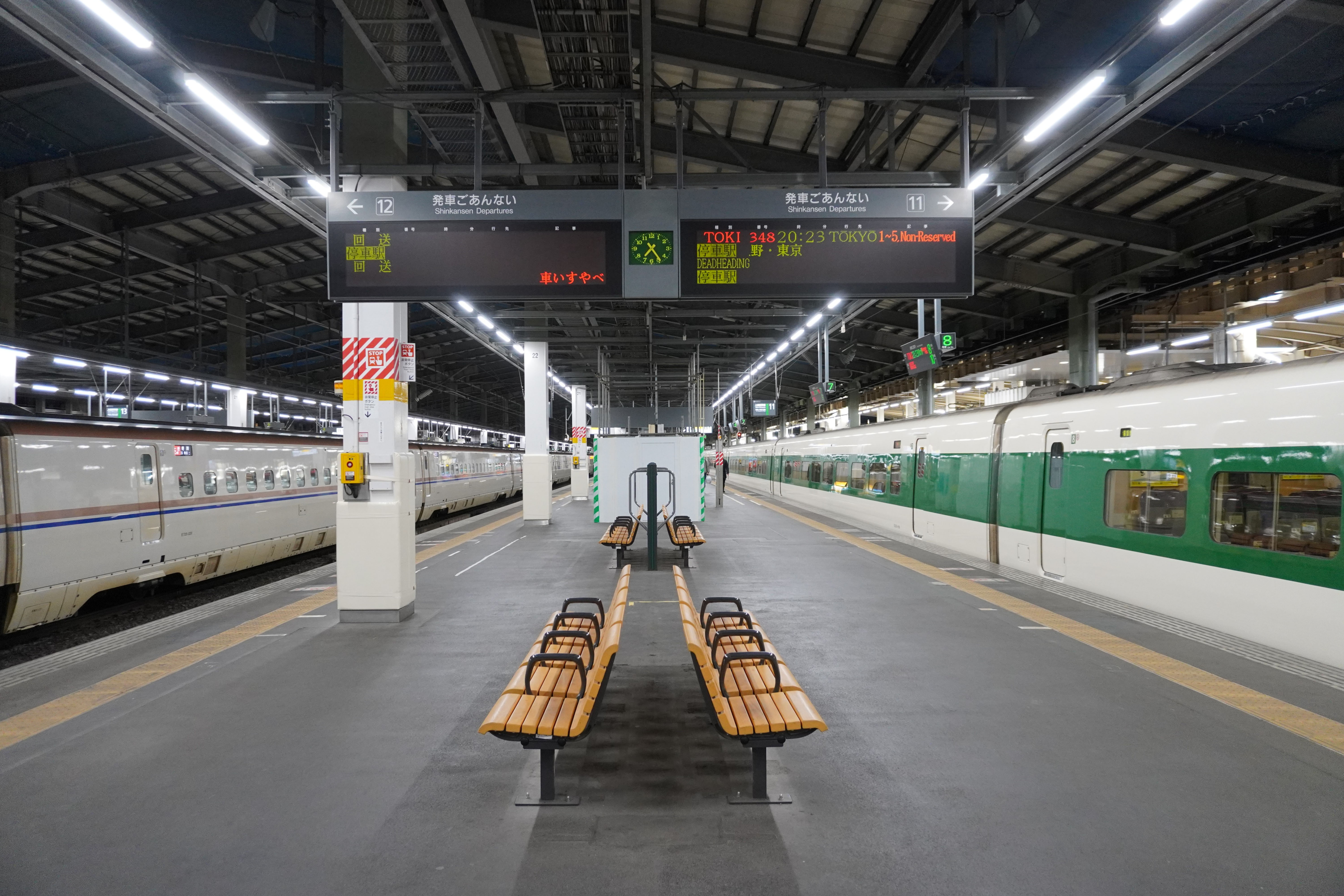
新幹線11・12番線ホーム（2023年3月）
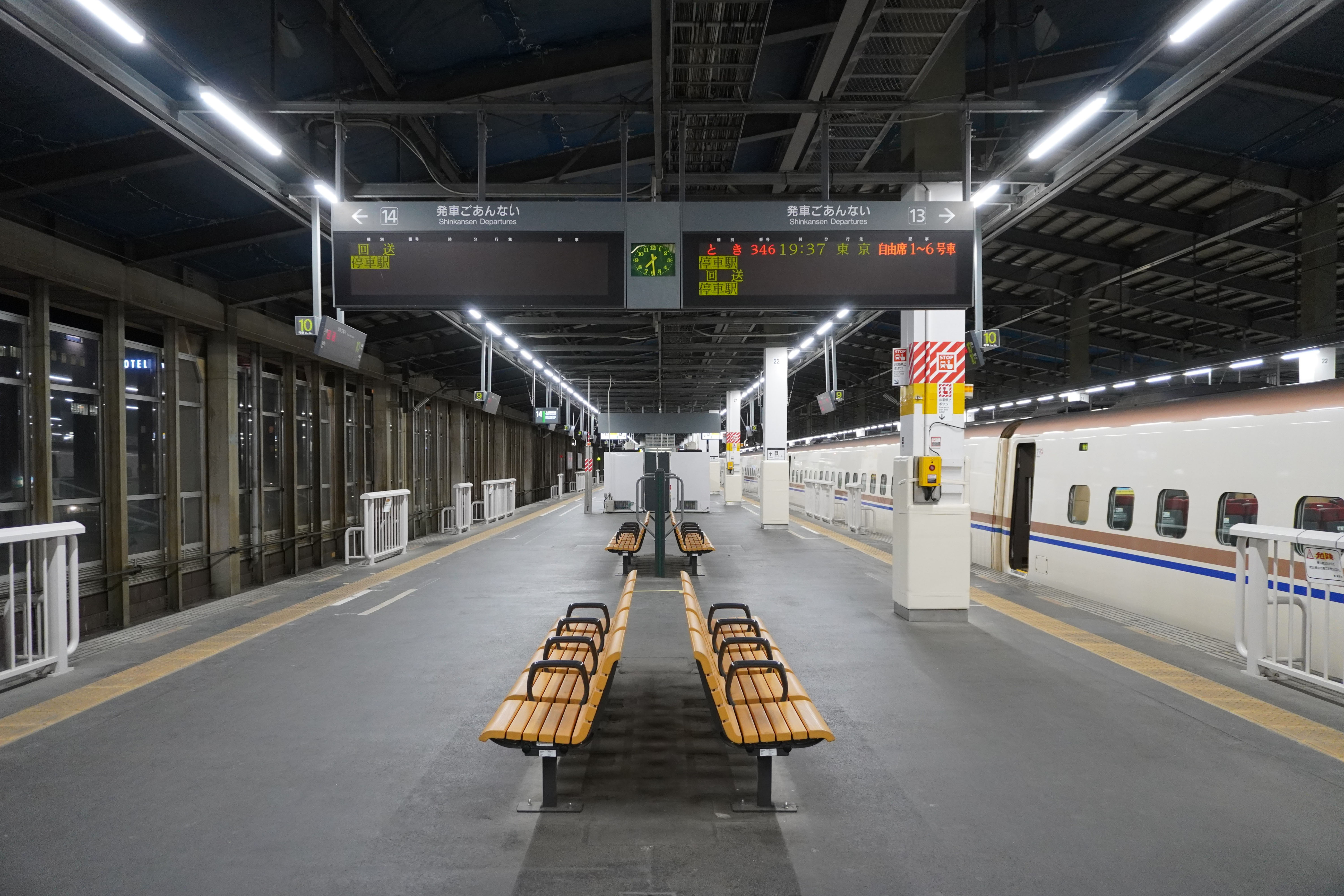
新幹線13・14番線ホーム（2023年3月）
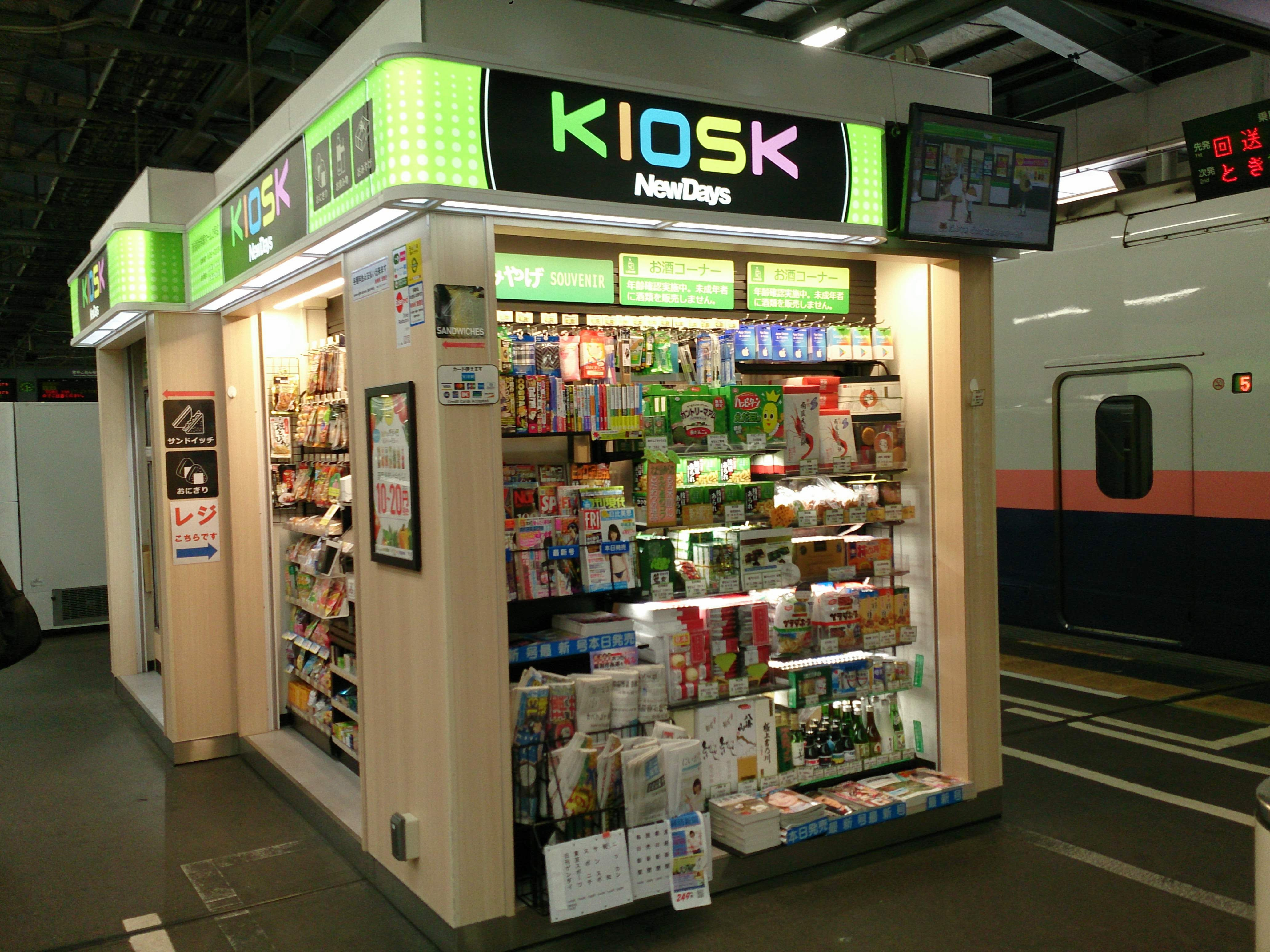
キオスク（2018年8月）
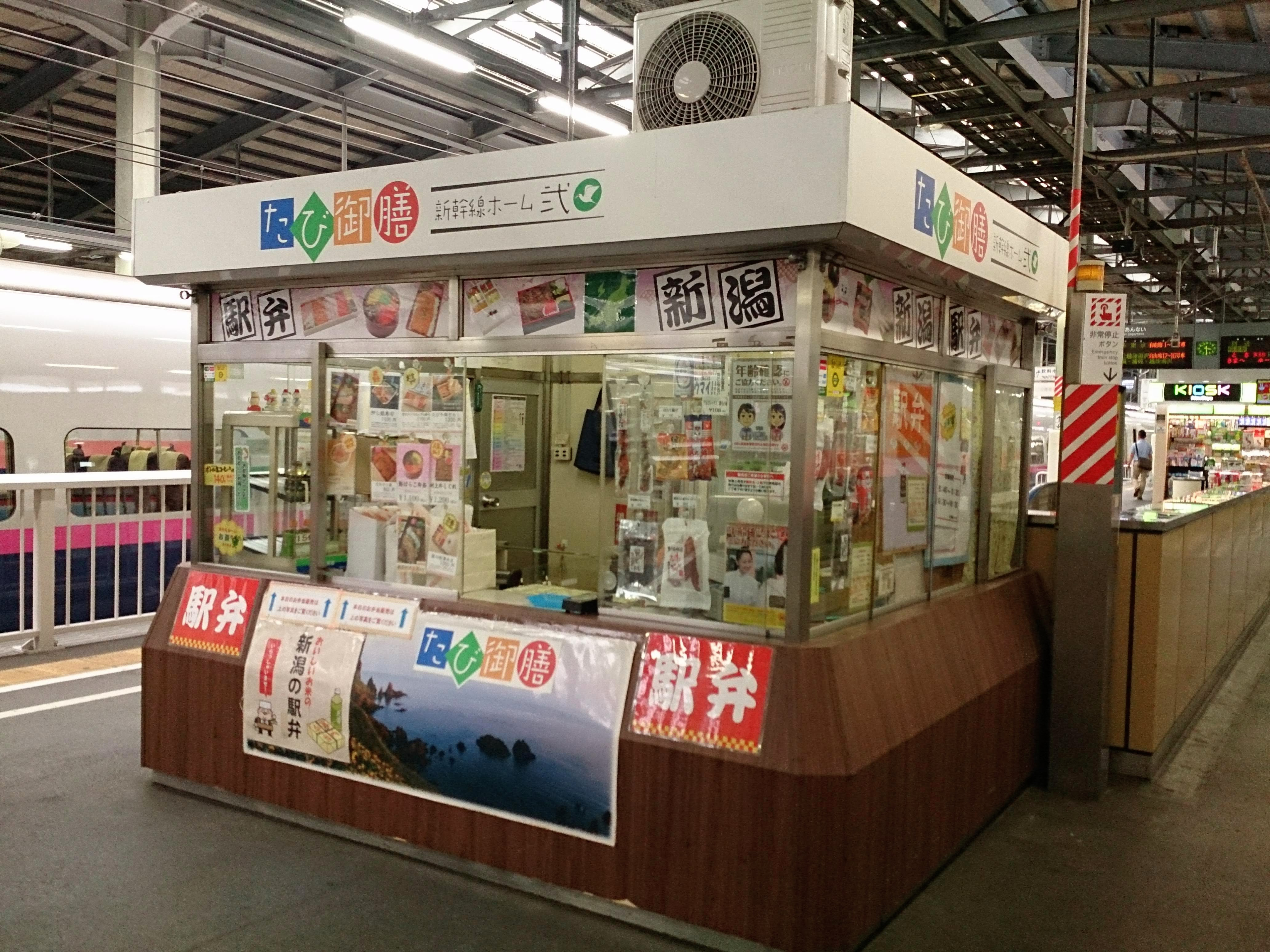
駅弁屋（2018年8月）

### 吹き抜けスペース

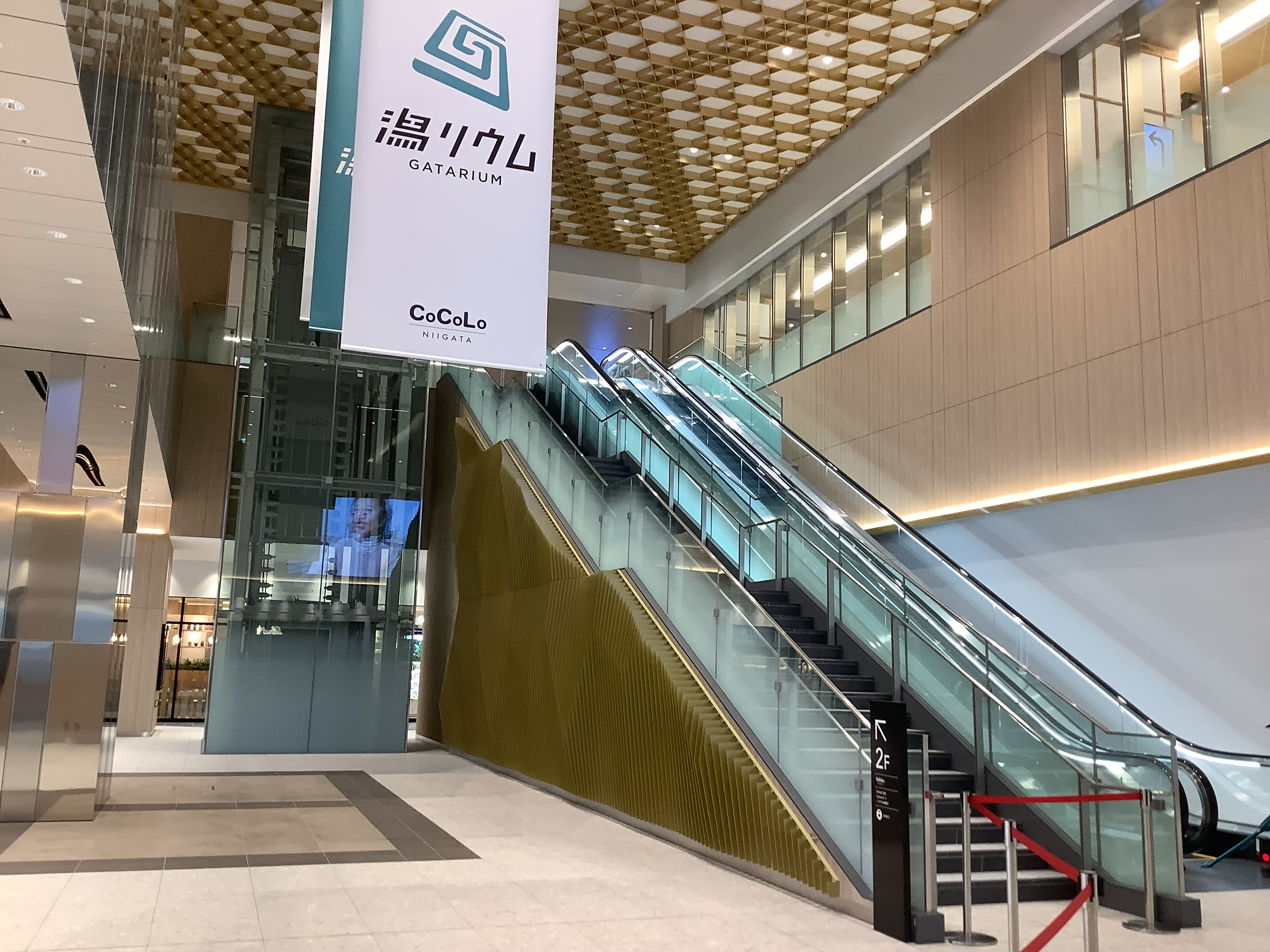
ガタリウム（2024年4月）

「ガタリウム」という名称で、憩いの場として設けられ、イベントスペースとしても活用される。

### エントランス部

#### 旧駅舎
元々は北側にしか出入口がなかった。南口開設に際して区別するため、万代橋（現表記は「萬代橋」）側にあることから、「万代口（ばんだいぐち）」の愛称が付けられた。
南口駅前広場は1982年（昭和57年）に現在の臨時バスターミナル（後述）にあたる部分が整備され、その後2000年代の駅周辺整備事業（前述）により大幅に拡張された。なお、高架化前から改札口としての「南口」はなかった。
末期の旧万代口駅舎は、万代口改札・みどりの窓口・券売機・コンビニエンスストア（KIOSK）があり、待合室（メディアステーションbanana）、旅行センター（びゅうプラザ）・飲食店・立食いそば店、ヨドバシカメラ新潟店 A館」（2016年3月21日、移転のため閉店）、地下1階に商業施設「CoCoLo万代」（旧「パティオ万代」）などがあった。新潟駅高架化工事に伴い2020年（令和2年）10月8日をもって旧万代口駅舎が閉鎖され解体工事に入ったため、全施設が閉鎖された。
万代口改札については、旧万代口駅舎解体後も高架ホーム1番線の使用開始および地上ホーム8・9番線の廃止まで8・9番線付近に改札を移転し「仮万代口改札」として営業を続けていたが、全線高架化に伴い西改札と東改札のみとなり、万代口改札の使用を終了した。

旧駅舎
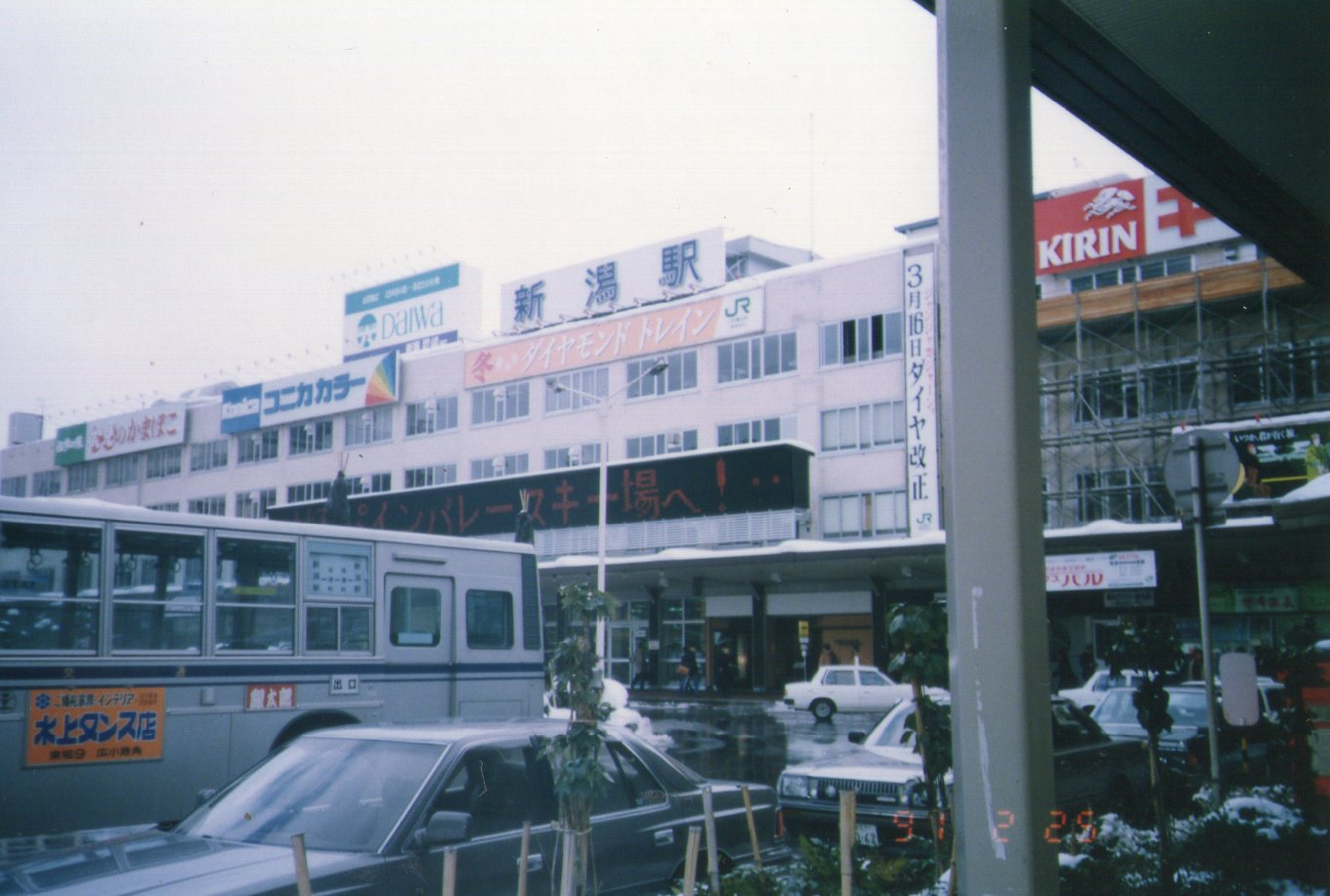
1991年（平成3年）2月の万代口側駅舎にはアーケードの上部にメッセージボードが設置されていた。
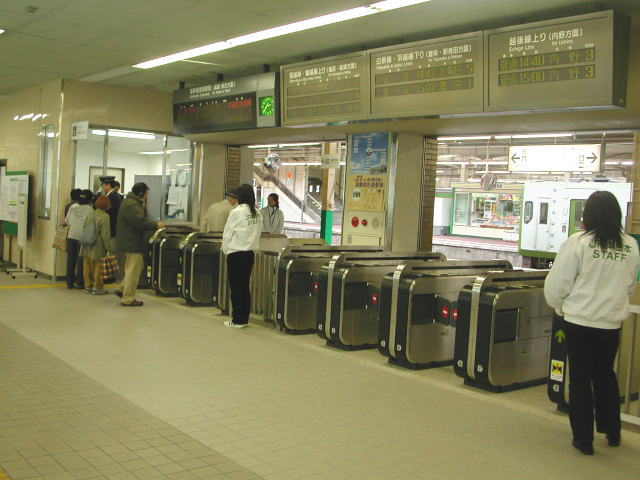
旧万代口改札（2004年11月）
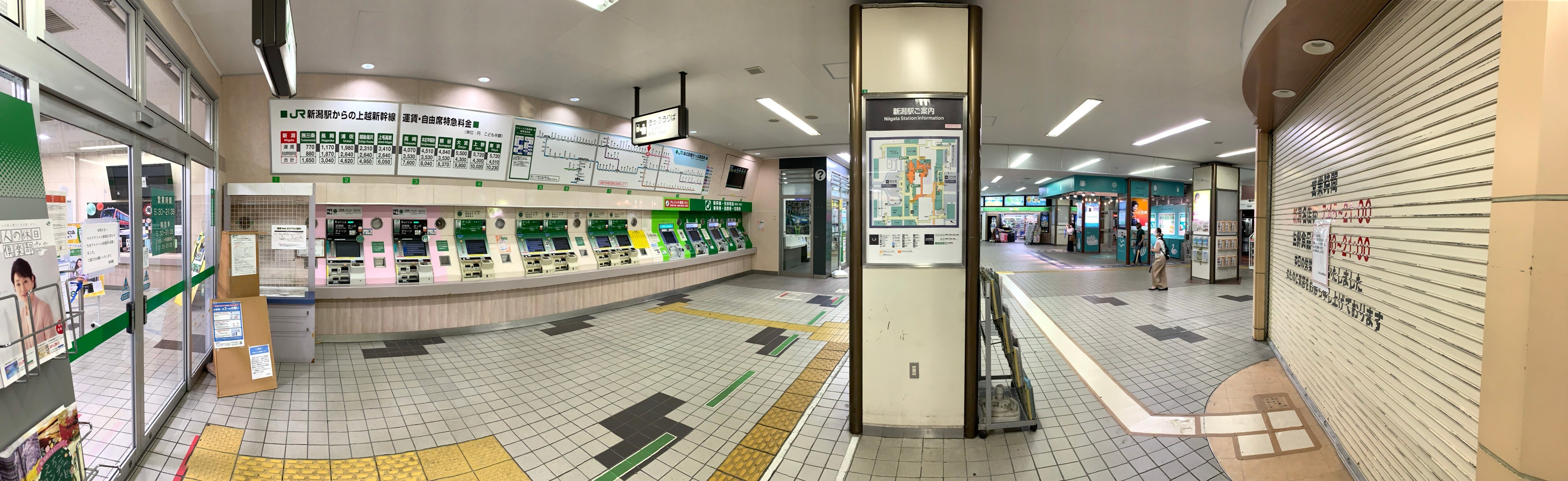
万代口自動券売機周辺（駅舎解体前の2020年9月）
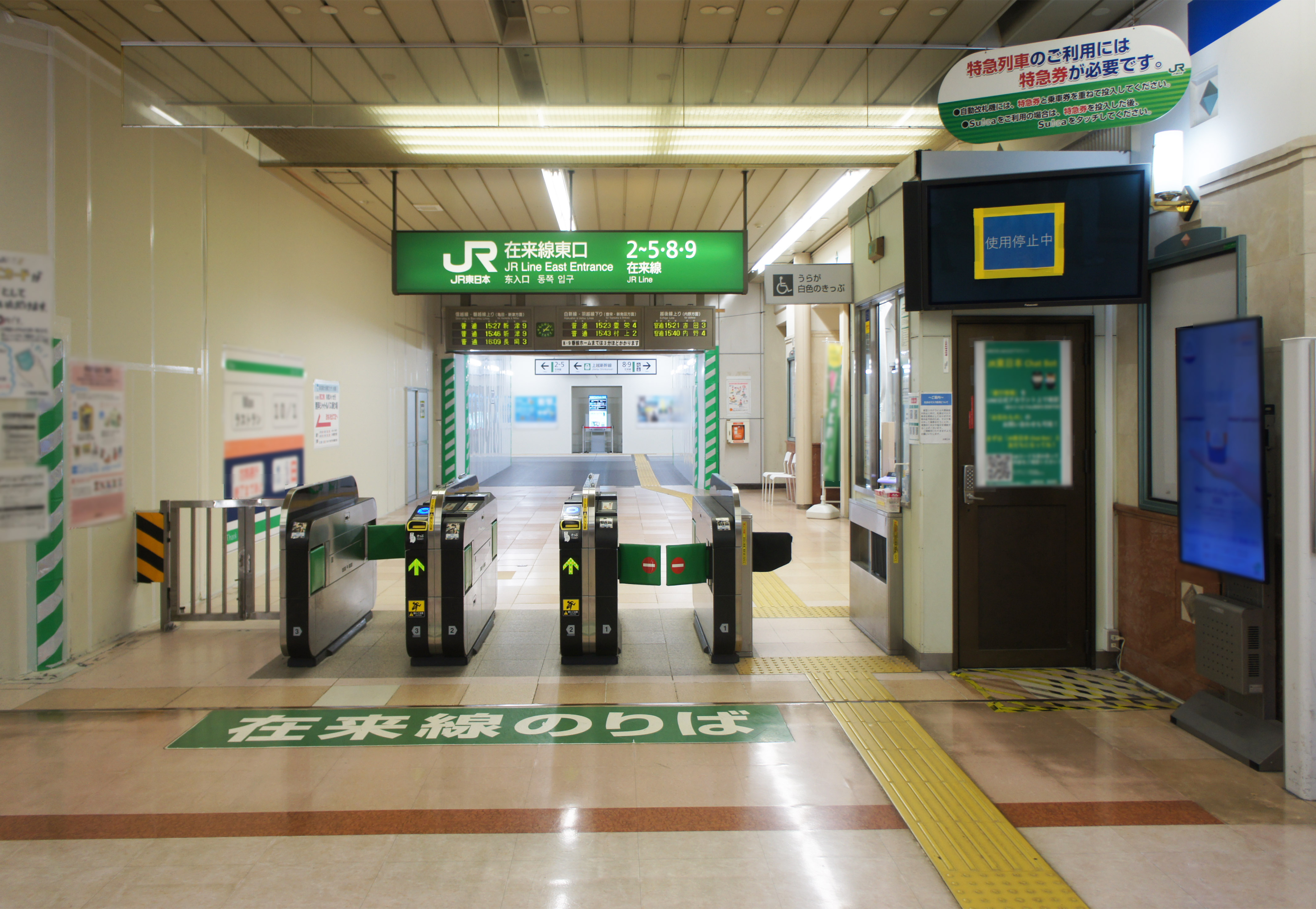
移転前の東改札。当時は東口と呼ばれていた（2021年9月）
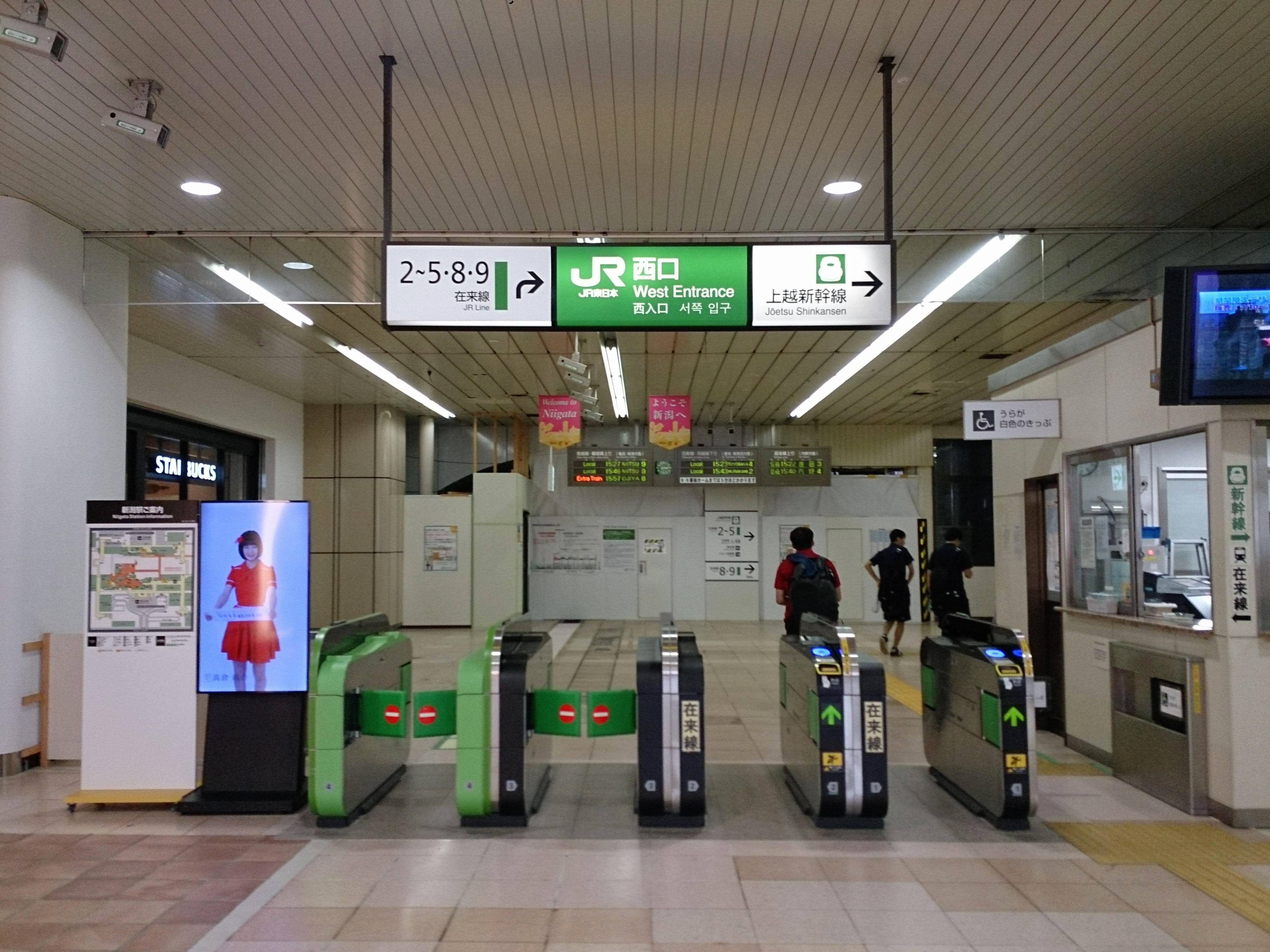
移転前の西改札。当時は西口と呼ばれていた。奥に伸びていた跨線橋は閉鎖済み（2018年8月）
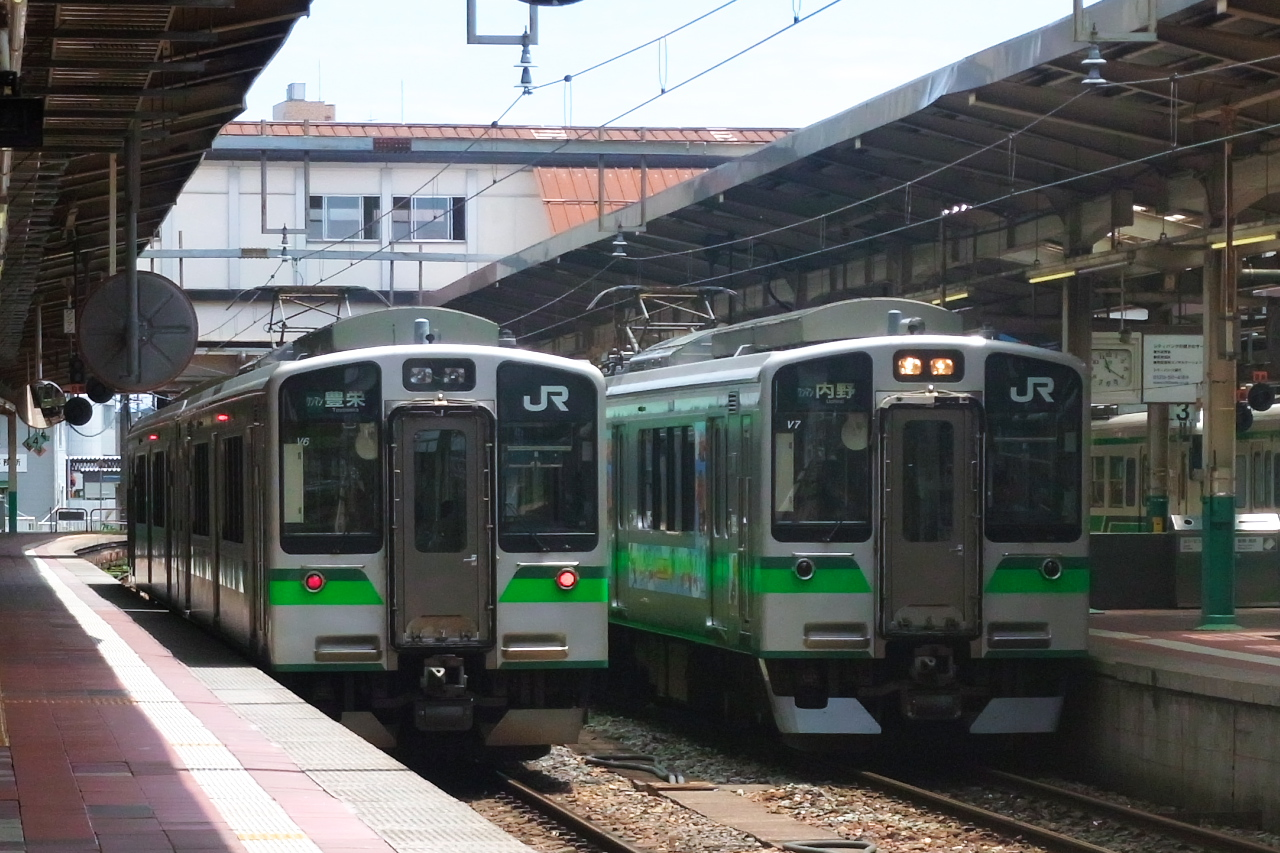
旧1・2・3番線ホーム（2009年6月）
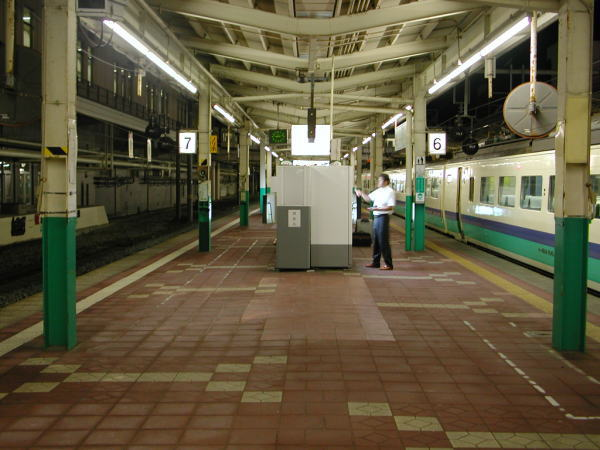
旧6・7番線ホーム （2004年7月。現在は施設撤去済）
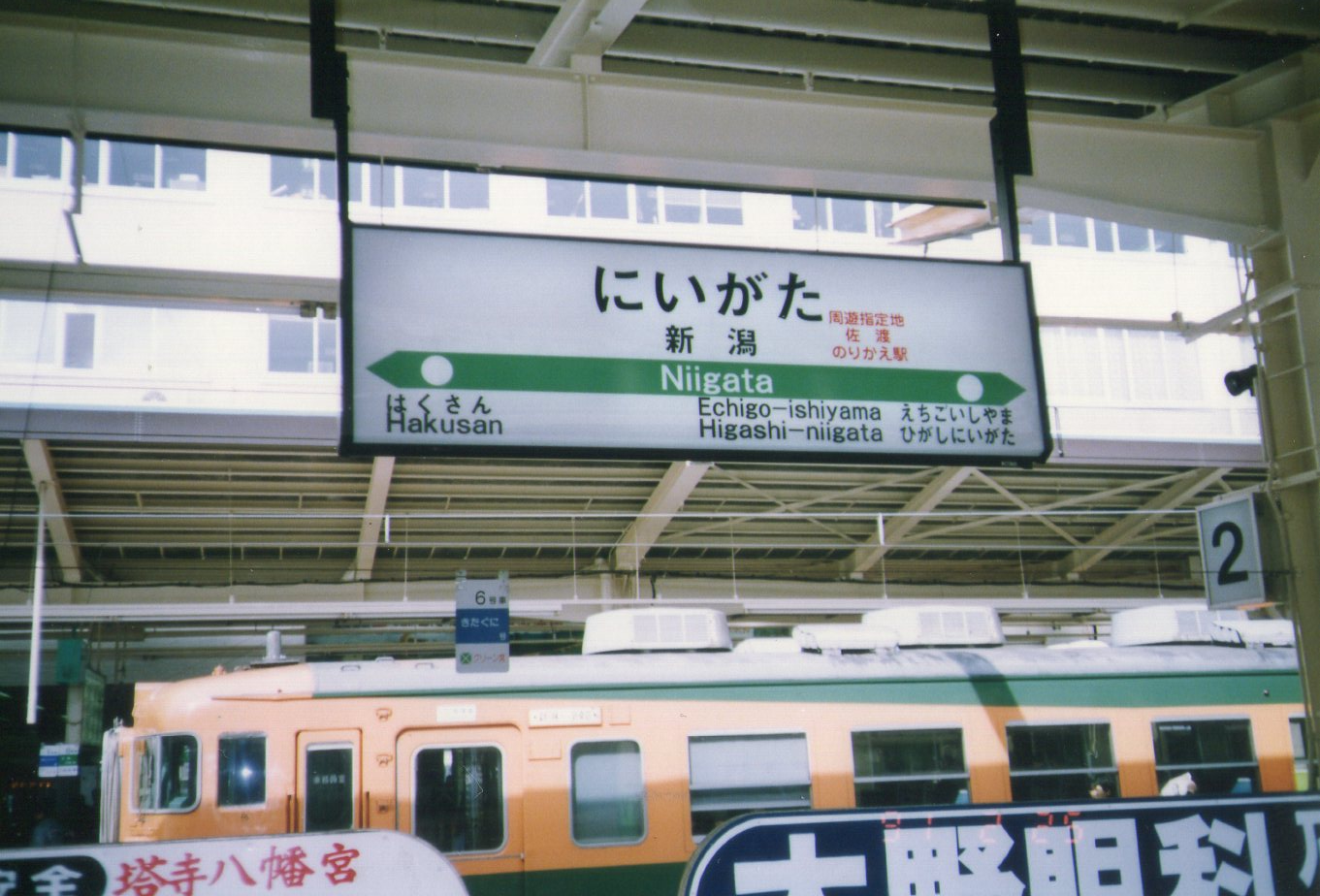
旧地上ホームの駅名標（1991年2月）。佐渡の文字は後に消去されたがこの駅名標自体は2018年4月の地上ホーム廃止まで残っていた。
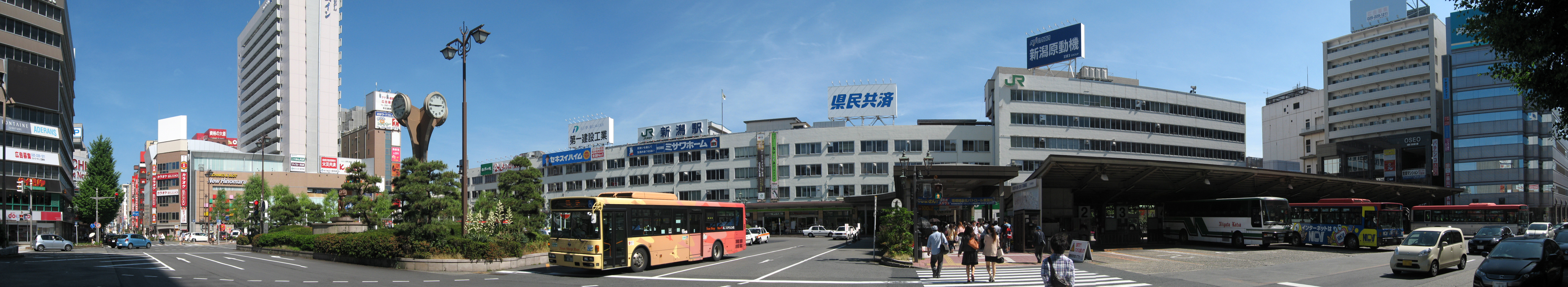
東大通りから見た、旧万代口駅前広場（2013年）
新潟駅南口のタマ公像（2022年3月）

#### 現駅舎
駅のエントランスは、大きく分けて南北に2箇所ある。万代口と南口の2つの大きな出入口があり、双方は高架上にある東改札側と西改札側の自由通路、および地上の駅高架下バスターミナルの自由通路でつながれている。万代口と南口の双方にペデストリアンデッキが整備されている（万代口側は2024年〈令和6年〉6月時点で工事中）。駅構内には東改札側および西改札側にみどりの窓口および券売機がある。
西改札・東改札の両改札とも、現在は万代口と南口の中間に位置しており、両改札から万代口側・南口側のいずれにも出ることができる。高架化前は万代口駅舎と南口駅舎に分かれていたが、現在は万代口側と南口側で駅舎が一体化している。
在来線東改札付近には吹き抜け広場「ガタリウム」があり、イベントスペースとなっている他2階コンコースやCoCoLo、万代口方面それぞれとつながっている（早朝・夜間は閉鎖）。
駅構内には商業施設（CoCoLo）があり、高架ホーム全線開業の日である2022年（令和4年）6月5日より2階東改札側で新たな商業施設が部分的に開業し、そこから段階的に商業施設の整備を進めていき2023年（令和5年）2月23日には3COINS（新潟県1号店）やマツモトキヨシ（matsukiyoLAB）が出店。2024年（令和6年）には「CoCoLo新潟」が約170店舗を構えた大規模な商業施設として全面リニューアル開業し3月27日・4月25日、および5月29日の3回に分けて各エリアがオープン。
成城石井（3月21日先行オープン）が新潟県内に初出店するほか、地元製菓会社亀田製菓・栗山米菓・ブルボンのコンセプトショップ、県内初出店となる「牛たん炭焼　利久」や「ゼッテリア」、19年ぶりに新潟市内へ進出する明治屋などのほか、「CoCoLo万代」時代から継承される生鮮食料品売り場「けんこう市場」を中心として高架化工事に伴い一度閉店した「CoCoLo」の主な店舗も再オープンした。
2024年（令和6年）6月時点で、万代口側のエントランスにペデストリアンデッキが設置工事中であり、旧万代口駅舎跡地には万代口広場が2025年（令和7年）ごろに供用される予定である。2024年（令和6年）時点で、改札から万代口へ抜けるには、東改札の場合は吹き抜け広場ガタリウムを経由するかバスターミナルおよび高架下自由通路へ降りて行くのが最短で、西改札の場合はCoCoLo1FWESTSIDE方面のエスカレーターを降りて万代口に出ることができる。ただし、ガタリウムは早朝（7時まで）・夜間（22時以降）は閉鎖されるため、早朝・夜間のみ通り抜けができない。
万代口周辺から万代シテイにかけての地区は「新潟市ぽい捨て等および路上喫煙の防止に関する条例」に基づいて「路上喫煙制限地区」に指定されている。駅舎に最も近い喫煙所は、万代口バスターミナル西側の歩道上（オセオ弁天前）に設置されている。
南口側出入口については上越新幹線開業にあたって整備され、前述の駅周辺整備事業によって拡張されたのが「南口」である。駅舎正面からペデストリアンデッキ（新潟駅舎南側歩行者通路）への出入口自動扉付近東側に、忠犬タマ公の像が設置されている。
南口駅前広場から駅舎へは東側通路・西側通路と、駅舎正面の2箇所の出入口（中央部は東改札口横〈旧南中央口〉、西側は西改札口横に接続。いずれもエスカレータ設置）、駅舎正面に架設されたペデストリアンデッキの計5箇所から出入りすることができる。デッキ上の駅舎正面には東改札側・西改札側の2箇所の出入口と、東側連絡通路側には東側通路と「CoCoLo南館」への出入口があり、中央部には地平部とを階段・エレベーターで連絡する「コネクターキューブ」が2基、エスカレータが上下各1基設けられている。かつて南口駅舎2階に存在したCoCoLo本館 東に関しては上記の万代口側にも存在するCoCoLo新潟East side（2024年3月27日開業）の一部となっている。
南口側1階は、中央部から西側（タクシー・送迎車両用ロータリー側）にかけて駅ビル「CoCoLo中央」が出店していたが駅工事に伴い閉鎖し、現在その場所はCoCoLo新潟 1F WEST SIDEとなっている。東側（バスターミナル側）にはかつて新潟市の運営による交通・観光情報発信施設「情報ポケット新潟」（あいぺこっと にいがた）があり、列車・バスの発車案内や市内の観光案内などを行っていた。
なお、南口周辺も万代口周辺同様、前述の「路上喫煙制限地区」に指定されている。駅舎に最も近い喫煙所は、東側連絡通路の階段下に設置されている。

### 自由通路
駅舎南北を連絡する自由通路が架設され、万代広場側と南口広場側に連絡している。新潟駅旧東側自由通路ならびに旧西側自由通路は新潟市が設置したもので両端にあるエレベーターなどを含めた管理は中央区建設課が行っている。東側、西側連絡通路万代口側は駅工事に伴い閉鎖。
自由通路に接続する通路として、南口にあるLEXNビルの取付部の通路が西側自由通路にある。こちらはLEXNビルの敷地から接道する形で新潟駅西側自由通路に利便性向上のため接続しているもので、管理は新潟市ではなくLEXNビル側となる。 
ただし、南口駅舎内および駅ビル内はJR東日本新潟支社とJR東日本新潟シティクリエイトが管理を行っている。
2023年（令和5年）3月25日に駅高架下に階段を登り降りせず南北に行き来できる自由通路が開通した。

#### 東側連絡通路
1980年（昭和55年）に供用を開始した東側連絡通路には「新潟駅ビルCoCoLo」の「CoCoLo南館」があり、このうち「CoCoLo南館」の 2 - 3階には「ビックカメラ新潟店」が出店している。万代口側では複合ビル「ガレッソ花園」の2階と直結し、駅舎内と駅舎外の階段2本とエスカレータ1基が設けられている。南口側ではバスプール（臨時バス・貸切バス用）と「アートホテル新潟駅前」を内包する複合ビル「プラーカ」1・2と直結し、階段2本が設けられている。通行できるのは歩行者のみで、終電から始発の間（0:30 - 4:30）は閉鎖される。この東側通路のCoCoLo南館とプラーカ1横にはエレベーターが設置され、車椅子などは南口駅舎と駅前広場との間で介助なしに通行できる。ただし万代口側には段差があるため、介助なしでは駅舎南北間の通行はできない。なお、高架化工事に伴って2013年（平成25年）10月27日に、在来線架橋部が仮設通路へ切り替えられた。駅工事に伴い万代口側に通り抜けができなくなっていたが、2024年（令和6年）3月27日にCoCoLo（East side、かつてのCoColo東 本館であった場所）の開業に伴い再び通り抜けが可能となり、工事期間は改札口へも一度屋外を経由する必要があったが、屋外を経由せず行くことが可能となった。

#### 西側連絡通路
1989年（平成元年）に供用を開始した西側連絡通路には、南口駅舎内に「CoCoLoフードコート」と「ヨドバシカメラ新潟店」があったが、CoCoLoフードコートは2016年（平成28年）3月31日に、ヨドバシカメラ新潟店は2016年（平成28年）3月21日にそれぞれ閉店した（ヨドバシカメラ新潟店に関しては2016年〈平成28年〉3月24日に新潟駅万代口前に「ヨドバシカメラマルチメディア新潟駅前店」として拡大移転オープンした）。ヨドバシカメラ新潟店跡地には、新潟駅第1期高架化開業日の2018年〈平成30年〉4月15日に新潟の魅力発信・醸成を行う食文化発信拠点施設「Cocolo西N+」がオープンした。
南口側の通路沿いには「ホテルメッツ新潟」と同ホテル棟の商業フロア「CoCoLo西館」がある。万代口側では複合ビル「オセオ弁天」の2階と階段があるが直結している。駅前広場の万代口バスターミナル横に階段1本とエレベーター1基が設けられている。南口側はプラーカ3そばに階段2本とエレベーター1基が設けられている。南口側ではさらに複合施設「LEXN」の2階とペデストリアンデッキで直結している。西側通路とLEXNのデッキとの間には高低差があるため、LEXN側に階段とエレベーターが設置されている。この西側通路は24時間通行可能で、歩行者の他に自転車の通行も可能である。通路内では危険防止のため、自転車は押して進むように呼びかけるアナウンス（BGM：新潟市民歌『砂浜で』）が昼間時間帯に放送され、新潟弁での放送もある。また通路上に段差が無いため、車椅子などでも介助なしに駅舎南北を通行することができる。こちらも高架化工事に伴って2013年（平成25年）6月25日、在来線架橋部が仮設通路へ切り替えられた。新たなバスターミナルの供用に伴い2024年（令和6年）3月31日、万代口側の西側連絡通路（オセオ弁天側）を閉鎖し新たな通路に切り替わった。
「ホテルメッツ新潟」では、駅ナカシェアオフィス が、東西通路の西側に駅ナカシェアボックスが、また、駅ビルCoCoLo南館の1階の「MOYORe:」にシェアスペースがそれぞれ分散して設置されている。

#### 東西通路
東側通路と西側通路の相互間は南口側で直結し、前述の南口駅舎の南側歩行者通路（ペデストリアンデッキ）と駅舎2階の南側部分で連絡している。経路は（東側通路から）在来線東改札口を経由してインフォメーションセンター角を左に折れ、新幹線コンコースを南側に迂回（うかい）し、トイレ、南口ATMコーナーなどの横を通り、抜けた先が西側通路となる。
この東西間の通路は当初設置されず、西側連絡通路の供用開始当初もこの通路はなかった。そのため利用者から「駅舎の東西が行き来できない」などといった苦情が多く寄せられ、1990年代半ばに急遽整備されたものである。駅舎そのものが自由通路の設置を想定して設計されたものではないことなどから道幅が非常に狭隘な上、通行者数も非常に多いことから利用者からは不評で、バリアフリーの観点からも再整備を求める意見が度々寄せられていた。
2009年（平成21年）2月のペデストリアンデッキ増設によって東西通路間の通行環境は大幅に改善されたものの、デッキは現在西口の改札口東側手前で施工を中断して暫定供用しているため（南口駅舎の空調ダクト2基が西側通路を挟み込むように設置されているため、駅舎そのものも改修する必要が生じる）、西口・西側通路側は駅舎内の通路のみが東西間のアクセス通路となる。なお、西改札口横には以前タイトーが運営するゲームセンター「ゲームメイト」が出店していたが、2008年（平成20年）12月末に閉店し、店舗跡は新幹線待合室と改札口周辺部の通路拡張に充当され、2009年（平成21年）9月中旬に順次供用を開始した。

### 駅ビル
駅ビルは、駅舎内の全6フロアから成っている。駅ビルの沿革・各フロアの主な出店テナントなど、その他詳細は「CoCoLo」の項目を参照。
駅レンタカーの窓口（ジェイアール東日本レンタリース新潟営業所）は東側連絡通路の南口寄り、「CoCoLo南館」3階に設置されている。車両の受け渡しは同館1階で行われる。
自動体外式除細動器（AED）が在来線改札口など駅構内数箇所に設置されている。

### ATMコーナー
当駅には第四北越銀行、大光銀行、JAバンク、VIEW ALTTEのATMが設置されている。

## 利用状況

### 1日平均乗車人員
JR東日本によると、2023年度（令和5年度）の1日平均乗車人員は33,188人である。また、新幹線の1日平均乗車人員は8,908人である。
2000年度（平成12年度）以降の推移は以下のとおりである。
| 1日平均乗車人員推移 | 1日平均乗車人員推移 | 1日平均乗車人員推移 | 1日平均乗車人員推移 | 1日平均乗車人員推移 | 1日平均乗車人員推移 | 1日平均乗車人員推移 | 1日平均乗車人員推移 | 1日平均乗車人員推移 |
| 年度                | 計                  | 計                  | 計                  | 新幹線              | 新幹線              | 新幹線              | 新幹線              | 出典                |
| 年度                | 定期外              | 定期                | 合計                | 定期外              | 定期                | 合計                | 前年度比            | 出典                |
| ------------------- | ------------------- | ------------------- | ------------------- | ------------------- | ------------------- | ------------------- | ------------------- | ------------------- |
| 2000年（平成12年）  |                     |                     | 36,894              | 非公表              | 非公表              | 非公表              | 非公表              | [ p 2 ]             |
| 2001年（平成13年）  |                     |                     | 37,185              | 非公表              | 非公表              | 非公表              | 非公表              | [ p 3 ]             |
| 2002年（平成14年）  |                     |                     | 37,407              | 非公表              | 非公表              | 非公表              | 非公表              | [ p 4 ]             |
| 2003年（平成15年）  |                     |                     | 37,612              | 非公表              | 非公表              | 非公表              | 非公表              | [ p 5 ]             |
| 2004年（平成16年）  |                     |                     | 36,300              | 非公表              | 非公表              | 非公表              | 非公表              | [ p 6 ]             |
| 2005年（平成17年）  |                     |                     | 37,050              | 非公表              | 非公表              | 非公表              | 非公表              | [ p 7 ]             |
| 2006年（平成18年）  |                     |                     | 36,769              | 非公表              | 非公表              | 非公表              | 非公表              | [ p 8 ]             |
| 2007年（平成19年）  |                     |                     | 36,849              | 非公表              | 非公表              | 非公表              | 非公表              | [ p 9 ]             |
| 2008年（平成20年）  |                     |                     | 37,012              | 非公表              | 非公表              | 非公表              | 非公表              | [ p 10 ]            |
| 2009年（平成21年）  |                     |                     | 36,396              | 非公表              | 非公表              | 非公表              | 非公表              | [ p 11 ]            |
| 2010年（平成22年）  |                     |                     | 36,269              | 非公表              | 非公表              | 非公表              | 非公表              | [ p 12 ]            |
| 2011年（平成23年）  |                     |                     | 36,711              | 非公表              | 非公表              | 非公表              | 非公表              | [ p 13 ]            |
| 2012年（平成24年）  | 16,974              | 20,347              | 37,322              | 8,036               | 710                 | 8,747               |                     | [ p 14 ] [ ps 2 ]   |
| 2013年（平成25年）  | 17,450              | 20,977              | 38,427              | 8,215               | 761                 | 8,976               |                     | [ p 15 ] [ ps 3 ]   |
| 2014年（平成26年）  | 17,391              | 19,877              | 37,269              | 8,285               | 720                 | 9,005               |                     | [ p 16 ] [ ps 4 ]   |
| 2015年（平成27年）  | 17,309              | 20,137              | 37,446              | 8,044               | 1,033               | 9,077               |                     | [ p 17 ] [ ps 5 ]   |
| 2016年（平成28年）  | 17,434              | 19,911              | 37,345              | 8,153               | 1,103               | 9,256               |                     | [ p 18 ] [ ps 6 ]   |
| 2017年（平成29年）  | 17,532              | 19,928              | 37,461              | 8,369               | 1,162               | 9,531               |                     | [ p 19 ] [ ps 7 ]   |
| 2018年（平成30年）  | 17,713              | 19,759              | 37,472              | 8,544               | 1,198               | 9,742               |                     | [ p 20 ] [ ps 8 ]   |
| 2019年（令和元年）  | 16,785              | 19,613              | 36,398              | 7,974               | 1,257               | 9,232               |                     | [ p 21 ] [ ps 9 ]   |
| 2020年（令和02年）  | 7,896               | 16,952              | 24,849              | 2,542               | 1,314               | 3,857               | −58.2%              | [ p 22 ] [ ps 10 ]  |
| 2021年（令和03年）  | 9,328               | 16,948              | 26,277              | 3,503               | 1,397               | 4,900               | 27.1%               | [ p 23 ] [ ps 11 ]  |
| 2022年（令和04年）  | 12,661              | 17,108              | 29,769              | 5,722               | 1,450               | 7,172               | 46.4%               | [ p 24 ] [ ps 12 ]  |
| 2023年（令和05年）  | 15,493              | 17,695              | 33,188              | 7,393               | 1,515               | 8,908               | 124.5%              | [ p 1 ] [ ps 1 ]    |

### 対東京年間輸送人員
JR東日本によると、コロナ禍の影響が無かった2018年度（平成30年度）の東京 - 新潟間の年間輸送人員は、新幹線が約523.0万人（シェア100%）、航空機が0人（シェア0%）、新幹線と航空機の合計は約523.0万人である。
東京 - 新潟間における新幹線の輸送人員は、東京 - 金沢間の約339.4万人、東京 - 富山間の約294.3万人を上回り北陸地方1位となっている。また、新幹線と航空機を合わせた輸送人員でみても、東京 - 金沢間の約460.9万人、東京 - 富山間の約328.9万人を上回る。
| 東京 - 新潟 年間輸送人員（千人） | 東京 - 新潟 年間輸送人員（千人） | 東京 - 新潟 年間輸送人員（千人） | 東京 - 新潟 年間輸送人員（千人） | 東京 - 新潟 年間輸送人員（千人） |
| 年度                             | 新幹線                           | 航空機                           | 合計                             | 出典                             |
| -------------------------------- | -------------------------------- | -------------------------------- | -------------------------------- | -------------------------------- |
| 2014年（平成26年）               | 4,743                            | -                                | 4,743                            | [ 51 ]                           |
| 2014年（平成26年）               | 100%                             | 0%                               | 100%                             | [ 51 ]                           |
| 2015年（平成27年）               | 4,853                            | -                                | 4,853                            | [ 51 ]                           |
| 2015年（平成27年）               | 100%                             | 0%                               | 100%                             | [ 51 ]                           |
| 2016年（平成28年）               | 4,947                            | -                                | 4,947                            | [ 51 ]                           |
| 2016年（平成28年）               | 100%                             | 0%                               | 100%                             | [ 51 ]                           |
| 2017年（平成29年）               | 5,090                            | -                                | 5,090                            | [ 51 ]                           |
| 2017年（平成29年）               | 100%                             | 0%                               | 100%                             | [ 51 ]                           |
| 2018年（平成30年）               | 5,230                            | -                                | 5,230                            | [ 51 ]                           |
| 2018年（平成30年）               | 100%                             | 0%                               | 100%                             | [ 51 ]                           |
| 2019年（令和元年）               | 5,021                            | -                                | 5,021                            | [ 51 ]                           |
| 2019年（令和元年）               | 100%                             | 0%                               | 100%                             | [ 51 ]                           |
| 2020年（令和02年）               | 1,436                            | -                                | 1,436                            | [ 51 ]                           |
| 2020年（令和02年）               | 100%                             | 0%                               | 100%                             | [ 51 ]                           |
| 2021年（令和03年）               | 2,160                            | -                                | 2,160                            | [ 51 ]                           |
| 2021年（令和03年）               | 100%                             | 0%                               | 100%                             | [ 51 ]                           |
| 2022年（令和04年）               | 3,682                            | -                                | 3,682                            | [ 51 ]                           |
| 2022年（令和04年）               | 100%                             | 0%                               | 100%                             | [ 51 ]                           |
| 2023年（令和05年）               | 4,887                            | -                                | 4,887                            | [ 51 ]                           |
| 2023年（令和05年）               | 100%                             | 0%                               | 100%                             | [ 51 ]                           |

JR東日本によると、2024年（令和6年）3月時点で、新幹線の所要時間は最速1時間29分、運賃（通常期）は10,760円、1日24往復運行されている。新潟県と東京都の間に航空機は運航されていない。
| 2018年度（平成30年度） 北陸地方の対東京年間輸送人員（千人） | 2018年度（平成30年度） 北陸地方の対東京年間輸送人員（千人） | 2018年度（平成30年度） 北陸地方の対東京年間輸送人員（千人） | 2018年度（平成30年度） 北陸地方の対東京年間輸送人員（千人） | 2018年度（平成30年度） 北陸地方の対東京年間輸送人員（千人） |
| 区間                                                        | 新幹線                                                      | 航空機                                                      | 合計                                                        | 出典                                                        |
| ----------------------------------------------------------- | ----------------------------------------------------------- | ----------------------------------------------------------- | ----------------------------------------------------------- | ----------------------------------------------------------- |
| 東京 - 新潟                                                 | 5,230                                                       | -                                                           | 5,230                                                       | [ 51 ]                                                      |
| 東京 - 新潟                                                 | 100%                                                        | 0%                                                          | 100%                                                        | [ 51 ]                                                      |
| 東京 - 金沢                                                 | 3,394                                                       | 1,215                                                       | 4,609                                                       | [ 51 ]                                                      |
| 東京 - 金沢                                                 | 74%                                                         | 26%                                                         | 100%                                                        | [ 51 ]                                                      |
| 東京 - 富山                                                 | 2,943                                                       | 346                                                         | 3,289                                                       | [ 51 ]                                                      |
| 東京 - 富山                                                 | 89%                                                         | 11%                                                         | 100%                                                        | [ 51 ]                                                      |

## 駅弁
JR東日本クロスステーション（旧：日本レストランエンタプライズ〈NRE〉）が運営する常設売店「駅弁屋」は、南口2階・新幹線東改札前の2箇所、南口2階・西改札の4箇所に出店している（うち西改札売店は多客時のみ営業）。
当駅の駅弁は新潟三新軒をはじめ、新津駅東口に調製場を置く三新軒・新発田三新軒と神尾商事神尾弁当部の計4社が調製を行っている。
主な駅弁は下記の通り。
- あがの姫牛VS越後もち豚
- えんがわサーモンいくら
- のどぐろとにしんかずのこさけいくら
- 柳都御膳
- えんがわ押し寿司
- 鮭ざんまい
- SLばんえつ物語弁当
- 鮭の押寿司
- 鮭はらこ弁当
- 小鯛寿司
- のどぐろ天麩羅と海老づくし弁当（土曜・休日のみ販売）
- のどぐろと村上牛しぐれ
- あがの姫牛と焼き鮭弁当
- 焼きサーモンいくら弁当

### 立食いそば店
かつて旧万代口駅舎時代には立ち食いそば・うどん店が改札内外に出店しており、改札内にはすべての在来線ホームと新幹線の13・14番線にNREの運営による「新潟庵」が、改札外の旧万代口1階にJR東日本新潟シティクリエイトの運営による「やなぎ庵」、CoCoLo万代地下1階に「手打うどん さぢみ」があった。かつては西口改札前にも前述の「新潟庵」が出店していた。
改札外店舗のうち旧万代口側の2店舗は共に特徴があり、「やなぎ庵」には中華麺とチャーシュー、メンマなどラーメンの具材に、冷した和風のつゆをかけた「冷しラーメン」がある。一方の「さぢみ」は手打ち風（機械打ち）のコシの強いうどんが特徴で、生地は注文の状況に合わせてその場で打ち上げられていた。
1990年代半ばから2007年（平成19年）まではNREが小嶋屋（新潟県十日町市、十日町小嶋屋）と契約し、同社のブランドによる「NRE雪中庵」を店名としていた。西口改札前の店舗は2000年代前半に新設されたものである。
旧在来線地上ホーム上の店舗のうち、旧4・5番線の店舗だけは当駅で駅弁を販売する三新軒が運営し、特にブランド名は冠していなかった。しかし、三新軒は2007年（平成19年）末をもって立ち食いそば事業から撤退し、旧4・5番線も一旦閉店。その後他の店舗同様NREの運営となり、店名も同じ「新潟庵」として2008年（平成20年）6月に営業を再開した。その後、旧2・3番線、旧4・5番線の店舗は2009年（平成21年）春に閉店し、「いなほ」や「SLばんえつ物語」が発着することもあって島式ホームの中では最後まで残った6・7番線の店舗も、連続立体交差事業進捗に伴って2012年（平成24年）11月に閉店した。高架化後もしばらく旧1番線で新潟庵が営業していたがここも2018年（平成30年）11月30日をもって閉店し、在来線ホームから立ち食いそば店が消滅した。
その後、改札内では新幹線ホーム13・14番線のみ残っていたが、こちらも2020年（令和2年）に閉店。万代口改札外にあった「やなぎ庵」も2020年（令和2年）9月27日をもって閉店し、新潟駅構内から立食いそば店は一時完全に姿を消した。その後新潟駅改装工事の進捗に伴い、2023年（令和5年）6月14日、西口改札並びに「やなぎ庵」が開店し、約二年半ぶりに新潟駅の立ち食いそば店が復活した。

### 三色だんご
この他、新潟都市圏のキオスク、NewDaysで売られている「三色だんご」も名物として知られており、当駅ではNewDaysで販売している。詳細については新津駅の「三色だんご」の項を参照。

## 駅周辺

### 万代口側
新潟駅の表玄関。新潟駅から万代を経由して古町までの都心軸は、新潟市によって「にいがた2km」という愛称が付けられている。旧駅舎時代の市街地は現在の流作場五差路付近が南端だったが、1958年の新潟駅移転後は開発が一気に進み、1964年の新潟国体までの間に急速に市街地化した。万代へはバス（萬代橋ライン）で5分、古町へは10分ほど。新潟市役所へは隣駅の白山駅が最寄り駅となる。

### 南口側
新潟地震以降、1960年代後半から急速に市街地化したのが当時「駅裏」と呼ばれた駅南地区である。当初は住宅地としての開発が主だったが、新幹線開業直前の1982年（昭和57年）5月に南口が設けられると市街地化が急速に進んだ。
このような経緯から、南口周辺は住宅地と商業地が混在している。2000年代中盤からは駅ビルの新フロア建設や、長らく凍結されていた再開発事業の再開などにより、駅周辺の風景も変貌を遂げた。
- プラーカ新潟
  - アートホテル新潟駅前（プラーカ1、3階 - 12階）
  - ジュンク堂書店新潟店（プラーカ1、1階 - 地下1階、プラーカ2の地下1階と連結）
- 新潟市道駅南線（けやき通り）
  - 年末年始は、歩道に植栽されたケヤキ並木にイルミネーションが施される「NIIGATA光のページェント」が実施される
- 新潟市道南2-159号、新潟市道笹口紫竹山線（弁天線）
  - 国道8号（新潟バイパス）・弁天ICまで約5分
  - 国道7号・8号（新潟バイパス）、国道49号（亀田バイパス）・紫竹山ICまで約8分
- 新潟県道51号新潟黒埼インター笹口線（笹出線）
- ひもろぎビル
  - ドン・キホーテ 新潟駅南店
- 新潟信用金庫 米山支店

新潟市は、駅周辺に分散している高速バス発着場を南口に集約することを計画している（下記の#路線バス・高速バスも参照）。

## 路線バス・高速バス

### 新潟駅バスターミナル
路線バスはかつて万代口（新潟駅バス停）・南口（新潟駅南口バス停）から各々発着していたが、2024年（令和6年）3月31日に、駅の南北を貫通する新しいバスターミナル（バス停名は「新潟駅」）が完成。連続立体交差事業で高架化した駅舎下の東寄りに万代口・南口の双方からバス発着のできる「交通広場」が南口バスターミナルを延伸させて設けられ、バスターミナルが一体化した。このバスターミナルは主に新潟交通とその子会社に当たる新潟交通観光バスの路線バスなどが発着している。高速路線バス（高速バス）は、新潟交通などは東大通沿いに設けられたバス停、旧ツアーバス系は南口臨時バスターミナルを発着する。
降車場は一般路線バスがバスターミナル内（万代口側・南口側双方の入口すぐにある）、高速路線バスが東大通沿いのINPEX新潟ビルディング（旧：帝石ビルディング）前となっている。なお旧バスターミナル時代には、一般路線バスのうち西小針線 (W2) や空港・松浜線 (E2) をはじめとする一部路線はキャパシティの問題からロータリーには乗り入れることができず、旧：帝石ビル前が降車場となっていたが、駅高架下にバスターミナルが移設される段階で解消された。
新潟交通グループが運行する路線バスには、アルファベット1桁と数字2桁から成る3桁の系統番号が付与されている。アルファベットは運行方面、中1桁は路線番号、下1桁は運行系統を表している。
| 方面など                                                   | 記号・ラインカラー                      |
| ---------------------------------------------------------- | --------------------------------------- |
| BRT                                                        | ■ 「B」（朱色）                         |
| 新潟市中心部                                               | ■ 「C」（Central、オレンジ）            |
| 南新潟方面（中央区南部・江南区・秋葉区方面）、阿賀野市方面 | ■ 「S」（South、グリーン）              |
| 西新潟方面（西区・南区方面）                               | ■ 「W」（West、ブラウンまたはマゼンタ） |
| 東新潟方面（北区・東区方面）、新発田市方面                 | ■ 「E」（East、ブルー）                 |

2024年（令和6年）3月時点ののりばは以下の通りである。
| 乗り場 | 路線名                | 系統・行先 |
| ------ | --------------------- | --- |
| 1      | ■ C6 八千代橋線       | C60：入船営業所 |
| 1      | ■ C7 柳都大橋線       | C70：入船営業所 |
| 1      | ■ C8 新大病院線       | C80：新潟大学病院 |
| 2      | ■ E4 大形線           | - E40：一日市 - E42：津島屋 - E43：大江山連絡所前 - E44：新潟競馬場 - E45：豊栄駅前 - E46：新発田営業所                                                             |
| 2      | ■ E5 牡丹山線         | - E50：北高校前 - E51：東部営業所 |
| 2      | ■ E6 竹尾線           | - E60：木戸病院・竹尾 - E61：NOCプラザ・竹尾 |
| 3      | ■ E8 石山線           | - E80：北高校前 - E81：大江山連絡所前 |
| 3      | ■ S8 京王団地線       | S80：南長潟・イオンモール新潟亀田インター・南部営業所 |
| 3      | ■ W7 大野・白根線     | - W70：白根・潟東営業所 - W74：【■ 快速】白根・潟東営業所 |
| 4      | ■ E2 空港・松浜線     | - E20：松浜 - E21：船江町 - E22：新潟空港 - E23：新潟競馬場 - E24：北部営業所 - E25：新潟医療福祉大学 - E26：太郎代浜                                               |
| 5      | ■ E1 臨港線           | E10・E11・E12臨港病院前 |
| 5      | ■ E3 河渡線           | - E30：向陽三丁目・下山スポーツセンター - E31：海老ケ瀬木工団地・下山スポーツセンター                                                                               |
| 6      | ■ BRT 萬代橋ライン    | - B10：青山 ※一部便は青山から■ W3 寺尾線・■ W4 大堀線に直通 - B11：青山・青山本村・青山一丁目 - B12：市役所前 - B13：青山・西部営業所 ※萬代橋ラインの停留所番号は01 |
| 7      | ■ W2 西小針線         | - W20：坂井・内野営業所 - W21：新潟大学・内野営業所 - W22：信楽園病院                                                                                               |
| 8      | ■ W1 有明線           | - W10：内野営業所 - W11：五十嵐一ノ町・グリーン団地 - W12：信楽園病院                                                                                               |
| 8      | ■ S5 女池線           | S51：市役所前 |
| 8      | ■ C3 信濃町線         | - C30・C31：西部営業所 - C32：信濃町※一部は信濃町から、浜浦町線 C21新潟駅前行として循環運行                                                                         |
| 9      | ■ C2 浜浦町線         | - C20：西部営業所 - C21：信濃町※一部は信濃町から、信濃町線 C32新潟駅前行として循環運行 - C22：新潟青陵大学・水族館前                                                |
| 10     | ■ S2 鳥屋野線         | - S20：曽野木ニュータウン - S21：曽川・嘉木 - S22：酒屋車庫 - S23：酒屋・小須戸                                                                                     |
| 10     | ■ S3 水島町線         | - S30：美咲合同庁舎 - S31：西部営業所 |
| 10     | ■ S4 上所線           | - S40：女池愛宕 - S41：ユニゾンプラザ前 |
| 11     | イベント臨時バス      | |
| 12     | ■ S9 亀田・横越線     | - S90：水原 - S91：【■ 急行】水原 - S93：【■ 急行】保田 - S94・S96：新津駅・秋葉区役所 - S95：京ヶ瀬営業所 - S97：酒屋車庫 - S98：亀田駅西口                        |
| 12     | ■ E7 はなみずき線     | E70：木戸病院 |
| 12     | 免許センター線        | 【■ 急行】免許センター |
| 12     | 東区区バス 河渡ルート | 東01：東区役所前 |
| 13     | ■ S5 女池線           | - S51：女池愛宕 - S52：新潟市民病院 |
| 13     | ■ S6 長潟線           | S60・S62：市役所前 |
| 13     | ■ W7 大野・白根線     | W73：潟東営業所 |
| 14     | ■ C1 県庁線           | - C10：市役所前 - C12：県庁 - C13：県庁前・美咲合同庁舎 |
| 15     | ■ S6 長潟線           | - S60・S61・S62：南部営業所 - S63：大江山連絡所前 |
| 16     | ■ S7 スポーツ公園線   | - S70：新潟市民病院 - S71：曽野木ニュータウン - S72：大野 |
| 16     | ■ E9 山二ツ線         | E90：北高校前 |
| 17     | 佐渡汽船線            | 朱鷺メッセ・佐渡汽船・ピアBandai |
| 18     | ■ 空港リムジン線      | 新潟空港 |
| 18     | 新潟市観光循環バス    | |

4番線はバスターミナル開業以来、万代広場上空東西自由通路（ペデストリアンデッキ）工事のため駅前ロータリー内に設置されていたが、2024年（令和6年）9月21日にバスターミナル内に移設された。

### 東大通バスのりば
駅正面から北側へ伸びる東大通沿いにもバス停が設けられている。バス停名は「新潟駅前」で、高速路線バスのりばとなっている。
| 乗り場                                | 路線名                       | 系統・行先 |
| ------------------------------------- | ---------------------------- | --- |
| 県内高速バスのりば（東大通ビル前）    | ときライナー                 | - 糸魚川駅前 - 高田駅前・直江津駅前 - 柏崎駅前 - 六日町・十日町車庫 - 長岡駅前 - 東三条駅前 - 燕駅前 - 安田・五泉・村松駅バスターミナル |
| 県外高速バスのりば（第3マルカビル前） | 高速東京線                   | 川越的場・練馬・池袋・新宿 |
| 県外高速バスのりば（第3マルカビル前） | 高速名古屋線                 | 名鉄バスセンター |
| 県外高速バスのりば（第3マルカビル前） | 高速富山線                   | 黒部・魚津・滑川・上市・富山 |
| 県外高速バスのりば（第3マルカビル前） | 高速長野線                   | 柏原・豊田・中野・小布施・須坂・長野 |
| 県外高速バスのりば（第3マルカビル前） | 高速仙台線                   | 広瀬通一番町・仙台駅東口 |
| 県外高速バスのりば（第3マルカビル前） | 高速金沢線                   | 駅西合同庁舎前・金沢駅西口 |
| 県外高速バスのりば（第3マルカビル前） | 高速山形線                   | 下関・小国・飯豊・南陽・上山・山形 |
| 県外高速バスのりば（第3マルカビル前） | 高速郡山線                   | コパル前・桑野三丁目・郡山市役所・郡山駅前                                                                                              |
| 県外高速バスのりば（第3マルカビル前） | 高速会津若松線               | 西会津IC・会津アピオ入口・北柳原・若松駅前                                                                                              |
| 降車場（帝石ビル前）                  | 高速バス県内線・県外線各路線 | 高速バス県内線・県外線各路線 |

### 南口臨時バスターミナル
バスターミナルのすぐ南側、東側連絡通路の南端（バスターミナル11番線南側）には臨時バスターミナル（旧南口バスプール）があり、現在は主に臨時バス・貸切バスが発着している。なお臨時バスターミナルからは以前、一部の高速ツアーバスが発着していた。2013年（平成25年）8月1日の制度改正を機に停留所を移転したものの、2016年（平成28年）7月に再度発着するようになった。
- 貸切バスのりば
  - 月岡温泉直通バス[62] 月岡温泉《新潟交通》
- 臨時バス降車場
- 6番線
- 7番線
  - 高速バスのりば（旧ツアーバス系）

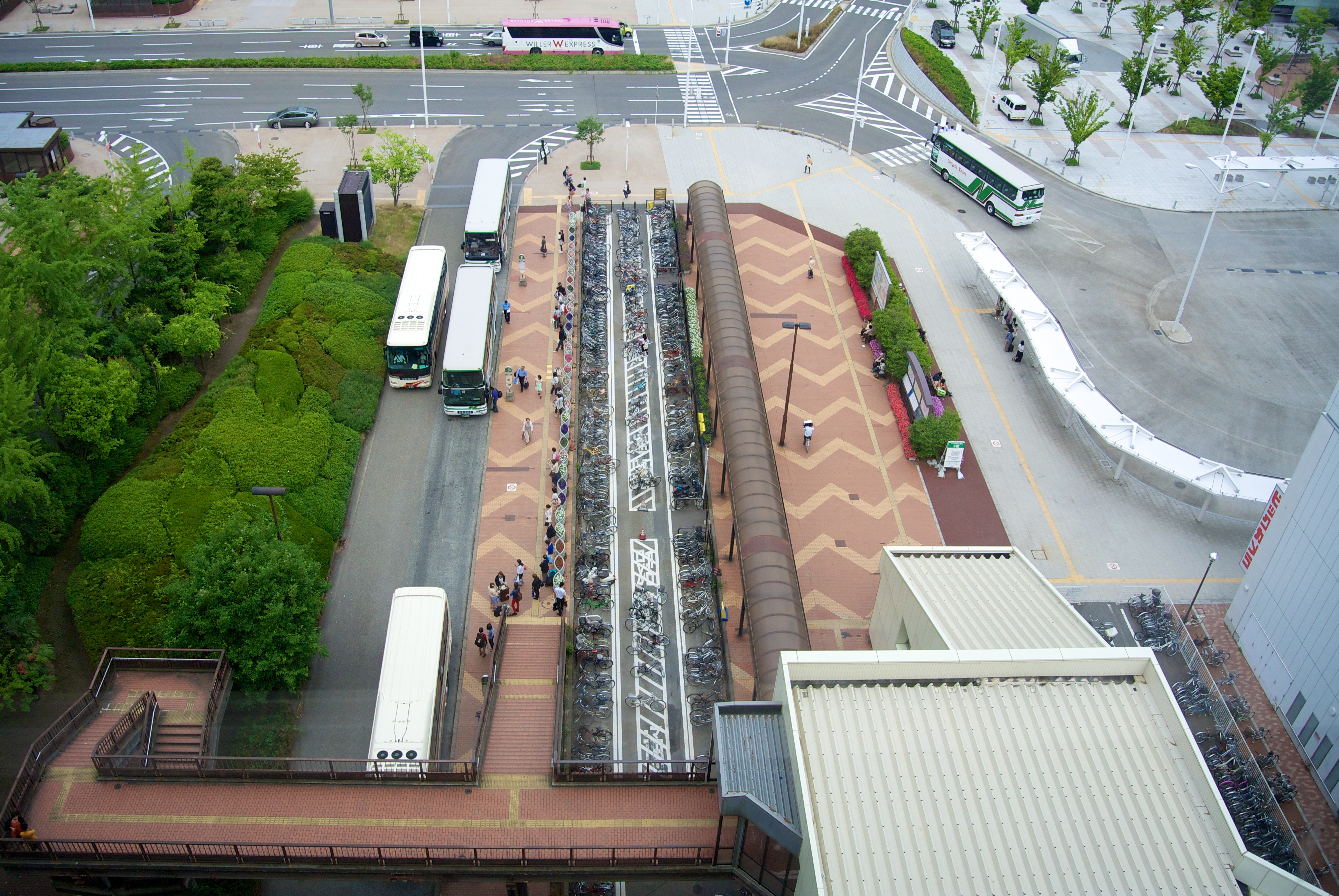
臨時バスターミナル（2013年6月）。現在は左側の階段が撤去されている。

    - 【WILLER EXPRESS】バスタ新宿・サンシャインシティ・東京駅、成田空港、東京ディズニーランド、東京ディズニーシー 《WILLER EXPRESS》
    - 【WILLER EXPRESS】ユニバーサル・スタジオ・ジャパン、なんば（OCAT） 《大阪さやま交通》
    - 【JAMJAMライナー】東京テレポート駅 《ジャムジャムエクスプレス》
    - 【キラキラ号】BUSTLE海老名 《桜交通》
- 8番線
  - 高速バスのりば（旧ツアーバス系）
    - 【アミー号】東京駅、海浜幕張 《武井観光》
    - 【アミー号】名古屋南（ささしまライブ） 《サンライズカンパニー》
    - 【NETWORK】東京ディズニーランド、サンシャインシティ 《泉観光バス》

※連続立体交差事業関連の代行バスのうち、信越線・白新線方面は6 - 8番線からの発車（到着は臨時降車場もしくは西側連絡通路裏手）となる。
※臨時バスが多数運行される場合、競馬場行きのバスのりばはバスターミナル9番線後方に変更となる。

### 旧万代口バスターミナル（2024年3月30日廃止）

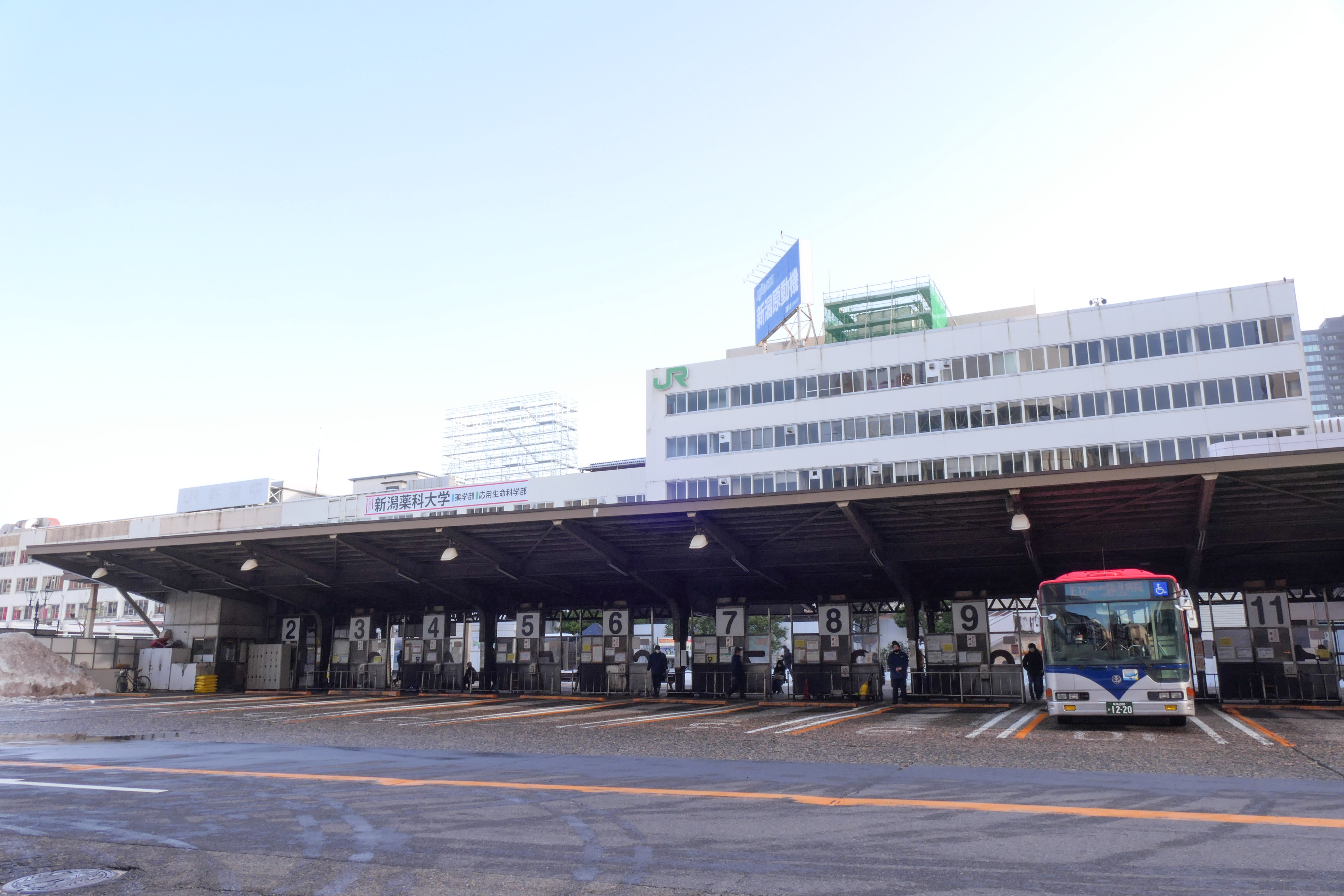
万代口バスターミナルの2 - 13番線はスイッチバック式
後方の駅舎部分はJR東日本新潟支社、JR貨物新潟支店

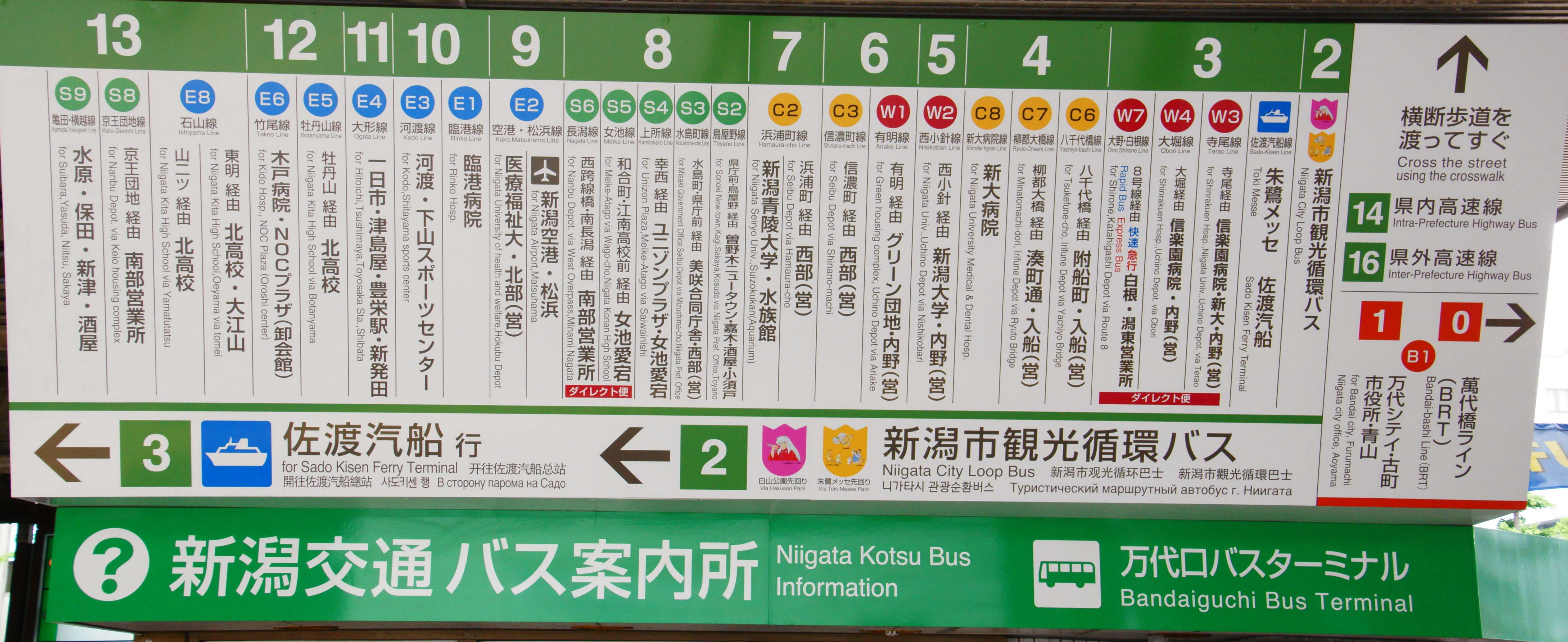
万代口バスターミナルの案内板（2016年6月）

駅前広場内のバスターミナルは一般路線バスの発着点となっており、BRT「萬代橋ライン」が発車する0・1番線は広場のロータリー沿い、その他各方面の路線が発車する2 - 13番線は車両を後退して入線させるスイッチバック式であった。
郊外からのバスは新潟駅に乗り入れず駅前通→万代シテイという経路を取るものが多く存在したが、2015年（平成27年）9月5日の「萬代橋ライン」の運行開始とそれに伴う路線再編およびダイヤ改正により、新潟市中央区中心部発着の一般路線バスは、発着地・経由地などが大幅に変更された。これまで新潟駅に直接乗り入れていなかった路線のうち、大形線、牡丹山線、竹尾線と亀田・横越線、石山線などは万代シテイ発着・新潟駅万代口経由に、空港・松浜線、河渡線は新潟駅万代口発着・万代シテイ経由に、臨港線は新潟駅万代口発着・万代町通り経由にそれぞれ変更され、一部の便を除いて新潟駅万代口へ直接乗り入れる運行形態に変更された。
一方、これまで新潟駅万代口発着となっていた新潟島東部方面（入舟地区方面の東堀通線、西堀通線）、新潟県庁舎方面（旧にいがた基幹バスの中央循環線にあたる県庁線、市民病院線）、西区・南区方面（寺尾線、大堀線、小新線、大野・白根線、味方線）の各路線は萬代橋ラインの運行開始に伴い、入舟方面は本町もしくは古町で、県庁方面は市役所前で、西区・南区方面は青山（大野・白根線の急行は市役所前）で、それぞれ乗り換える運行形態となっている。なお青山方面の路線は、中央区中心部と直通する「ダイレクト便」が一部設定された。
2024年（令和6年）3月30日に使用を終了した。路線バス関連のデジタルサイネージはBRTのりばの0・1番に設けられていたほか、バスターミナル2番線側には新潟交通の新潟駅前案内所が設けられていた。
2019年（令和元年）7月時点の情報は以下の通りである。◆は南口発着の系統も存在する路線を示す。
| 乗り場 | バス停名 | 路線名                              | 系統・行先 |
| ------ | -------- | ----------------------------------- | --- |
| 0・1   | 新潟駅前 | ■ BRT 萬代橋ライン                  | - B10：青山※一部便は青山から■ W3 寺尾線・■ W4 大堀線に直通 - B10：【■ 快速】青山 - B11：青山・青山本村・青山一丁目 - B13：青山・西部営業所 ※萬代橋ラインの停留所番号は01 また、直通便・ダイレクト便以外の西新潟方面■ W3 - ■ W8は、萬代橋ラインに乗車し、青山のりかえ。 |
| 2      | 新潟駅前 | 新潟市観光循環バス                  | 新潟市観光循環バス |
| 3      | 新潟駅前 | 佐渡汽船線                          | 朱鷺メッセ・佐渡汽船・ピアBandai |
| 3      | 新潟駅前 | ■ W7 大野・白根線◆ （ダイレクト便） | - W70：【■ 快速】白根・潟東営業所 ※第一高校前までは萬代橋ラインと同経路で各停。 - W74：【■ 快速】白根・潟東営業所 下鳥屋野までは鳥屋野線と同経路で各停。 |
| 4      | 新潟駅前 | ■ C6 八千代橋線                     | C60：入船営業所 |
| 4      | 新潟駅前 | ■ C7 柳都大橋線                     | C70：入船営業所 |
| 4      | 新潟駅前 | ■ C8 新大病院線                     | C80：新潟大学病院 |
| 5      | 新潟駅前 | ■ W2 西小針線                       | - W20：坂井・内野営業所 - W20：【■ 快速】坂井・内野営業所 - W21：新潟大学・内野営業所 - W21：【■ 快速】新潟大学・内野営業所 - W22：信楽園病院 |
| 6      | 新潟駅前 | ■ C3 信濃町線                       | - C30・C31：西部営業所 - C32：信濃町※一部は信濃町から、浜浦町線 新潟駅前行として循環運行 |
| 6      | 新潟駅前 | ■ W1 有明線                         | - W10：内野営業所 - W11：五十嵐一ノ町・グリーン団地 - W12：信楽園病院 |
| 7      | 新潟駅前 | ■ C2 浜浦町線                       | - C20：西部営業所 - C21：信濃町※一部は信濃町から、信濃町線 新潟駅前行として循環運行 - C22：新潟青陵大学・水族館前 |
| 8      | 新潟駅前 | ■ S2 鳥屋野線                       | - S20：曽野木ニュータウン - S21：曽川・嘉木 - S22：酒屋車庫 - S23：酒屋・小須戸 |
| 8      | 新潟駅前 | ■ S3 水島町線                       | - S30：美咲合同庁舎 - S31：西部営業所 |
| 8      | 新潟駅前 | ■ S4 上所線                         | - S40：女池愛宕 - S41：ユニゾンプラザ前 |
| 8      | 新潟駅前 | - ■ S5 女池線◆ - ■ S6 長潟線◆       | - S50：女池愛宕 - S60：南部営業所 |
| 10     | 新潟駅前 | ■ E1 臨港線                         | E10・E11・E12：臨港病院前 |
| 10     | 新潟駅前 | ■ E3 河渡線                         | - E30：向陽三丁目・下山スポーツセンター - E31：海老ケ瀬木工団地・下山スポーツセンター |
| 13     | 新潟駅前 | ■ S8 京王団地線                     | S80：南長潟・イオンモール新潟南・南部営業所 |
| 13     | 新潟駅前 | ■ S9 亀田・横越線                   | - S90：水原 - S91：【■ 急行】水原 - S93：【■ 急行】保田 - S94・S96：新津駅・秋葉区役所 - S95：京ヶ瀬営業所 - S97：酒屋車庫 - S98：亀田駅西口 |
| 13     | 新潟駅前 | ■ E8 石山線◆                        | - E80：北高校前 - E81：大江山連絡所前 |

- 連続立体交差事業関連の代行バスのうち、越後線方面は万代口ロータリー内の発着となる。

### 旧南口バスターミナル
南口駅前広場の暫定供用開始に伴い、2009年（平成21年）3月30日から南口駅舎に近接した東側ロータリー（CoCoLo南館横）に移設され仮供用を開始したのが南口バスターミナルである。ロータリー式で、発着するバスは構内を周回した。2024年（令和6年）3月31日からの新バスターミナルのうち10 - 14番線は、もともと南口9・1 - 4番線として使用されていたものである。
2019年（令和元年）7月時点の情報は以下の通りである。◆は万代口発着の系統も存在する路線を示す。
| 乗り場 | バス停名   | 路線名                       | 系統・行先                                                                   |
| ------ | ---------- | ---------------------------- | ---------------------------------------------------------------------------- |
| 1      | 新潟駅南口 | ■ S6 長潟線◆                 | - S60・S61・S62：南部営業所 - S63：大江山連絡所前                            |
| 1      | 新潟駅南口 | ■ S7 スポーツ公園線          | - S70：新潟市民病院 - S71：曽野木ニュータウン - S72：大野                    |
| 1      | 新潟駅南口 | ■ E8 石山線◆                 | E82：北高校前                                                                |
| 2      | 新潟駅南口 | 長潟線・石山線（中心部方面） | S60・E82：市役所前                                                           |
| 3      | 新潟駅南口 | ■ S5 女池線◆                 | - S51：女池愛宕 - S52：新潟市民病院                                          |
| 3      | 新潟駅南口 | ■ W7 大野・白根線◆           | W73：【■ 区間快速】白根・潟東営業所                                          |
| 3      | 新潟駅南口 | ■ E7 はなみずき線            | E70：木戸病院                                                                |
| 3      | 新潟駅南口 | 免許センター線               | 免許センター ※平日は3本・日曜日は2本運行。土曜日・祝日・年末年始は全便運休。 |
| 3      | 新潟駅南口 | 東区区バス 河渡ルート        | 東01：東区役所前                                                             |
| 4      | 新潟駅南口 | ■ C1 県庁線                  | - C10：市役所前 - C12：県庁 - C13：県庁前・美咲合同庁舎                      |
| 5      | 新潟駅南口 | ■ エアポートリムジン         | 新潟空港                                                                     |
| 9      | 新潟駅南口 | 降車場（定期バス）           |                                                                              |

#### ICカード・バスカードについて

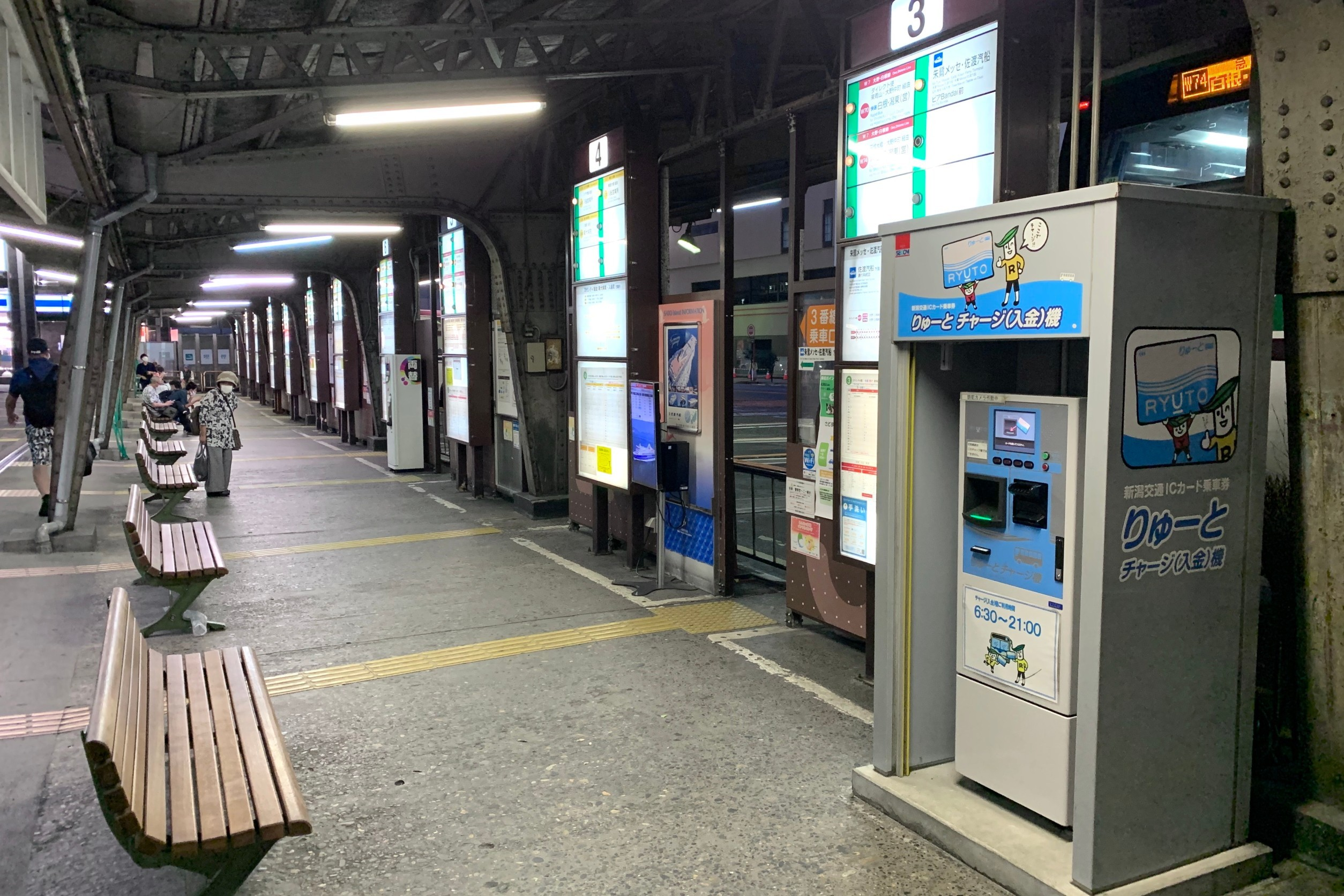
万代口バスターミナルのりゅーとチャージ機（2020年9月）

新潟駅万代口・南口周辺から発着する新潟交通グループの一般路線バス全路線と、新潟市が事業主体として新潟交通グループに運行業務を委託しているコミュニティバス路線（区バス）、および高速バス「ときライナー」では、運賃精算に同社発行のIC乗車カード「りゅーと」が使用できる（臨時路線の一部便を除く）。また、りゅーとエリアの路線ではSuicaをはじめ全国10種類の交通系ICカードも使用できる。
りゅーとのチャージ機は万代口バスターミナル3番線、南口バスターミナル5番線に各1台設置されている。ただし、りゅーとエリア内ではSuicaほか10種類のICカードのチャージは取り扱っていないため、窓口チャージ・チャージ機・バス車内チャージのいずれも利用できない。りゅーと以外のICカードは残額不足の場合、駅・コンビニエンスストアなどでの事前チャージが必要となる。

## 隣の駅

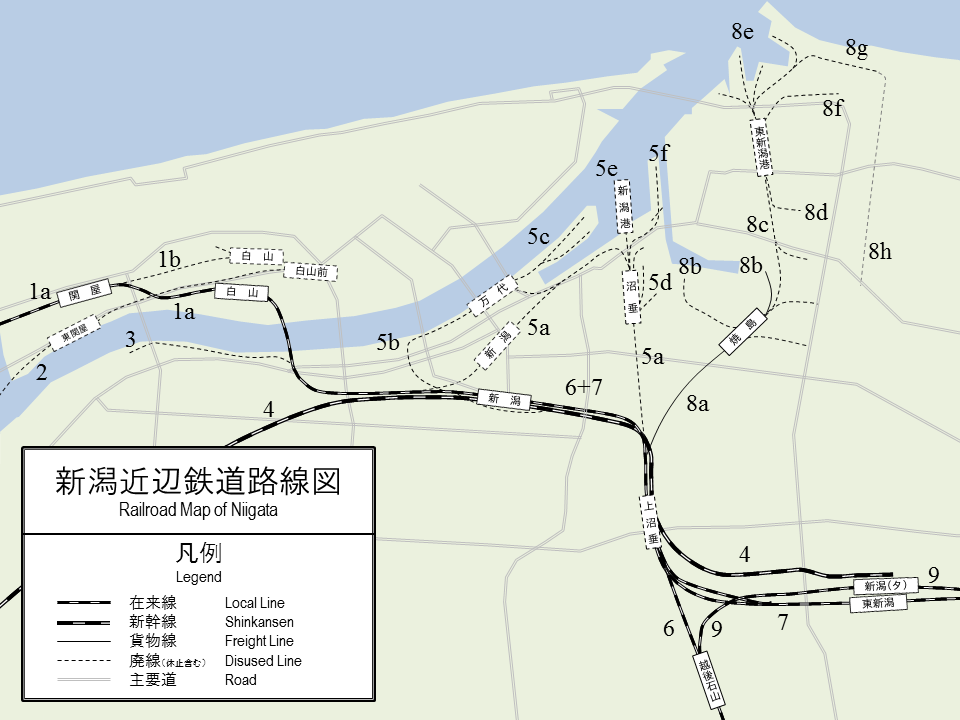
新潟近辺の鉄道路線図。

東日本旅客鉄道（JR東日本）
 上越新幹線
燕三条駅 - 新潟駅
■信越本線
- 特急「しらゆき」・臨時快速「柳都Shu*Kura」発着駅

■快速
亀田駅 - （下りの一部は越後石山駅） -　新潟駅
■普通
越後石山駅 - （上沼垂信号場） - 新潟駅 - （越後線）

■白新線
- 特急「いなほ」・臨時快速「海里」発着駅

■快速（下りのみ運転）
新潟駅 → 豊栄駅
■普通
（越後線） - 新潟駅 - （上沼垂信号場） - 東新潟駅

■越後線
上所駅 - 新潟駅 - （信越本線/白新線）

### 記事本文